# Српски динар
Динар је званична валута Републике Србије. Вредност једног динара је еквивалентна вредности 100 пара. Међународна ознака валуте за динар је RSD, а шифра валуте 941. На садашњим новчаницама и кованом новцу су приказани портрети људи значајних за историју Србије, Народне банке Србије и српски споменици културе.
Издавање новчаница и кованог новца, утврђивање апоена и њихових основних обележја, доношење одлуке о пуштању у оптицај и повлачењу из оптицаја новца врши Народна банка Србије, док се штампање врши у Заводу за израду новчаница и кованог новца – Топчидер, у специјализованој организацији Народне банке Србије.

## Новац у оптицају
Доношењем Уставне повеље Србије и Црне Горе 4. фебруара 2003. године, промењен је назив државе у Државна Заједница Србија и Црна Гора, што је забележено и на новцу, који је издала Народна банка Србије.
Од 2003. године издате су прве монете, које нису имале југословенске атрибуте. Током 2003. и 2004. године издаване су кованице и новчанице које су уместо назива државе и њеног грба носиле амблем Народне банке Србије, а од 2005, још пре иступање Црне Горе из државне заједнице са Србијом, након препоруке о коришћењу грба Републике Србије, започело се са издавањем новца који носи име Србија и српски грб.
Од 1. новембра 2006. године за динар се примењује међународна ознака према ISO 4217 стандарду. Словна ознака је РСД (RSD), којој одговара бројна ознака 941. По том стандарду, прва два слова означавају име државе, Република Србија („Р” — Република, „С” — Србија), а треће означава име националне валуте („Д” — динар). Пре тога, према ICC (International currency code) стандарду, динар је имао бројну ознаку 891, а словне ознаке су се мењале. У Државној заједници СЦГ, словна ознака је била CSD, динар издаван у Савезној Републици Југославији је имао словну ознаку YUD, док је словна ознака у Социјалистичкој Федеративној Републици Југославији била YUM.

### Новчанице
У оптицају су новчанице у апоенима:
- 10 динара: с ликом Вука Стефановића Караџића, реформатора српског језика и сакупљача српских народних умотворина;[7]
- 20 динара: с ликом Петра II Петровића Његоша, српског књижевника, верског и световног поглавара Црне Горе;[8]
- 50 динара: с ликом Стевана Стојановића Мокрањца, српског композитора, који је значајно допринео рађању стила националне музичке уметности;[9]
- 100 динара: с ликом Николе Тесле, српског научника;[10]
- 200 динара: с ликом Надежде Петровић, српске ликовне уметнице с почетка 20. века;[11]
- 500 динара: с ликом Јована Цвијића, српског научника;[12]
- 1.000 динара: с ликом Ђорђа Вајферта, српског индустријалца и најпознатијег гувернера Народне банке Србије;[13]
- 2.000 динара: с ликом Милутина Миланковића, српског научника;[14]
- 5.000 динара: с ликом Слободана Јовановића, једног од највећих српских политичара и државника 20. века;[15]

Диспозиција лица новчаница је хоризонтална, а наличја је вертикална.
Новчанице носе потписе гувернера Млађана Динкића, Кори Удовички, Радована Јелашића, Дејана Шошкића и Јоргованке Табаковић. На њима је знак Народне банке Србије или велики грб Републике Србије.
Прва серија новчаница која се налази у употреби, носи знак Народне банке Србије. Прва новчаница у тој серији је од 1000 динара, пуштена у оптицај 24. марта 2003. Исте године издате су новчанице од 100 и 5.000 динара, а наредне 2004. је издата новчаница од 500 динара. Изглед ових новчаница је промовисан још 2000. и 2001. године, мада је накнадно дотериван.
Новчанице које су носиле ознаку Народна банка Југославије и биле са потписима гувернера Млађана Динкића, налазиле су се у паралелном оптицају до 31. децембра 2006. године, када су коначно повучене и замењене искључиво новчаницама које носе ознаку Народна банка Србије. Изузев ознаке, старе и нове новчанице готово су истоветног дизајна, осим апоена од 500 и 2.000 динара, који нису имали верзију са ознаком Народна банка Југославије, јер су издате касније.
Прва новчаница из серије са великим грбом Републике Србије, била је новчаница од 200 динара, која је пуштена у оптицај 2. јула 2005. године. То је уједно и прва новчаница на којој се налази познати женски лик и прва новчаница на којој се налази кинеграм, покретне слике, које се преливају једна у другу мењајући боје, зависно од угла гледања.
Исте године је пуштена у оптицај и новчаница од 50 динара. Новчанице од 10, 20, 100 и 1.000 динара су издате у току наредне 2006.
Идејно решење новчанице од 20 динара је измењено у односу на њено претходно издање Народне банке СРЈ из 2000. године. На лицу новчанице се поново налази леви профил Његоша са белом камилавком на глави, према портрету аутора Уроша Кнежевића из 1846, који се чува у епископском двору у Темишвару, с тим што је на новчаници леви профил обрнут и приказан као десни. Међутим, десно од портрета, линијским цртежом је приказан Цетињски манастир, уместо раније Маузолеја на Ловћену. Наличје је такође измењено, па се са леве стране налази лик Његоша у народном оделу, овога пута са оригиналним левим профилом, према фотографији из 1848, коју је израдио Анастас Јовановић у Бечу, уместо скраћене фигуре Његоша из Маузолеја на Ловћену, док су детаљ са украсне минијатуре из првог словенског октоиха, штампаног на Цетињу 1494. године и планински масив Комова, остали исти као на издању из 2000. године.
Затим је 2007. уследила новчаница од 500 динара, новчаница од 5.000 издата тек 2010, а наредне 2011. је издата и новчаница од 2.000 динара.
На новчаницама се налазе ћирилични и латинични натписи.
С намером да се унапреде дизајн новчаница и техника израде, 31. децембра 2007. године Народна банка Србије је упутила јавни позив за израду идејних ликовних решења за нову серију новчаница — апоена од 10, 20, 50, 100, 200, 500, 1000, 2000 и 5000 динара. Рок за подношење идејних решења је био 30. јун 2008. Међутим, одзив на јавни позив је био неочекивано мали, а понуђена идејна ликовна решења нису била ни приближно на нивоу жеља и намере Народне банке Србије. Из тог разлога, у оптицају је остала већ постојећа серија новчаница.

#### Заштита новчаница
Животни век папирних новчаница, у просеку износи три године, тако да ЗИН годишње одштампа 30 одсто новчаница за НБС.
Новчанице се штампају на заштићеном папиру, од чистих памучних влакана, потребне еластичности, чврстине, константне дебљине и карактеристичног реског звука приликом савијања. Приликом израде папира, у влажној фази, уграђују се елементи заштите, применом голим оком видљивих и невидљивих елемената заштите, комбиновањем различитих техника штампе и специјалних боја. Квалитет штампе се контролише на сваком табаку. После контролног бројања, новац се пакује у термопластичну фолију.
У елементе заштите на новчаницама спадају:
- заштитна пластична-степ нит са ћириличним и латиничним микротекстом динар-dinar у вертикалном низу, која се при дневној светлости слабо назире, а јасно види. на лицу и на наличју, као непрекидна нит у маси папира, уперивањем према јачем извору светлости.
- водени жиг урађен заштићеним технолошким поступком, чини саставни део масе папире. Водени жиг се при дневном светлу само назире, а усмеравањем новчанице према јачем извору светлости јасно се уочавају унутрашње и спољашње контуре, са светлијим и тамнијим тоновима.
- серијски број на наличју, израђен техником високе штампе. Састављен је од две словне и седам нумеричких ознака. Налази се на два места, испод увећане номиналне вредности са леве стране, као и у горњем десном углу.
- ултраљубичаста заштита — под ултраљубичастом светлошћу виде се кончићи жуте и црвене боје, неправилног облика и неправилно распоређених по новчаници. Серијски број на наличју са леве стране, под ултраљубичастим зрацима флуоресцира у жуто зелену боју, а серијски број у горњем десном углу под ултраљубичастим зрацима флуоресцира у јарко црвену боју. Окержута боја под ултраљубичастим зрацима флуоресцира жуто на лицу (10, 20, 100, 1.000, 5.000) и на наличју такође код новчаница (10, 20, 100, 500, 1.000). Код новчаница: од 200 динара црвени тонови флуоресцирају у наранџасто, а на лицу и текст двеста динара и детаље око фигуре Надежде Петровић у жуто. На новчаници од 500 динара зелени и наранџасти тонови флуоресцирају у жуто и зелено на лицу. На новчаници од 2.000 наранџасти тонови номиналне ознаке флуоресцирају у жуто, наранџасти тонови флуоресцирају у наранџасто на лицу и интензивно жуто на наличју, плави тонови флуоресцирају у дискретно плаво на лицу и наличју. Код новчанице од 5.000 на наличју светлозелени тонови флуоресцирају дискретно плаво.
- кип ефекат елипсоидног облика, који приказује знак Народне банке Србије и слова НБС, зависно од угла под којим се посматра (код новчаница од 10, 20, 50, 100, 200, 500 динара). Овални знак мења боју зависно од угла посматрања: златно жута и зелена (1.000, 2.000), бордо и зелена (5.000 динара).
- кип ефекат правоугаоног облика на лицу у десном делу беле површине новчанице, са ћириличним натписом НБС, који се уочава само при посматрању новчанице под одређеним углом. Израђен је техником дубоке штампе (новчанице од 50, 100, 200, 500, 1.000, 2.000, 5.000 динара).
- кинеграм на лицу новчанице у ефекту дугиних боја номинална вредност у контурама и: четкице (200), глобус и купа (500), приказ „Свети Ђорђе убија аждају” (1.000 динара), стилизовани приказ шеме торња (2.000), знак Народне банке Србије (5.000 динара), наизменично се смењују при промени угла посматрања.
- микротекст ћирилични и латинични НБСNBS на лицу израђен техником равне штампе (новчанице од 10 и 20 динара), или дубоке штампе, рељефне на додир (новчанице од 50, 100, 200, 1.000, 2.000, 5.000 динара)
- микротекст у формату „број (номинална вредност) динара-број (номинална вредност динара) dinara” на наличју у позадини око детаља прозирне штампе на лицу
- микротекст у формату „(номинална вредност динара)бројдинара(номинална вредност динара)бројdinara”, у горњем десном испод номиналне вредности
- минитекст у формату „број — номинална вредност”, на наличју, испод горњег дела грба израђен техником равне штампе
- микротекст у формату „број — номинална вредност”, на наличју, испод доњег дела грба израђен техником равне штампе
- текст „Народна банка Србије”, са леве стране ћирилицом и са десне стране латиницом израђен је у дубокој штампи, рељефан на додир (новчанице 50, 100, 200, 500, 1000, 2.000, 5.000 динара)
- главни мотив на лицу израђен је у дубокој штампи (новчанице 50, 100, 200, 500, 1000, 2.000, 5000 динара)
- прозирни регистар — детаљи на лицу и наличју, при усмеравању новчанице ка извору светлости формирају: два јасно видљива шестоугла (10), правоугаоника (20 динара), дирке на клавиру (50 динара), стилизовани Теслин трансформатор (100), по два наспрамна троугла који формирају квадрат (200), шаре пиротског ћилима (500), квадрат са два мања троугла који формирају већи троугао (1.000 динара), путању планета Сунчевог система, са Сунцем у средишту (2.000 динара), квадрат са кругом у средишњем делу (5.000). Изведени су равном штампом.
- инфрацрвена заштита — новчанице имају елементе видљиве под инфрацрвеном светлошћу
- ознаке за слепе и слабовиде на лицу изведене су техником дубоке штампе: правоугаоник у средини квадрата (50), круг (100), круг у квадрату (200), четири квадрата (500) једна изнад друге две једнаке хоризонталне линије (1.000), графички приказ спиралне галаксије у квадратном облику (2.000) три хоризонталне линије различите дужине (5.000)

#### Изглед новчаница
| Вредност    | Датум пуштања у оптицај | Потпис гувернера     | Портрет                    | Аверс | Реверс | Димензије   | Боја                                                                 |
| ----------- | ----------------------- | -------------------- | -------------------------- | --- | --- | ----------- | -------------------------------------------------------------------- |
| 10 динара   | 19. мај 2006.           | Радован Јелашић      | Вук Стефановић Караџић     | Портрет Вука Стефановића Караџића, отворена књига и Вуков прибор за писање (експонати сталне поставке Музеја Вука и Доситеја у Београду), три слова модерне српске азбуке.                                                          | Фигура Вука Стефановића Караџића (детаљ са фотографије), учесници „Првог светословенског скупа” одржаног у Прагу 1848. године (детаљ са фотографије), фриз од слова, велики грб Републике Србије у горњем левом углу новчанице, на окер подлози.                                                                              | 62 × 131 mm | окер-жута, браон и зелена                                            |
| 10 динара   | 30. септембар 2011.     | Дејан Шошкић         | Вук Стефановић Караџић     | Портрет Вука Стефановића Караџића, отворена књига и Вуков прибор за писање (експонати сталне поставке Музеја Вука и Доситеја у Београду), три слова модерне српске азбуке.                                                          | Фигура Вука Стефановића Караџића (детаљ са фотографије), учесници „Првог светословенског скупа” одржаног у Прагу 1848. године (детаљ са фотографије), фриз од слова, велики грб Републике Србије у горњем левом углу новчанице, на окер подлози.                                                                              | 62 × 131 mm | окер-жута, браон и зелена                                            |
| 10 динара   | 24. мај 2013.           | Јоргованка Табаковић | Вук Стефановић Караџић     | Портрет Вука Стефановића Караџића, отворена књига и Вуков прибор за писање (експонати сталне поставке Музеја Вука и Доситеја у Београду), три слова модерне српске азбуке.                                                          | Фигура Вука Стефановића Караџића (детаљ са фотографије), учесници „Првог светословенског скупа” одржаног у Прагу 1848. године (детаљ са фотографије), фриз од слова, велики грб Републике Србије у горњем левом углу новчанице, на окер подлози.                                                                              | 62 × 131 mm | окер-жута, браон и зелена                                            |
| 20 динара   | 18. јул 2006.           | Радован Јелашић      | Петар II Петровић Његош    | Портрет Петра II Петровића Његоша, десно од портрета приказан је, линијским цртежом, Цетињски манастир. | Фигура Петра II Петровића Његоша према фотографији Анастаса Јовановића (1846), уместо његове статуе из маузолеја на Ловћену, детаљ са украсне минијатуре с првог словенског октоиха, штампаног на Цетињу 1494. године, планински масив Комова, велики грб Републике Србије у горњем левом углу новчанице, на зеленој подлози. | 64 × 135 mm | зелена, окер-жута и дискретна црна                                   |
| 20 динара   | 30. септембар 2011.     | Дејан Шошкић         | Петар II Петровић Његош    | Портрет Петра II Петровића Његоша, десно од портрета приказан је, линијским цртежом, Цетињски манастир. | Фигура Петра II Петровића Његоша према фотографији Анастаса Јовановића (1846), уместо његове статуе из маузолеја на Ловћену, детаљ са украсне минијатуре с првог словенског октоиха, штампаног на Цетињу 1494. године, планински масив Комова, велики грб Републике Србије у горњем левом углу новчанице, на зеленој подлози. | 64 × 135 mm | зелена, окер-жута и дискретна црна                                   |
| 20 динара   | 24. мај 2013.           | Јоргованка Табаковић | Петар II Петровић Његош    | Портрет Петра II Петровића Његоша, десно од портрета приказан је, линијским цртежом, Цетињски манастир. | Фигура Петра II Петровића Његоша према фотографији Анастаса Јовановића (1846), уместо његове статуе из маузолеја на Ловћену, детаљ са украсне минијатуре с првог словенског октоиха, штампаног на Цетињу 1494. године, планински масив Комова, велики грб Републике Србије у горњем левом углу новчанице, на зеленој подлози. | 64 × 135 mm | зелена, окер-жута и дискретна црна                                   |
| 50 динара   | 15. новембар 2005.      | Радован Јелашић      | Стеван Стојановић Мокрањац | Портрет композитора Стевана Стојановића Мокрањца, стилизовани приказ дела виолине, клавијатура и нотни запис из Мокрањчеве заоставштине.                                                                                            | Фигура Стевана Стојановића Мокрањца, мотив илуминације са Мирослављевог јеванђеља, нотни запис, велики грб Републике Србије у горњем левом углу новчанице, на љубичастој подлози. | 66 × 139 mm | љубичаста и тон окер боје                                            |
| 50 динара   | 20. јун 2011.           | Дејан Шошкић         | Стеван Стојановић Мокрањац | Портрет композитора Стевана Стојановића Мокрањца, стилизовани приказ дела виолине, клавијатура и нотни запис из Мокрањчеве заоставштине.                                                                                            | Фигура Стевана Стојановића Мокрањца, мотив илуминације са Мирослављевог јеванђеља, нотни запис, велики грб Републике Србије у горњем левом углу новчанице, на љубичастој подлози. | 66 × 139 mm | љубичаста и тон окер боје                                            |
| 50 динара   | 28. фебруар 2014.       | Јоргованка Табаковић | Стеван Стојановић Мокрањац | Портрет композитора Стевана Стојановића Мокрањца, стилизовани приказ дела виолине, клавијатура и нотни запис из Мокрањчеве заоставштине.                                                                                            | Фигура Стевана Стојановића Мокрањца, мотив илуминације са Мирослављевог јеванђеља, нотни запис, велики грб Републике Србије у горњем левом углу новчанице, на љубичастој подлози. | 66 × 139 mm | љубичаста и тон окер боје                                            |
| 100 динара  | 2. јул 2003.            | Млађан Динкић        | Никола Тесла               | Портрет научника Николе Тесле, формула за јединицу магнетне индукције, приказ електричног пражњења, приказ једног Теслиног постројења.                                                                                              | Фигура Николе Тесле (мотив са фотографије из Музеја Николе Тесле у Београду), цртеж Теслиног електромотора, „ Теслина голубица”, знак Народне банке Србије/велики грб Републике Србије у горњем левом углу новчанице, на плавој подлози.                                                                                      | 68 × 143 mm | плава, окер-жута и зелена                                            |
| 100 динара  | 17. септембар 2004.     | Радован Јелашић      | Никола Тесла               | Портрет научника Николе Тесле, формула за јединицу магнетне индукције, приказ електричног пражњења, приказ једног Теслиног постројења.                                                                                              | Фигура Николе Тесле (мотив са фотографије из Музеја Николе Тесле у Београду), цртеж Теслиног електромотора, „ Теслина голубица”, знак Народне банке Србије/велики грб Републике Србије у горњем левом углу новчанице, на плавој подлози.                                                                                      | 68 × 143 mm | плава, окер-жута и зелена                                            |
| 100 динара  | 20. октобар 2006.       | Радован Јелашић      | Никола Тесла               | Портрет научника Николе Тесле, формула за јединицу магнетне индукције, приказ електричног пражњења, приказ једног Теслиног постројења.                                                                                              | Фигура Николе Тесле (мотив са фотографије из Музеја Николе Тесле у Београду), цртеж Теслиног електромотора, „ Теслина голубица”, знак Народне банке Србије/велики грб Републике Србије у горњем левом углу новчанице, на плавој подлози.                                                                                      | 68 × 143 mm | плава, окер-жута и зелена                                            |
| 100 динара  | 11. мај 2012.           | Дејан Шошкић         | Никола Тесла               | Портрет научника Николе Тесле, формула за јединицу магнетне индукције, приказ електричног пражњења, приказ једног Теслиног постројења.                                                                                              | Фигура Николе Тесле (мотив са фотографије из Музеја Николе Тесле у Београду), цртеж Теслиног електромотора, „ Теслина голубица”, знак Народне банке Србије/велики грб Републике Србије у горњем левом углу новчанице, на плавој подлози.                                                                                      | 68 × 143 mm | плава, окер-жута и зелена                                            |
| 100 динара  | 24. мај 2013.           | Јоргованка Табаковић | Никола Тесла               | Портрет научника Николе Тесле, формула за јединицу магнетне индукције, приказ електричног пражњења, приказ једног Теслиног постројења.                                                                                              | Фигура Николе Тесле (мотив са фотографије из Музеја Николе Тесле у Београду), цртеж Теслиног електромотора, „ Теслина голубица”, знак Народне банке Србије/велики грб Републике Србије у горњем левом углу новчанице, на плавој подлози.                                                                                      | 68 × 143 mm | плава, окер-жута и зелена                                            |
| 200 динара  | 2. јул 2005.            | Радован Јелашић      | Надежда Петровић           | Портрет Надежде Петровић, приказ скулптуре Надежде Петровић, обриси цркве манастира Грачаница, сликарска четкица. | Надежда Петровић, као добровољне болничарке у време Првог балканског рата, према фотографији из 1913. (Призрен), приказ цркве манастира Грачаница, део композиције с једне од слика Надежде Петровић, велики грб Републике Србије у горњем левом углу новчанице, на плавој подлози.                                           | 70 × 147 mm | браон-црвена уз додатак плавих тонова                                |
| 200 динара  | 30. септембар 2011.     | Дејан Шошкић         | Надежда Петровић           | Портрет Надежде Петровић, приказ скулптуре Надежде Петровић, обриси цркве манастира Грачаница, сликарска четкица. | Надежда Петровић, као добровољне болничарке у време Првог балканског рата, према фотографији из 1913. (Призрен), приказ цркве манастира Грачаница, део композиције с једне од слика Надежде Петровић, велики грб Републике Србије у горњем левом углу новчанице, на плавој подлози.                                           | 70 × 147 mm | браон-црвена уз додатак плавих тонова                                |
| 200 динара  | 5. јул 2013.            | Јоргованка Табаковић | Надежда Петровић           | Портрет Надежде Петровић, приказ скулптуре Надежде Петровић, обриси цркве манастира Грачаница, сликарска четкица. | Надежда Петровић, као добровољне болничарке у време Првог балканског рата, према фотографији из 1913. (Призрен), приказ цркве манастира Грачаница, део композиције с једне од слика Надежде Петровић, велики грб Републике Србије у горњем левом углу новчанице, на плавој подлози.                                           | 70 × 147 mm | браон-црвена уз додатак плавих тонова                                |
| 500 динара  | 17. септембар 2004.     | Радован Јелашић      | Јован Цвијић               | Портрет Јована Цвијића, приказ картографске пројекције земље и Балканског полуострва у позадини. | Фигура Јована Цвијића, стилизовани приказ етно мотива, знак Народне банке Србије/ велики грб Републике Србије у горњем левом углу новчанице, на зеленој подлози. | 70 × 147 mm | плаво-зелена, плаво-зелена, зелена и жута                            |
| 500 динара  | 4. јун 2007.            | Радован Јелашић      | Јован Цвијић               | Портрет Јована Цвијића, приказ картографске пројекције земље и Балканског полуострва у позадини. | Фигура Јована Цвијића, стилизовани приказ етно мотива, знак Народне банке Србије/ велики грб Републике Србије у горњем левом углу новчанице, на зеленој подлози. | 70 × 147 mm | плаво-зелена, плаво-зелена, зелена и жута                            |
| 500 динара  | 30. децембар 2011.      | Дејан Шошкић         | Јован Цвијић               | Портрет Јована Цвијића, приказ картографске пројекције земље и Балканског полуострва у позадини. | Фигура Јована Цвијића, стилизовани приказ етно мотива, знак Народне банке Србије/ велики грб Републике Србије у горњем левом углу новчанице, на зеленој подлози. | 70 × 147 mm | плаво-зелена, плаво-зелена, зелена и жута                            |
| 500 динара  | 7. децембар 2012.       | Јоргованка Табаковић | Јован Цвијић               | Портрет Јована Цвијића, приказ картографске пројекције земље и Балканског полуострва у позадини. | Фигура Јована Цвијића, стилизовани приказ етно мотива, знак Народне банке Србије/ велики грб Републике Србије у горњем левом углу новчанице, на зеленој подлози. | 70 × 147 mm | плаво-зелена, плаво-зелена, зелена и жута                            |
| 1000 динара | 24. март 2003.          | Млађан Динкић        | Ђорђе Вајферт              | Портрет Ђорђа Вајферта, приказ комплекса некадашњег објеката Вајфертове пиваре, кинеграм „Свети Ђорђе убија аждају”. | Фигура Ђорђа Вајферта у седећем положају, део ентеријера зграде Народне банке Србије (његов дугогодишњи радни простор), приказ пригодне медаље; знак Народне банке Србије/велики грб Републике Србије у горњем левом углу новчанице, на црвеној подлози.                                                                      | 72 × 151 mm | црвена, окер-жута и плаво-зелена                                     |
| 1000 динара | 15. септембар 2003.     | Кори Удовички        | Ђорђе Вајферт              | Портрет Ђорђа Вајферта, приказ комплекса некадашњег објеката Вајфертове пиваре, кинеграм „Свети Ђорђе убија аждају”. | Фигура Ђорђа Вајферта у седећем положају, део ентеријера зграде Народне банке Србије (његов дугогодишњи радни простор), приказ пригодне медаље; знак Народне банке Србије/велики грб Републике Србије у горњем левом углу новчанице, на црвеној подлози.                                                                      | 72 × 151 mm | црвена, окер-жута и плаво-зелена                                     |
| 1000 динара | 18. јул 2006.           | Радован Јелашић      | Ђорђе Вајферт              | Портрет Ђорђа Вајферта, приказ комплекса некадашњег објеката Вајфертове пиваре, кинеграм „Свети Ђорђе убија аждају”. | Фигура Ђорђа Вајферта у седећем положају, део ентеријера зграде Народне банке Србије (његов дугогодишњи радни простор), приказ пригодне медаље; знак Народне банке Србије/велики грб Републике Србије у горњем левом углу новчанице, на црвеној подлози.                                                                      | 72 × 151 mm | црвена, окер-жута и плаво-зелена                                     |
| 1000 динара | 30. децембар 2011.      | Дејан Шошкић         | Ђорђе Вајферт              | Портрет Ђорђа Вајферта, приказ комплекса некадашњег објеката Вајфертове пиваре, кинеграм „Свети Ђорђе убија аждају”. | Фигура Ђорђа Вајферта у седећем положају, део ентеријера зграде Народне банке Србије (његов дугогодишњи радни простор), приказ пригодне медаље; знак Народне банке Србије/велики грб Републике Србије у горњем левом углу новчанице, на црвеној подлози.                                                                      | 72 × 151 mm | црвена, окер-жута и плаво-зелена                                     |
| 1000 динара | 25. јул 2014.           | Јоргованка Табаковић | Ђорђе Вајферт              | Портрет Ђорђа Вајферта, приказ комплекса некадашњег објеката Вајфертове пиваре, кинеграм „Свети Ђорђе убија аждају”. | Фигура Ђорђа Вајферта у седећем положају, део ентеријера зграде Народне банке Србије (његов дугогодишњи радни простор), приказ пригодне медаље; знак Народне банке Србије/велики грб Републике Србије у горњем левом углу новчанице, на црвеној подлози.                                                                      | 72 × 151 mm | црвена, окер-жута и плаво-зелена                                     |
| 2000 динара | 30. децембар 2011.      | Дејан Шошкић         | Милутин Миланковић         | Портрет Милутина Миланковића, централним делом новчанице доминира фигура Милутина Миланковића за радним столом, испод које је графички приказ његових прорачуна померања снежне границе за протекли део квартара од 600.000 година. | Фигура Милутина Миланковића, фрагмент стилизованог приказа сунчевог диска, а у централном делу доминира приказ Миланковићевог рада „Путања северног небеског пола”, велики грб Републике Србије у горњем левом углу новчанице, на маслинастој подлози.                                                                        | 74 × 155 mm | доминирају сиво-маслинасти тонови уз додатак жуто-наранџасте и плаве |
| 2000 динара | 7. децембар 2012.       | Јоргованка Табаковић | Милутин Миланковић         | Портрет Милутина Миланковића, централним делом новчанице доминира фигура Милутина Миланковића за радним столом, испод које је графички приказ његових прорачуна померања снежне границе за протекли део квартара од 600.000 година. | Фигура Милутина Миланковића, фрагмент стилизованог приказа сунчевог диска, а у централном делу доминира приказ Миланковићевог рада „Путања северног небеског пола”, велики грб Републике Србије у горњем левом углу новчанице, на маслинастој подлози.                                                                        | 74 × 155 mm | доминирају сиво-маслинасти тонови уз додатак жуто-наранџасте и плаве |
| 5000 динара | 2. јул 2003.            | Млађан Динкић        | Слободан Јовановић         | Портрет Слободана Јовановића | Фигура Слободана Јовановића, фрагмент зграде Народне скупштине и стилизован приказ ентеријера скупштинске сале; знак Народне банке Србије/велики грб Републике Србије у горњем левом углу новчанице, на љубичастој подлози.                                                                                                   | 76 × 159 mm | тонови зелене, љубичасте и жуте                                      |
| 5000 динара | 26. новембар 2010.      | Дејан Шошкић         | Слободан Јовановић         | Портрет Слободана Јовановића | Фигура Слободана Јовановића, фрагмент зграде Народне скупштине и стилизован приказ ентеријера скупштинске сале; знак Народне банке Србије/велики грб Републике Србије у горњем левом углу новчанице, на љубичастој подлози.                                                                                                   | 76 × 159 mm | тонови зелене, љубичасте и жуте                                      |
| 5000 динара | 6. мај 2016.            | Јоргованка Табаковић | Слободан Јовановић         | Портрет Слободана Јовановића | Фигура Слободана Јовановића, фрагмент зграде Народне скупштине и стилизован приказ ентеријера скупштинске сале; знак Народне банке Србије/велики грб Републике Србије у горњем левом углу новчанице, на љубичастој подлози.                                                                                                   | 76 × 159 mm | тонови зелене, љубичасте и жуте                                      |

#### Фалсификати
Јуна 2016. године оптицај је износио 299,65 милиона новчаница или 168,65 милијарди динара, од чега је најчешћа новчаница била од хиљаду динара (64.424.950 комада). До тада у 2016. години је на милион оригиналних комада новчаница, у оптицају откривено 10,1 лажних, односно на милијарду динара је било 26.540,2 динара фалсификованог новца. Највише су фалсификован апоени од 2.000 (1.354 новчаница), затим 1.000 (970 комада), као и новчанице од 500 динара (521 комад). Ова три апоена чине 94,1% откривених лажних новчаница. Током 2016. године укупно је пронађено 6.171 комада фалсификованих новчаница.
Последњег дана децембра 2017. године, у промету се налазило 331,06 милиона комада оригиналних новчаница у износу од 197,93 милијарде динара. На милион оригиналних комада новчаница, у оптицају је током године откривено 17,6 комада лажних, односно на милијарду динара је било 36.006 динара фалсификованог новца. У периоду јануар децембар 2017. откривено је 5.834 комада лажних новчаница, у износу од 7,12 милиона динара. Међу фалсификатима доминирају апоени од 1.000 динара (2.770 комада или 47,48%), од 2.000 динара (1.510 комада или 25,88%) и 500 динара (1.372 комада или 23,5%), који заједно чине удео од 96,9% лажних новчаница. Током 2017. године откривено је 5,5% мање фалсификованих новчаница него у истом периоду 2016. године.
Провера новчаница грађанима се не препоручује испитивањем само једног њеног дела, с обзиром да се појављују фалсификати чији је један део оригиналан, а други фалсификован, додат лепљењем за оригинал. Код оригинала сви штампани делови имају изражену оштрину и јасно се виде. Фалсификована новчаница је у највећем броју случајева глатка, без имитације рељефне штампе, водени жиг у белом правоугаонику често није имитиран, а ако се појављује, нема јасних и прецизних контура, док је заштитна нит имитирана испрекиданом светлосивом фолијом, без микротекста.
Пуштање фалсификоване новчанице у оптицај представља кривично дело, које се гони по службеној дужности. Новчаницу за коју се сумња да је фалсификат, најбоље је уопште не примити, јер се теже може доказати од кога је добијена конкретна новчаница. У случају да се накнадно дође до сазнања или сумње да се ради о фалсификату, грађани су дужни да такву новчаницу предају било којој банци или организационој јединици министарства унутрашњих послова, о чему се добија потврда о привременом одузимању. Сумњива новчаница се шаље Народној банци на експертизу, која о резултату експертизе обавештава банку или МУП. У случају да се експертизом констатује фалсификат, НБС задржава новчаницу без накнаде. Накнада штете може се тражити једино од особе од које је новчаница добијена, а за успех таквог захтева потребни су докази. У случају да се експертизом утврди да је новчаница оригинална, НБС новчаницу враћа назад.

### Кованице
У Србији се сада у оптицају налази новац који се кује од 2003, номиналне вредности од:
- 1 динар: с рељефом зграде Народне банке Србије[23]
- 2 динара: здање манастира Грачаница[24]
- 5 динара: здање манастира Крушедол[25]
- 10 динара: здање манастира Студеница[26]
- 20 динара: здање храма Светог Саве у Београду (2003)[27]

Прва серија кованица, која се налази у употреби, носи знак Народне банке Србије. Серија се састоји од апоена од 1, 2, 5, 10, 20 динара, који су у оптицају од 2. јула 2003. Циркулисале су паралелно са ранијим издањима кованог новца Народне банке Југославије, од 50 пара, 1, 2 и 5 динара. Све кованице из 2003. су начињене од легуре истог састава 70% бакар, 12% никл, 18% цинк. Због таквог састава, оне су биле нешто теже од југословенских кованица истих номиналних вредности.
Издавање серије кованица које су имале исто лице као и кованице из 2003, а на реверсу велики грб Републике Србије, уместо знака Народне банке Србије, као и назив државе (ћирилицом и латиницом) је започело 2. јула 2005. године, издавањем апоена од 1, 5 и 10 динара. Апоени од 1 и 5 динара, израђени су од јефтиније, а апоен од 10 динара од исте легуре као они из 2003. Новина на том кованом новцу је био и обод, који је израђен са вертикалним наизменично заобљеним и равним површинама. Аутор дизајна није познат, дизајн је представљен као резултат тимског рада стручњака из Завода за израду новчаница. Први ковани новац након осамостаљивања Републике Србије је био апоен од 20 динара, који је издат 30. јула 2006. године. Серија са државним грбом и називом државе је завршено 27. децембра 2006, када је у оптицај пуштен последњи апоен из те серије, од 2 динара.
Од 1. јануара 2007. престао је да важи ковани новац у апоенима од 1 новог динара, у издању Народне банке Југославије. Због мале платежне вредности и високих трошкова израде, који вишеструко превазилазе њихову номиналну вредност, апоени у парама се не израђују. Последњи новац у апоенима од 50 пара, који се ковао до 2000. године, повучен је из оптицаја крајем 2007. године.
До краја 2009. повучен је из оптицаја ковани новац у апоенима од 1, 2 и 5 динара са ознаком Народна банка Југославије, који је искован у периоду 2000—2002. Исте године 2009. први пут су пуштени у оптицај апоени од 1 и 2 динара од новог вишеслојног материјала, са језгром од нискоугљеничног челика, обострано електрохемијски платираног основним слојем бакра и завршним слојем месинга, за разлику од ранијих емисија које су израђиване од легуре бакра, цинка и никла, мада се ковани новац од новог материјала визуелно не разликује од већ постојећег.
За потребе редовног годишњег готовинског плаћања, године 2010. пуштене су у оптицај кованице у апоенима од 1, 2, 5, 10 и 20 динара, које су имале иста обележја као и претходна издања, осим апоена од 20 динара који на аверсу има лик Ђорђа Вајферта.

#### Ковање
Уметнички атеље за израду кованица се састоји из вајарског атељеа и атељеа за граверске радове. У вајарском атељеу се припремају идејна решења и комплетне креације, све до гипсаног модела. У граверском атељеу, гипсани модел служи као матрица за израду дефинитивног копир еталона од аралдитних маса. Посебним машинама овај модел се умањује, додаје се конвексност и конкавност на челику машински угравирани рељеф, димензија будућег откова, који се више пута ручно гравира и уметничко дотерује. Модел се затим механички дорађује и термички обрађује на одељењу за алатнице. Како би се постигла радна чврстоћа, неопходна у експлоатацији, врши се каљење у вакууму, термичко отпуштање у пећи и галванско високо полирање, а по потреби се врши и галванска заштита, техником тврдог-сјајног хромирања.
Новац се кује на жетонима прописаног састава и масе, уз помоћ прег преса. У минуту машина избацује по 700 новчића од динар, за једно пре подне 300.000. Бројање жетона и готовог новца, паковање и мерење, такође се врше машински, на посебним линијама.
Производња кованог новца је три пута скупља од производње папирног новца у истом апоену, због цене легуре од које се прави ковани новац. Израда кованица од једног динара кошта нешто више од динара, два динара су скупља од два динара, слична ситуација је и са кованицом од пет динара, док се од десетодинарца па навише уложени новац — враћа. С друге стране, ковани новац не рђа и готово да нема шкарта. Исковани новац се броји на аутоматским линијама, а затим пакује у термопластичне фолије, мери и на крају предаје овлашћеним лицима Народне банке.

#### Пригодне оптицајне кованице
Кованице од 10 динара:
- поводом 25. летње Универзијаде (2009)

Кованице од 20 динара:
- поводом обележавања 150. годишњице рођења Николе Тесле, 30. јуна 2006. пуштене су у оптицај кованице са његовим ликом у ограниченом тиражу од милион комада
- поводом обележавања јубилеја 200. годишњице доласка у Доситеја Обрадовића Србију, децембра 2007. издати су апоени од 20 динара, с његовим ликом, у ограниченом тиражу од милион комада, три месеца након што је издат пригодан златни и сребрни новац с његовим ликом.[36]
- лик Милутина Миланковића (2009)
- поводом обележавања 150. годишњице рођења Ђорђа Вајферта, 16. јуна 2010. су пуштене у оптицај кованице са његовим ликом [33]
- поводом обележавања јубилеја 50 година од добијања Нобелове награде за књижевност, 20. маја 2011. су пуштене у оптицај кованице са ликом Иве Андрића
- кованице са Михајла Пупина издате су 2012.

#### Изглед кованица
| Вредност  | Година издања       | Године ковања                                           | Слика | Опис аверса | Опис реверса | Легура | Пречник | Маса   |
| --------- | ------------------- | ------------------------------------------------------- | ----- | --- | --- | --- | ------- | ------ |
| 1 динар   | 2003.               | 2003. и 2004.                                           |       | Ознака номиналне вредности (бројем и словима), рељеф зграде Народне банке Србије, ознака године ковања.        | Ознака емитента (текст Народна банка Србије, исписан ћирилицом и латиницом) и знак Народне банке Србије.                                                      | 70 % Cu, 12 % Ni, 18 % Zn | 20 mm   | 4,34 g |
| 1 динар   | 2005.               | 2005, 2006, 2007, 2008. и 2009.                         |       | Ознака номиналне вредности (бројем и словима), рељеф зграде Народне банке Србије, ознака године ковања.        | Ознаке државности (грб Републике Србије и текст Република Србија исписан ћирилицом и латиницом) и ознака еминента (текст НБС, исписан ћирилицом и латиницом). | 75 % Cu, 0,5 % Ni, 24,5 % Zn | 20 mm   | 4,26 g |
| 1 динар   | 2009. 2011. и 2013. | 2009, 2010, 2011, 2012, 2013, 2014, 2016, 2018. и 2019. |       | Ознака номиналне вредности (бројем и словима), рељеф зграде Народне банке Србије, ознака године ковања.        | Ознаке државности (грб Републике Србије и текст Република Србија исписан ћирилицом и латиницом) и ознака еминента (текст НБС, исписан ћирилицом и латиницом). | Вишеслојни материјал, чије је језгро нискоугљенични челик, обострано електрохемијски платиниран основним слојем бакра/двоструко пресвучен галванском превлаком, и то првим слојем бакра и другим слојем месинга. | 20 mm   | 4,20 g |
| 2 динара  | 2003.               | 2003.                                                   |       | Ознака номиналне вредности (бројем и словима), здање манастира Грачаница, ознака године ковања.                | Ознака емитента (текст Народна банка Србије, исписан ћирилицом и латиницом) и знак Народне банке Србије.                                                      | 70 % Cu, 12 % Ni, 18 % Zn | 22 mm   | 5,24 g |
| 2 динара  | 2006.               | 2006, 2007, 2008, 2009. и 2010.                         |       | Ознака номиналне вредности (бројем и словима), здање манастира Грачаница, ознака године ковања.                | Ознаке државности (грб Републике Србије и текст Република Србија исписан ћирилицом и латиницом) и ознака еминента (текст НБС, исписан ћирилицом и латиницом). | 75 % Cu, 0,5 % Ni, 24,5 % Zn | 22 mm   | 5,15 g |
| 2 динара  | 2009, 2011 и 2013.  | 2009, 2011, 2012, 2013, 2014, 2016, 2018. и 2019.       |       | Ознака номиналне вредности (бројем и словима), здање манастира Грачаница, ознака године ковања.                | Ознаке државности (грб Републике Србије и текст Република Србија исписан ћирилицом и латиницом) и ознака еминента (текст НБС, исписан ћирилицом и латиницом). | Вишеслојни материјал, чије је језгро нискоугљенички челик, обострано електрохемијски платиниран основним слојем бакра/двоструко пресвучен галванском превлаком, и то првим слојем бакра и другим слојем месинга. | 22 mm   | 5,05 g |
| 5 динара  | 2003.               | 2003.                                                   |       | Ознака номиналне вредности (бројем и словима), здање манастира Крушедол, ознака године ковања.                 | Ознака емитента (текст Народна банка Србије, исписан ћирилицом и латиницом) и знак Народне банке Србије.                                                      | 70 % Cu, 12 % Ni, 18 % Zn | 24 mm   | 6,23 g |
| 5 динара  | 2005. и 2011.       | 2005, 2006, 2007, 2008, 2009, 2011. и 2012.             |       | Ознака номиналне вредности (бројем и словима), здање манастира Крушедол, ознака године ковања.                 | Ознаке државности (грб Републике Србије и текст Република Србија исписан ћирилицом и латиницом) и ознака еминента (текст НБС, исписан ћирилицом и латиницом). | 75 % Cu, 0,5 % Ni, 24,5 % Zn | 24 mm   | 6,13 g |
| 5 динара  | 2013.               | 2013, 2014, 2016, 2018. и 2019.                         |       | Ознака номиналне вредности (бројем и словима), здање манастира Крушедол, ознака године ковања.                 | Ознаке државности (грб Републике Србије и текст Република Србија исписан ћирилицом и латиницом) и ознака еминента (текст НБС, исписан ћирилицом и латиницом). | Вишеслојни материјал, чије је језгро нискоугљенични челик, обострано електрохемијски платиниран основним слојем бакра/двоструко пресвучен галванском превлаком, и то првим слојем бакра и другим слојем месинга. | 24 mm   | 5,78 g |
| 10 динара | 2003.               | 2003.                                                   |       | Ознака номиналне вредности (бројем и словима), здање манастира Студеница, ознака године ковања.                | Ознака емитента (текст Народна банка Србије, исписан ћирилицом и латиницом) и знак Народне банке Србије.                                                      | 70 % Cu, 12 % Ni, 18 % Zn | 26 mm   | 7,77 g |
| 10 динара | 2005.               | 2005, 2006, 2007, 2010, 2011. и 2012.                   |       | Ознака номиналне вредности (бројем и словима), здање манастира Студеница, ознака године ковања.                | Ознаке државности (грб Републике Србије и текст Република Србија исписан ћирилицом и латиницом) и ознака еминента (текст НБС, исписан ћирилицом и латиницом). | 70 % Cu, 12 % Ni, 18 % Zn | 26 mm   | 7,77 g |
| 10 динара | 2009.               | 2009.                                                   |       | Ознака номиналне вредности (бројем и словима), мотиви 25. летње Универзијаде у Београду, ознака године ковања. | Ознаке државности (грб Републике Србије и текст Република Србија исписан ћирилицом и латиницом) и ознака еминента (текст НБС, исписан ћирилицом и латиницом). | 70 % Cu, 12 % Ni, 18 % Zn | 26 mm   | 7,77 g |
| 20 динара | 2003.               | 2003.                                                   |       | Ознака номиналне вредности (бројем и словима), здање храма светог Саве на Врачару, ознака године ковања.       | Ознака емитента (текст Народна банка Србије, исписан ћирилицом и латиницом) и знак Народне банке Србије.                                                      | 70 % Cu, 12 % Ni, 18 % Zn | 28 mm   | 9,00 g |
| 20 динара | 2006.               | 2006.                                                   |       | Ознака номиналне вредности, (бројем и словима), лик Николе Тесле, ознака године ковања.                        | Ознаке државности (грб Републике Србије и текст Република Србија исписан ћирилицом и латиницом) и ознака еминента (текст НБС, исписан ћирилицом и латиницом). | 70 % Cu, 12 % Ni, 18 % Zn | 28 mm   | 9,00 g |
| 20 динара | 2007.               | 2007.                                                   |       | Ознака номиналне вредности (бројем и словима), лик Доситеја Обрадовића, ознака године ковања.                  | Ознаке државности (грб Републике Србије и текст Република Србија исписан ћирилицом и латиницом) и ознака еминента (текст НБС, исписан ћирилицом и латиницом). | 70 % Cu, 12 % Ni, 18 % Zn | 28 mm   | 9,00 g |
| 20 динара | 2009.               | 2009.                                                   |       | Ознака номиналне вредности (бројем и словима), лик Милутина Миланковића, ознака године ковања.                 | Ознаке државности (грб Републике Србије и текст Република Србија исписан ћирилицом и латиницом) и ознака еминента (текст НБС, исписан ћирилицом и латиницом). | 70 % Cu, 12 % Ni, 18 % Zn | 28 mm   | 9,00 g |
| 20 динара | 2010.               | 2010.                                                   |       | Ознака номиналне вредности (бројем и словима), лик Ђорђа Вајферта, ознака године ковања.                       | Ознаке државности (грб Републике Србије и текст Република Србија исписан ћирилицом и латиницом) и ознака еминента (текст НБС, исписан ћирилицом и латиницом). | 70 % Cu, 12 % Ni, 18 % Zn | 28 mm   | 9,00 g |
| 20 динара | 2011.               | 2011.                                                   |       | Ознака номиналне вредности (бројем и словима), лик Иве Андрића, ознака године ковања.                          | Ознаке државности (грб Републике Србије и текст Република Србија исписан ћирилицом и латиницом) и ознака еминента (текст НБС, исписан ћирилицом и латиницом). | 70 % Cu, 12 % Ni, 18 % Zn | 28 mm   | 9,00 g |
| 20 динара | 2012.               | 2012.                                                   |       | Ознака номиналне вредности (бројем и словима), лик Михајла Пупина, ознака године ковања.                       | Ознаке државности (грб Републике Србије и текст Република Србија исписан ћирилицом и латиницом) и ознака еминента (текст НБС, исписан ћирилицом и латиницом). | 70 % Cu, 12 % Ni, 18 % Zn | 28 mm   | 9,00 g |

## Историја

### Порекло
Назив „динар” (арап. и перс. دينار) води порекло од најпознатије римске монете „денаријуса” (лат. denarius, множ. denarii), што означава десетицу или десетку. Сребрни денаријус су средином 3. века п. н. е, увели Римљани, уместо дотадашњег бакарног новца. У почетку је денаријус вредео 10 бакарних аса (лат. arius), а касније му је вредност порасла на 16 аса. Године 160. п. н. е, годишња плата римског војника је износила 108 денаријуса, а године 46. п. н. е, за време Цезара, 210. За време Цезара денаријус је имао 4 грама сребра и 98% чистоће. Назив денаријус се није мењао и кован је у Римском царству током 500 година, и налазио се у оптицају по читавом Средоземљу. Иначе, та реч означава и новац уопште, посебно код Латина.
Назив денаријус је на истоку добио старогрчки облик „денарион”, који се на новом грчком изговарао „динарион”. По узору на византијске златнике омејадски калиф Абд ел Малик је 696. године исковао свој златни новац, који је тада први пут добио назив „динар”. Арапи, који су завладали Блиским истоком, северном Африком и Пиринејским полуострвом су свој златни динар, путем трговине, нарочито током 8, 9. и 10. века, пренели у Европу, где се он убрзо проширио.

### Средњи век
Када је у средњем веку дошло до формирања независних држава у Европи, сваки владар је своју политичку независност истицао ковањем сопственог новца. У почетку се ковао само сребрни новац. Осим њега, у Европи је дуго била у употреби и јединствена златна монета, византијски „солидус”, чији назив потиче од речи „солдат”, што значи војник, а служио је за исплаћивање војске.
У раном средњем веку у трговини, роба се мењала често за другу робу без новца. На Балкану се уместо новца често користила стока. Тако се на територији Хрватске дажбина плаћала кожом куне, док су се у Србији од 13. до 15. века казне, осим у металном новцу плаћале у коњима, воловима и овцама. Плаћање у стоци посебно је било развијено код народа чија је најразвијенија грана била сточарство. Неке казне су се плаћале у платну, а у дубровачким списима забележено је да се осим кованог новца плаћало и сирем. Таква трампа робе за робу одржала се и током касног средњег века.
У периоду борбе за рестаурацију Византије (1203—1261) новац су ковали сви претенденти на византијску круну.
„Динар” се међу Србима први пут помиње у архивским документима с краја 1214. године, у време Стефана Немањића. Од тог времена, па све до пада Српске деспотовине 1459. године, у распону од 230 година, новац је ковало више од 20 српских владара, 15 жупана и великаша и десетак градова, а исковано је око 350—400 врста новца.
Динар је представљао једно од најбитнијих обележја самосталности и државности српске државе у средњем веку. Сав средњовековни новац Србије се, због повлачења злата из оптицаја, појаве карактеристичне за тај период свуда у Европи, ковао у сребру.
Мада се у разним средњовековним повељама помињу старосрпски перпер (као златни новац) и денари или грошеви (као сребрни новац), у оптицају је углавном циркулисао сребрни новац. Назив перпера се употребљавао као обрачунска јединица новца. У Србији у 13. веку перпер је износио 12 сребрњака.

#### Рудници
За појаву српског кованог новца, осим економских и политичких услова, од великог значаја је било и богатство Рашке области сребром.
Експлоатација рудника започело је средином 13. века у Брскову. У писаним изворима се први пут помиње Рудник (1293), затим Трепча, Рогозна и Грачаница (1303), Ново Брдо (1308), Трешњица у Подрињу (1312), Липник (1319). До средине 14. века отворени су и рудници у Копаоничкој области: Копорићи, Плана (Копаоник) и Остраћа, затим јужније Јањево. Током 14. века са радом су започели и рудници у Македонији: Кратово и Злетово. У другој половини 14. века отворен је рудник у Железнику код Кучева.
Технологија вађења руде и њена прерада је била таква да су рудници исцрпљивани након свега неколико деценија, па су многи од поменутих рудника затворени још у средњем веку.
Уз богата рудишта формирана су насеља и тргови, центри тадашњег привредног живота.

#### Ковнице
У средњовековној Србији није постојала централа државна ковница. Српски средњовековни новац је кован у више места, обично у близини бројних рудника сребра или у градовима. Прва ковница српског средњовековног новца се налазила у тврђави Рас. Ковнице или цеке, како су их називали у писаним изворима или на самом новцу, у време деспотовине су постојале у Брскову (брсковски динар), Руднику, Новом Брду, Скопљу, Призрену, Трепчи, Ариљу и Сребрници.

#### Ковање
Новац се у Европи, све до 16. века ковао ручно. За ковање су коришћени сребро и бакар у сировом стању. Метал је најпре пречишћаван. Мајстори су изливали легуру додавањем утврђене количине бакра одређеној количини сребра. Легура спремна за ковање се изливала у обле шипке. Слитци су затим искуцавани у веће плоче дебљине новца, које су исецане, потом мерене, а да би се свеле на праву масу, фино опсецале и затим се вршило ковање у калупима.
Калупи за израду новца са словима и разним представама, су се најпре ковали, а затим, на основу цртежа, гравирањем помоћу финих шила или утискивањем пунци од метала са деловима испупчених представа и натписа у позитив, од чега се добијао негатив, који се дорађивао длетом.
Мајстори за резање калупа су били међу најважнијим радницима у ковници. То је било једно од најтраженијих занимања. За једну велику ковницу, један мајстор је био довољан. Стручњаци за резање су се често селили од ковнице до ковнице, у потрази за већом зарадом.
Калупи су обично прављени од гвожђа. Састојали су се из два дела, доњег непокретног, везаног за постоље — наковањ, који је обично служио за аверс кованице, и горњег покретног, који је био причвршћен за дугачка гвоздена клешта и који је служио за израду реверса. О горњи део се ударало чекићем, тако да се он дупло брже трошио од доњег. Ударањем се постизало утискивање аверса и реверса са калупа на плочицу.
Нису остали сачувани средњовековни калупи за израду српског новца, што се објашњава чињеницом да су уништавани након употребе, како би се избегло фалсификовање новца. Израда калупа је била веома тешка, па су калупи искоришћавани до крајњих граница, а неки су регравирани или оправљани како би се употребили за нове емисије.
Осим ковања новца, у ковницама се вршило болање полуга сребра, које су се продавале као роба.

#### Организација ковница
Експлоатација рудника и ковање новца су били неприкосновено право владара. Владар је одређивао масу, врсту метала који се користио за ковање и квалитет новца. Вредност новца одређивана је првенствено према количини племенитог метала у њему, а увећавана је за трошкове ковања. Приход који је владар убирао могао је да се састоји у задржавању дела искованог новца или је новац убиран унапред, у тренутку када је ковница давана у закуп.
У појединим периодима ковања српског средњовековног новца владари су делимично уступали своје право ковања. Тако је цар Душан уступио право Бранку Растиславићу, цар Урош краљу Вукашину, а Вук Бранковић својој властели. Посебан вид присвајања права на ковање новца је била узурпација обласних господара у време распадања Српског царства.
Ковање новца је владарима доносио значајне приходе, јер се убирао порез на производњу и извоз метала, на увозну робу, као и од самог становништва, које је живело у близини рудника, где су формирани рударски тргови, односно центри занатства и трговине.
Богата рударска средишта, привлачила су предузетнике, а рударски тргови су били повезани густом мрежом караванских путева, насталих на старим античким трасама, или грађених као локални путеви.
Српски владари су обично давале царине у закуп појединим трговцима на одређено време. Царина се наплаћивала на тргу, само на робу која се продала на њему, а износила је око десетину вредности робе. Цариник је због тога морао направити списак робе донесене на трг ради продаје. Цариници су често били људи из Котора и Дубровника, који су добро познавали локалне привредне прилике. По истеку закупа царина, владари су сваком царинику издавали „разрешеницу рачуна” — писмену потврду о измирењу новчаних обавеза према држави. Царине су биле мерило о промету и рударској производњи у неком крају.
Владари су осим тога водили монетарну политику, одређивали се стопе динара, што им је давало велике приходе, нарочито у периодима великих осцилација. Благајном владара је у време краљевине управљао чиновник са титулом казнац, у царском периоду протовестијар, а у време деспотовине челник ризнички.
Маса новца у српским ковницама је одређивана за групе новца, а не за сваки примерак. Није вршена прецизна контрола масе плочица припремљених за ковање. У ковницама су радили административно особље и радници разних специјалности. Рад ковница и квалитет кованог новца су контролисали руководиоци ковница. То су најчешће били приватни трговци, који су ковнице закупљивали на одређен број година. Они су били задужени и да новац обележавају тајним ознакама.
Ради контроле ковања емисије новца, кованице су обележаване сиглама у виду знакова и слова. Сигле су представљале ознаку одговорних лица у ковници или одређену ковницу. У почетку, сигле су биле у облику крстића, тачака, кружића, цветова, затим у облику слова (једно слово или два слова), а касније су уведене представе у виду птица, биљака, звезда и других симбола.
Великих број сигли до сада нису разјашњене. Неки аутори поједине словне ознаке приписују појединим ковницама. Тако на пример ознака S или S-S би могла да се припише ковници у Скопљу. Постоји и мишљење да се ради само о украсима. Постоје и теорије о томе да се ознаке односе на различите мајсторе, односно калупаре, те да би различите словне ознаке истог мајстора могле представљати њихову личну евиденцију о броју израђених калупа, од чега би зависила и висина њихове зараде.

#### Симболи
На старом српском средњевековном новцу се откривају источни и западни утицаји, али и аутохтоне словенске компоненте, стари словенски митови и веровања. Најзначајнији симболи власти на кованицама средњовековне државе су били престо, круна или венац, док су скиптар или жезло били симболи монархије и друге власти. Осим њих коришћени су крстови, шар или глоб, као симболи владарске моћи. акакија или свитак, симболисали су потребу да владар треба да чува божанске законе. Од одеће су коришћени појас, код предаје власти, царска риза, сакос и дивистион.

#### Језик и писмо
Језик и писмо на новцу су одраз политичке ситуације. На рашком новцу су заступљени грчки, латински, италијански и највише старословенски језик. Страни језици су се користили на почетку ковања, а од краља Вукашина преовлађује ћирилица, што се може објаснити чињеницом да је најпре био намењен спољној трговини.
Ради уштеде простора, ћирилични натписи су често писани настављано (у лигатури), изостављана су слова, нарочито код дужих текстова, а неке скраћенице имају знак за скраћење у облику црте или лука изнад слова:

#### Производња
Најзначајније емисије српског средњовековног новца по обиму представљају ковања краља Милутина и ковања цара Душана, која су настала у време највеће експанзије динара.
Хронолошки гледано, могу се издвојити четири периода ковања новца:
- краљевски период 1276—1346, током владавине краљева Драгутина (1276—1282/1316), Милутина (1282—1321), Уроша III Дечанског (1321—1331) и за време краљевског периода Стефана Душана (1331—1346)
- царски период 1346—1371, током владавине цара Душана (1346—1355), цара Уроша (1355—1371) и краља Вукашина (1365—1371)
- период обласних господара 1371—1402, током владавине кнеза Лазара (око 1370—1389), Балше III (1403—1421), Вука Бранковића (око 1375—1396),
- деспотски период 1402—1456, током деспотовања Стефана Лазаревића (1389—1427), Лазара и Ђурђа Бранковића (око 1402—1410).

Установљено је постојање бакарних новчића за које се сматра да су из времена Јована Владимира. За то су потребна додатна истраживања да би се установило да ли је то први српски ковани новац.

#### Стефан Радослав
Досадашња истраживања упућују на краља Радослава (1227—1234), најстаријег сина Стефана Првовенчаног, као првог српског владара који је ковао сопствени новац. Његов новац се звао „динар српски” или на латинском „рашки грош” (лат. grosus de Rascia). Ковао га је по угледу на новац свог деде Алексија III Дуке,  последњег византијског цара.
Његови новчићи су били од сребра и бакра. Носили су све карактеристике византијског новца тог времена, како по представама, тако и по техници израде. Византијски новац је на простору средишњег дела Балкана у 12. веку и у првој половини 13. века представљао основу новчане циркулације, док је у северним деловима, у Подунављу, уступао место средњоевропском новцу, посебно угарском, односно фризатицима.
Динар Стефана Радослава је једини српски новац чанкастог облика (трахеј). Постоје две претпоставке о месту израде овог новца: у Солуну у ковници Радослављевог таста, краља Теодора Анђела или у тек отвореном руднику Брсково, где су радили саски рудари, пристигли у Рашку након пада Теодора I, с обзиром да је мало вероватно да би му Теодор ковање новца, што је у то време било искључиво царско право. Разлози за ковање новца могли би се тражити у његовим политичким амбицијама, видевши себе као природног наследника византијске круне.
Калупе за новац су израђивали солунски мајстори или њихови ученици, који су се налазили у Солуну или у Србији. Са византијског новца преузети су одевни детаљи као што су: стема, лорос, дивитисион и други.
Ковао је две номинале:
- електрон — сребрни трахеј. На аверсу има попрсје арханђела Михаила,[81], са нимбом[а], у дивитисиону, манијаку и лоросу држи усправљен мач у десној и канију[43] у левој руци. Арханђел Михаило, заштитник свих ратника, на симболичан начин представља божанско порекло владарске моћи.[82] То је једина представа арханђела Михаила, у српском средњовековном новчарству.[83] Представу допуњује легенда „МN-АР” или „АР-М”.[84] На реверсу је Христ који благосиља краља[43] и легенда „C/TE/ФA/NOC/PIZ/O” „Δ/YK/AC—” IC—XC/O" „Π/AN/TO/KP/AT/OP”.[84] Просечна маса сребрног трахеја је износила 2,75 грама.[85]
- билон (фр. Billon) — бакарни трахеј. То је једини бакарни државни новац.[43] Постоје три типа:
  - један на реверсу има исту представу као и електрон, Христа који благосиља краља.[81]
  - други тип на аверсу има попрсје Христа Емануела,[81] са нимбом, у туници и колобиону, док десном руком благосиља, у левој држи свитак. Ово је једина представа Христа Емануела на српском новчарству,[86] симбола оваплоћења и искупљења жртве.[82] Представу прати натпис „IC—XC” „O” „EM/M/A-NY/HΛ”. На реверсу је Богородица, која благосиља краља уз легенду „CTEФANOC” „PIZ” „O” „Δ—MP—ΘV”.[86]
  - трећа врста на аверсу има Христа који седи на престолу, а на реверсу су Свети Константин и краљ.[81] Просечна маса бакарног трахеја је износила од 3,54 до 3,23 грама.[85]

Натписи на његовом новцу су на грчком. Као и за сав средњовековни новац, карактеристично је да су новчићи временом „губили” слова. 
Приликом археолошких и конзерваторских радова у Расу су 1970. пронађени добро очувани остаци ковања, нешто плочица припремљених за ковање, нешто недорађених и неистањених плочица, као и нешто откованих билон бакарних трахеја, које имају само реверсу. Очуван је цео поступак израде бакарног новца. Није познато место налаза електрон сребрних трахеја. Тврђава Рас је пред почетак 1234. напуштен и спаљен и више никада није обновљена.
До данас је од краља Радослава сачувано свега око 40 новчића свих врста. Новац је кован у малим емисијама и веома је редак. Није имао утицаја на каснија издања рашких владара, која су ковали у бољим околностима.
Његово ковање је било мањег обима. Новац се налазио у оптицају претежно у централном делу земље, са средиштем у Расу. По одласку краља Радослава с политичке сцене, пред почетак 1234. године, након брзе вајне акције домаће властеле, ковање динара у Србији је прекинуто.
Након смене Радослава с престола, на престо је дошао његов брата Владислав. У новим политичким околности, за време владавине бугарског цара Јована Асена II, најмоћнијег владара на Балкану, нови владар у Србији није ковао свој новац.

#### Стефан Урош I
У време Стефана Уроша I (краљ 1243—1276), најмлађег сина Стефана Првовенчаног, кован је сребрни новац типолошки сличан млетачким матапанима. С обзиром да се преко жене Ане налазио у родбинским везама са млетачким дуждом Дандолом, као и интерес Млетака за богате рашке руднике, одлука да се кује по узору на млетачки новац, може се схватити као потреба за развојем трговине. За време његове владавине Рашка је постала позната по најквалитетнијем сребру у Европи.
У његово време израђиван је новац који је на аверсу имају представу краља и светитеља који држи заставу низ чију дршку тече натпис „REX” (краљ), што представља разлику у односу на млетачке матапане, који су носили натпис „DVX”, од речи дужд. На реверсу је Исус Христос који седи на трону с Јеванђељем на крилу. Мада се Урошев новац не може са сигурношћу издвојити из новчане масе његових синова, Драгутина и Милутина, сматра се да Урошу припада врста матапана са именом „STEFANVS”.
Први српски нумизматичари су му приписивали више врста новца. Током времена, млађи нумизматичари су доказивали за једну по једну од тих врста да није припадала њему. Међутим, тешко је поверовати да краљ Урош уопште није ковао новац.

#### Стефан Драгутин
Други рашки краљ за кога се са сигурношћу зна да је ковао новац је краљ Стефан Драгутин, (краљ Рашке 1276—1282, владар Срема 1284—1316), Радослављев братанац. Издавао је динаре на којима су се први пут појавиле словне ознаке.
Као млади краљ и сувладар Уроша Првог, издавао је у периоду од 1270. до 1276. две врсте динара са две фигуре. На првој владар без круне прима заставу од Светог Стефана, заштитника престола Немањића. На другој је крунисани краљ, који прима двоструки крст, што је уведено као новина на српским динарима. Ова представа, која одсликава поимање места владара на земљи и његово саображење са небеском власти, задржала се на српском новцу током читавог краљевског периода, а нешто ређе се може наћи и касније. Узор овакве иконографије је у византијској иконографији, где су чести прикази владара и заштитника.
Новац се ковао у Брскову, у долини Таре код Мојковца, а рађен је по узору на венецијански грош. На првим емисијама владар је представљен без браде, са дугом косом и најчешће са крстом на грудима. Између заставе и главе светитеља налази се издвојена скраћеница „S” од (лат. sanctus), а са стране је вертикално, целом висином новчића постављена легенда „REX”. Новац је носио сигле у облику кружића.
Као самостални владар Рашке у периоду 1276—1282 je започео ковање динара по угледу на венецијанске гроше, односно сребрни новац типа матапана. Највероватније око 1280. појавила су се ковања са Христом на престолу и владарем који седи на трону и држи скиптар и глоб са двоструким крстом. Кованице су рађене по угледу на средњоевропске печате и новац, а биле су прототип за већи број емисија краља Милутина. Овај новац је кован у Брскову и носио је сигле у облику тачкица и крстића.
Највероватније само док је био самостални владар кова је новац са титуларним именом на латинском „REX STEFANVS”.
Након предаје престола у Дежеви (1282), управљао је територијом која је обухватала северне крајеве српске државе, у чији је састав улазио и значајан рударски центар Рудник. Задржао је право на ковање новца. Тада су се појавили заједнички динари са заставама краљева Драгутина и Милутина. Драгутин је наставио са ковањем динара са заставом и са крстом, који су емитовани паралелно са сличним динаром краља Милутина. Њихове прве емисије су стилски и метролошки биле врло блиске и разликују се једино по натписима: „STEFANVS R/E/X S STEFAN” (Драгутин) и „VROSIVS R/E/X S STEFAN” (Милутин). Временом су се слова трансформисала и постајала неправилна, а број сигла на аверсу и реверсу се умножавао, док је маса новца почела да опада. Милутин и Драгутин су током три деценије упоредо ковали новац. Новац је кован у великим количинама и био је врло распрострањен. Њихови примерци су пронађени на широкој територији од обала Средоземног мора до обала Црног мора.
Године 1284. Драгутин је проширио своју област добијањем Мачванске и Босанске бановине, а касније је припојио Кучевску и Браничевску област.
Након сукоба са братом око наследника, до чега је дошло најкасније 1301. године Драгутин је изгубио Рудник, те постоји могућност да је смањио, чак и прекинуо ковање новца.
У трећем раздобљу, око 1311. године, у време помирења између браће, Драгутин је започео самостално ковање новца са новим емисијама. У првој деценији 14. века су успостављена два монетарна систем у држави, Милутинов у Брскову и Драгутинов, у Руднику. Драгутинов руднички динар је био веће финоће и масе. На њему су се први пут појавили натписи (династичко име) на ћирилици. То је уједно и први српски новац са представом владара који стоји сам. У последњој емисији новца, након што је постао краљ Срема, Драгутин је довео Сасе на Рудник, северозападно од Крагујевца, где је почело да се експлоатише рудно богатство. Рудник је после Брестова постао најважнији рударски центар српских земаља и тамо је отворена рудничка ковница, у којој се израђивао посребрен руднички динар. Пред крај владавине Сремом није користио титуларно име, већ натпис „Стефан раб Христу”. На динару се налази представа владара који стоји и држи скиптар са крстом у једној руци, док му друга рука почива на грудима. Оно је обележено различитим словима и знацима, као што су звездица, крст, цвет и круна. Знаци су се појављивали углавном на реверсу. Њихова финоћа је износила између 92,94 и 91,4% сребра, а маса 2,18 грама.

#### Стефан Милутин
Под краљем Стефаном Милутином Рашка је доживела развој у сваком погледу. Проширио је територију на југ, према Византији, а на северу припојио Брaничево. У његово време били су активни рудници Брсково, Ново Брдо, Рудник. Његов новац је уједначен и солидне масе, преко 2 грама. Милутинове ковнице су у закуп држали махом Которани.
Према иконографији, кованице краља Милутина се могу поделити у четири групе:
- динари налик на матапане, са краљем лево и Светим Стефаном десно. Краљ носи рачвасту круну, у левој руци му је свитак — акакија, десном руком од светитеља прима заставу, а светитељ у десној руци држи јеванђеље на грудима. На реверсу је Христос на престолу.
- динари на којима краљ с рачвастом круном на глави и у дугој хаљини седи на престолу. У десној руци држи жезло с круном на врху, а у левој куглу са двоструким крстом. На наличју је Христос на престолу.
- на реверсу је краљ који носи кратак мач у десној руци, а у левој заставу. Мач симболизује небеску правду, коју владар дели на земљи и победу владара.[99] На аверсу је Богородица Царица[100] на престолу са високим наслоном. Носи дугу хаљину са огртачем и има рачвасту круну западног типа и вео. У десној руци носи кринов цвет са дугачком дршком. Око престола су гранчице, које се завршавају листовима винове лозе[98] (дечанска лоза Јесејева), на којима је са сваке стране престола приказана по једна птица. Својим иконографским решењем обе стране новца у потпуности одговарају западним узорима.[100]
- крунисани краљ у ратничком оделу, седи на престолу без наслова. У десној руци носи скиптар, а у левој руци балчак мача, положеног на крилу. На реверсу је Христ на престолу са високим наслоном.[98]

Главно његово ковање су представљали крстасти динари са 93,2% чистоће, али је проценат временом опао на 78,9—77,7% сребра, просечне масе 1,93 грама.
И након његове смрти настављена је подела на крстасте динаре у јужним и централним областима и владаром који стоји са скиптром, по вишој стопи, у северним областима.

#### Стефан Владислав II
Драгославов старији син Стефан Владислав II, био је наследник рашког престола према Дежевском споразуму. Пред очеву смрт је самостално управљао Сремом и за то време ковао је исто као и отац, новац без титуле. Након очеве смрти, његову земљу су поделили Милутин и Карло Роберт. По Милутиновој смрти прогласио се за краља Рашке и тада је ковао новац са титуларним именом Стефан Владислав. Ковао је четири типа новца, од којих су три биле динарске и једна полудинарска:
- владар који стоји и држи скиптар са крстом. Поред мањих ознака, обележена је и словима „М—А” на аверсу, или „L—В”, односно „В—L”
- владар који стоји и држи скиптар са крстом.
- владар који седи на трону и држи скиптар са крстом. Легенда на новцу је исписана латиницом, а динари су обележени сиглом у облику слова „L”.[103]
- полудинар са представом владара који седи и држи усправљен мач, на реверсу има скраћени натпис „V”.[103]

Претпоставља се да је латиничне натписе користио након смрти краља Милутина, пошто је тада имао подршку Угарске и босанског краља Стефана II Котроманића. Ковао је новац сличан очевом и држао се његове монетарне политике. Није имао времена да битно промени тежинске стопе новца.

#### Стефан Дечански
Стефан Урош III, најстарији син краља Милутина је наставио монетарну политику својих претходника, свог оца, затим Драгутина и Владислава II, прихватањем две различите новчане стопе: „рашке” са крстастим динарима, која се у документима помиње као „de cruce” и „српске” са рудничким динарима са мачем, која се у документима помиње као „de Rudinico”. Ове две врсте су најбројније:
- Крстасти динари су са владаром који прима двоструки крст од Светог Стефана и представљају наставак Милутиновог ковања, с том разликом да краљ није гологлав, већ носи рачвасту круну, док је натпис на реверсу динара исти. Крстасти динари ковани су једним делом у Брскову. Најбројнија је обележена словним ознакама „М-В” на аверсу и „S” на реверсу. Поред њих јављају се и комбинације словних ознака: „N—G”, „N—O”, „M—Ю”, „Ю—M”, „P—R”, „T—R” и друге.
- Руднички динари су са владарем који седи и држи скиптар са крстом и мач положен преко крила. Настале су након преузимања Рудника. Обележене су сиглама, односно различитим словним знацима, а било је и емисија без сигли. На аверсима су обележени великим бројем слова на: „L—P”, „O—P”, „P—”, „P—B”, „n—P”, као и комбинованим сиглама „P-B”, „P-R” и „P-T”, док се на реверсу налази само сигла „n”.
- Поред ова два типа у северним областима коване су још две ретке врсте, такође са представом владара који седи на трону и држи скиптар са крстом и мач положен преко крила, а легенде су исписане латиницом.

Својим динаром је покушавао да врати стару новчану стопу. Његов новац је био доста неуједначен. Почео је са 2,17, а завршио с масом око 1,20 грама.

#### Стефан Душан
Бројност, разноврсност и лепота српског средњовековног кованог новца, дошли су до изражаја у време краља (1331—1346), а потом цара (1346—1355) Душана, када је српска држава обимом монетарне производње превазишла суседне земље тога времена. Огромне количине његовог новца су се ковале у четири ковнице: Брсково, Ново Брдо, Рудник и Котор. Душанов новац је био врхунац српског новчарства, у техничком, уметничком и нумизматичком погледу.
Иконографија његовог новца је била мешавина елемената западног и византијског новчарства, али је уносио и новине: представе цара и царице, који између себе држе крст, представљање цара на коњу, као и вишередни потпис. Новчићи су рађени у латиничним и ћириличним издањима.
Током своје владавине више пута је уводио нове врсте динара, са великим бројем варијаната у представама круне, одеће, скиптра, облика слова у ћириличним и латиничним натписима, чиме је знатно обогатио српско новчарство. Његово ковање може се поделити на два основна раздобља: краљевски и царски.
Краљевски период карактерише наставак ковања типова новца заступљених код његовог оца краља Стефана Дечанског, крстастих динара, динара са мачем и нове врста динара са шлемом, као ратничка инсигнија и симбол витештва и челенком.
Крстасти динари краља Душана су са представом владара који прима двоструки крст од Св. Стефана. Руднички динари су са представом краља који седи на престолу и држи скиптар са крстом и мач положен преко крила.
Динари са шлемом и челенком су нове врсте, које је увео ради уједначавања новчаних система. Шлем је западног порекла и једноставног облика. Покрива целу главу. Предња страна шлема је извучена напред и преломљена по висини, а изнад отвора за гледање шлем је закошен ка врху, док је део изнад темена заобљен. Правоугаона челенка (дашчица или јастуче) са конкавним страницама је додата на шлем и састоји се од чекрка (точка) на чијем је врху група од трију, до пет пера. Чекрк почива на металном подножју челенке правоугаоног облика, које служи да се челенка фиксира на темену шлема. Представу допуњује легенда „+MONITA—REX STEFA”. На аверсу новца је Христ који седи на престолу са полукружним наслоном, под легендом „IC—XC”.
Постоји и варијанта код које је на реверсу хералдичка представа троугаоног штита са шестокраком звездом, на коме стоји шлем са челенком, дашчицом, розетом и перјаницом и аналогна је новцу Стјепана II Котроманића. Шлем са челенком, уз незнатне измене, на чекрку, у броју и форми пера, као и у стилизацији јастучета је присутна и на Душановим царским ковањима.
Током краљевског периода је објединио новчани систем и повукао из оптицаја старе рудничке кованице у корист нове врсте динара, мање вредности са шлемом, смањујући му проценат сребра са 88,1 на 76,4—74,9% и масу, што је за државну благајну представљало велику добит.
Царско раздобље Стефана Душана одликује велики број врста динара кованих у периоду 1345, 1346. до 1355. године и хронологија њихових ковања је позната само у основним цртама. На почетку царског периода повећана је финоћа динара на 93,4% сребра, док је средња маса износила 1,4 грама. Маса је временом опадала.
Прва емисија у овом раздобљу је његов најпознатији динар, који је издао поводом свог крунисања за цара, такозвани „крунидбени динар”. Израђен је од квалитетног сребра, веће вредности и финоће од емисија ранијег раздобља, у високој техници рада и представљао је монету високог стандарда тадашње Европе. На њему је Душан приказан у стојећем положају, обучен у свечаној одежду византијских царева, дивитисиону са жезлом у руци, док му два анђела (симболично не добија власт од Бога), стављају богато украшену круну византијског типа на главу. На њему је и кратак ћирилични натпис „СТЕФАН ЦАР”. Царска титула је исписана у легатури. Представе на овом крунидбеном Душановом новцу су виђене на раним византијским издањима, где две Викторије крунишу цара, дају му моћ и овенчавају га непобедивошћу.  Ипак, Душанова представа крунисања није нашла свој узор у византијском новцу, већ у српском зидном сликарству, у композицијама Лозе Немањића у Грачаници и Пећи. Оваква представља је била плод све присутнијег византијског дворског церемонијала на српском двору, као и владарске идеологије која је Душанов „крунидбени динар” ставила у службу култа који је Божијим посредовањем, што симболично потврђује представа Христа (легенда „IC-XC”) на другој страни новца, требало да оправда титулу.
 Самопрогласивши се за цара Срба и Грка, без дозволе византијског цара и византијског патријарха, преко новца је показивао свој суверенитет и легитимитет своје титуле. Познато је да је ова врста динара кована од сребра високе финоће, веће вредности од претходни издања. Овај новац је радо приман као средство плаћања у трговини и ван граница средњовековне Србије.
Динар са представом цара на коњу, која истиче улогу владара као ратника и подвлачи симболику победе, оплођену освајању нових територија, представља једну од последњих царских емисија. Владар на коњу је био омиљен мотив селџучких династа, који су касније преузели јерменски краљ Хетум I, трапезунтски цар Алексије II и бугарских царева.
Чест је мотив царице заједно са царем, уместо светитеља, који између себе држе крст, преузет из византијске иконографије, а експлоатишу се и разни флорални орнаменти. Цар Душан увео је и ситнији номинал, са разноврсним представама, масе око 0,70 грама.
Душан је издао мноштво новчаних типова, са сталном тенденцијом смањења масе. Царски новац би се по месту ковања могао поделити на:
- северне области, у првом реду Рудник и одликују се претежно латиничним легендама
- централне и јужне области земље — северна и централна Македонија, који садржи искључиво ћириличне натписе
- Котор, где су ковани динари слични грошу Дубровачке републике.[120] На аверсу је представа патрона града Светог Трифуна, који стоји у мандорли, са нимбом, у далматици, држећи у десној руци палмову грану, а у левој глоб са крстом. Представу допуњује легенда STRIPhON—CAThAREN.[121] На реверсу је цар на престолу, са отвореном круном, у плашту и хаљини, држи скиптар са крином и глоб са крстом.[120] На реверсу је и легенда STEPhANVS—IMPERATOR.[121] Динари су тежили око 1,64 грама.[120]

Ковање новца уређено је Душановим закоником, донетом 1349. у Скопљу и проширеном на Сабору у Серу 1354, чиме је први пут у историји Србије, емисија новца уведена у правно оквире, члановима 168, 169 и 170. Према законику, новац се могао ковати искључиво у градовима. Чланом 169. кривотворење новца је било строго кажњавано спаљивањем златара, а примењивана је и колективна одговорност, јер ако је златар ковао лажни новац у граду, град је морао да плати глобу, док ако је ковао у селу, село је морало да се расели.
Динаре су ковали српски владари, краљеви, цареви и деспоти, властелини и други средњовековни феудалци. Међу њима, Јован Драгаш, Јован Угљеша, који су ковали сребрне динаре са двоглавим орлом на реверсу.

#### Бранко Растислалић
Бранко Растислалић је један од првих феудалаца, чије се ковање датира четрдесетих и почетком педесетих година 14. века. Заједно са своја два брата заузимао је високо место међу Душановим саветницима. Управљао је Подунављем, са Браничевом и Кучевом као главним центрима. Ковао је динар са представом Христа који седи на престолу на аверсу и са шлемом са челенком на реверсу. Његови динари су обележени сиглама „P-L”, а њихова средња маса износи 1,31 грама.

#### Стефан Урош V
Након Душана, власт је преузео његов син Урош Нејаки, који није био у стању да одржи централну власт. Његов новац, у почетку доброг квалитета, временом се израђивао са све нејаснијим текстом, због све аљкавијих калупа. У почетку његове владавине, монетарна политика је била по узору на ону коју је водио цар Душан. Касније, исто као и управљање државом, монетарна политика је препуштена другима.
Новчарство цара Уроша се може сврстати у три основне групе:
- јужне и централне области:
  - на аверсу владар који јаше на коњу, на реверсу шлем са челенком. Означен је малим бројем сигли: „—Т” и „Т—”[129]
  - на аверсу владар који седи на престолу, на реверсу шлем са челенком. Обележена је сиглом „—Т” или чешће сиглом „—G”[129]
  - на аверсу Христ на престолу, на реверсу цар на престолу без наслона. Ова врста је означена малим бројем сиглама „С—” и „—Е”.[130]
  - на аверсу Христ на супеданеуму, а на реверсу представа цара и царице који држе између себе крст.[130]
  - у Звечану, једном од најстаријих градова српске средњовековне државе, је кован новац, на чијем аверсу је шлем са челенком, дашчицом, розетом и перјаницом који допуњује легенда „IMPERATOR-VROSIVS”, на реверсу ведута (слика) Звечана, на којој доминирају делови Горњег града: градска кула кружног облика над улазном капијом, са чије десне стране је представа црква Св.Ђорђа са крстом, а са леве представа још једне грађевине, вероватно владарске палате.[130][131] Слику града допуњује легенда „ЗВЕЧАНЬ — ГРАДЬ”. Начин на који је град Звечан приказан карактеристичан је за новац и печате са Запада.[131] Овај утицај је могао доћи из Приморја, посредством закупаца ковница и мајстора-ковача, који су долазили због оближњег рудника Трепча, богатог сребром, оловом и гвожђем, чија је експлоатација у првој половини 15. века достигла максимум.[132] Ова емисија динара је кована у малом броју примерака, од којих су очувана само два.[131]
- северне области се може поделити у више подгрупа:[130]
  - на аверсу владар који стоји, а на реверсу Христ на престолу. Носи сигле у облику слова „С—” и „R—V”.[133]
  - упрошћени стил са искривљеним натписима.
  - Христ на престолу, на аверсу, а на реверсу цар и царица који стоје и држе двоструки крст. Обележени су сиглом „R-V”.[133]
  - на аверсу Христ који седи на престолу, а на реверсу стилизовани шлем са челенком и наглашеном розетом.[128]
- приморски градови Котор и Улцињ: У Котору је Урош наставио да кује новац, који је започео цар Душан,[134] с том разликом да је легенда на реверсу носила натпис „VROSIVS-IMPERATOR”. Лазар Томановић наводи податак да су се новци Стефана цара и Уроша, ковани у Котору, називали трифунци (по Светом Трифуну).[135]

Поред динара у Котору су се ковали и полудинари са представом попрсја Светог Трифуна под легендом „SANTVS TRIPhO” на аверсу и попрсјем цара Уроша под стемом, допуњен легендом „IMPERAThORAS” на реверсу. У Улцињу су се ковали фолари. Носе легенде „VROSIVS REX”, односно „VROSIVS”. Осим на Приморју, циркулисали су и у другим областима, нарочито у источном делу Балканског полуострва.

#### Обласни господари
Након слабљења и распада централне власти, најјачи обласни господари су наступали самостално.
Обласни намесници који су контролисали руднике повећавали су своју добит на рачун квалитета кованица. Плашећи се војне интервенције, они се у почетку нису усуђивали да кују новац само са својим именом, па су уз своје стављали и царево име. Такав новац ковали су Растислалићи, деспот Јован Угљеша и краљ Вукашин.
Политички разлаз цара Уроша V и краља Вукашина око 1367. користили су и други обласни господари, међу њима кнез Лазар Хребељановић и Никола Алтомановић, који су тада почели са ковањем свог новца.
Након гашења династије Немањића 1371, обласни господари су наставили да кују новац, који више није могао да достигне ни циркулацију, нити квалитет и распрострањеност коју је имао за време Душана. Отпочео је процес распарчавања Српске царства истицањем неколицине обласних господара. Сви они су на неки начин покушавали да се прикажу наследницима лозе Немањића, по сродству, као законити носиоци власти или рачунајући на право по сродности преко неке побочне линије.
Појавили су се нови обласни господари, који су користили прилику за своја територијална проширења. Балшићи су 1372. заузели Призрен, кнез Лазар Ново Брдо, Вук Бранковић нека места на Косову. С ковањем новца започели су и Марко Мрњавчевић, краљица Еуфросима — Јелена Мрњавчевић, затим Андреаш Вукашиновић, Андрија Гропа, Константин Драгаш Дејановић и Вук Бранковић. Ковање новца доносило им је знатне приходе. Обласни господари са јужних територија бившег царства убрзо су постали турски вазали и престали су с ковањем новца, па су њихова ковања ретка, а њихови узори су новац краља Вукашина и цара Уроша.
Новац су ковали и сами градови: Призрен, Скопље, Смедерево.

#### Царица Јелена
Царица Јелена, удовица цара Душана и мајка цара Уроша је након смрти цара Душана управљала Серском облашћу, у југоисточној Македонији, која је формирана приликом распада и феудализације српске државе.
Она је након 1360. године иступала као самостални господар — деспина, а од 1365. од ње је власт преузео деспот Угљеша. За време своје кратке владавине царица Јелена је ковала три врсте динара, које се једино разликују само по натписима. На њиховом аверсу је представа владара, цара Уроша, на престолу без наслона, окренут лицем. Цар је са стемом, у сакосу, манијаку и дијадими, у десној руци држећи скиптар са крстом, а у левој акакију.
На реверсу једног од три типа динара које је она издавала, налази се једина самостална представа владарке у српском средњовековном новцу. Царица Јелена је представљена у репрезентативном ставу, како стоји фронтално окренута посматрачу, са нимбом, у сакосу, манијаку и дијадими. У десној руци држи скиптар, а у левој акакију. Са њене леве и десне стране приказан је цвет.
Просечна маса њеног новца је износила од 1,13 до 0,86 грама.

#### Краљ Вукашин
Краљ Вукашин је био један од најзначајнијих феудалаца свог времена. Цар Урош му је 1365. године доделио краљевску титулу, али је иступао самостално од 1367. године. Центри његове власти су били градови Прилеп, Скопље и Призрен. На северу, границу његове државе су чинили Приштина и Ново Брдо, на западу Призрен, а на истоку језеро Пору. Ковнице његовог новца налазиле су се у Призрену, а вероватно и у Новом Брду. Ковао је бројне емисије новца, које би се могле поделити у три групе:
- на аверсу је краљ Вукашин како јаше на коњу, док је на реверсу шлем са челенком и натписом около „Vrosius imperator”. Највероватније припада период 1365—1367.[142]
- на аверсу Христ који стоји на супеданеуму или седи на трону. На реверсу су краљ и краљица, који између себе држе крст. Новац је кован по угледу на емисију цара Уроша са истим представама аверса и реверса. Ова емисија је веома ретка.[142]
- на аверсу Христ, на реверсу вишередни натпис, по угледу на динар цара Душана. Представља његово основно ковање. Кованице су биле присутне на ширем простору, укључујући централне и северне области некада јединственог царства. Једина је врста обележена бројним сиглама.[142]

Сребрни динар краља Вукашина и деспота Угљеше садржи шлем са челенком (знамења Немањића) у облику крунисане женске главе (знамење Мрњавчевића), што указује на вазални однос Вукашина према Немањићима. Женска глава је са отвореном круном и минђушама, налик портретима српских владарки на фрескама из 14. века.
Средња маса његових главних емисија износила је од 1,15 до 1,05 грама.

#### Јелена Мрњавчевић
Јелена Мрњавчевић, жена краља Вукашина је ковала динаре који на аверсу носе коњаничку представу владара под легендом „КР—ЛЬ”, а на реверсу шлем са челенком, дашчицом, розетом и главом, окренутом надесно, праћену легендом ’КРAЛHЧA—A ЄЛѢNA. Њена је вероватно и врсте динара са вишередним натписом „Благоверна краљица” на реверсу.

#### Јован Угљеша
Новчарство деспота Угљеше може се поделити на три одвојене групе:
- динари са шлемом, челенком, дашчицом и попрсјем, са круном или без ње[148]
- динар са представом двоглавог орла, први пут у историји. Представља уједно његову главну емисију новца.[148]
- заједничка емисија са Вукашином. Угљеша је 1365. године ковао новац заједно са братом Вукашином, поводом свог проглашења за деспота и преузимања намесништва од царице Јелене над Серском облашћу.[146] Аверс је урађено по византијској иконографији цар Душан, у царском орнату, са нимбом како стоји, у десној руци држи скиптар, у левој акакију. Представу прати легенда СФ—ЗР.[149] Реверс је рађено по узору на новац Западне Европе: крст са расцветалим криновима на завршецима на крајевима и звездом у средини.[148]

Са ознаком монограма цара Душана (сизерена) новац је ковао вероватно до 1368. док је формално признавао врховну власт Уроша V. Након тога, без ознаке врховног владара, ковао је само једну врсту новца. Његовог новца је много мање него Вукашиновог, вероватно зато што област коју је држао Угљеша није била богата сребром, за разлику од Рудника који је држао Вукашин. Осим тога, Угљешини делови државе су готово век раније потпали под турску власт, а ослобођени су читав век касније, тако да је тај новац више био изложен уништавању.
Деспоту Угљеши су приписали емисије новца које су раније приписиване деспоту Јовану Оливеру. Промена у приписивању проистиче из чињенице да су ковања настала у време краља Вукашина, након периода када се деспоту Оливеру изгубио сваки траг, затим иконографски предлошци и стил новца, који одговарају времену цара Уроша и краља Вукашина и на крају регион циркулације ових динара.
Просечна маса његовог новца је износила од 1,1 до 0,97 грама. Проценат сребра је био веома висок. Мерења на једном његовом примерку показала су проценат 98,24%.

#### Константин Драгаш
Константин Драгаш Дејановић је владао заједно са својим братом Јованом Драгашем, а након братове смрти је управљао самостално, као турски вазал. Приписују му се и динари са сликом Христа који седи на престолу, са вишередним натписом, чији је једини познати примерак пронађен у Скопљу. Ковао је још једну врсту новца по узору на крстасте динаре, односно венецијанске гроше.

#### Андрија Гропа
Андрија Гропа је био жупан, арбанашки великаш. Осамосталио се око 1377. године као обласни господар у Охриду, где је ковао новац, на чијем аверсу је Христ, који стоји на супеданеуму. Познате су четири врсте динара које се разликују по натпису на реверсу. Натписи су старословенски, што указује на припадање властелинској структури Српског царства. На једној новчаној врсти његово име је без титуле жупана, што указује на то да га је ковао као веома имућан и значајан властелин, још за живота краља Вукашина. Један од натписа на новцу нађеном у Кичевској остави, вероватно кован 80-тих година 14. века, гласи: „милости божијеј велик жупан Гропа, господин Охриду”.
Просечна маса његовог новца износила је од 0,84 до 0,77 грама.

#### Никола Алтомановић
Никола Алтомановић је око 1367. године држао Рудник, где је ковао свој новац. У то време је био најснажнији обласни господар. Позната су три типа једног новца. Прва два су слична новцу који су израђивали и други обласни господари: на аверсу првог типа Христ који седи на престолу, а код другог Христ на супеданеуму, док је код оба на реверсу вишередни натпис. Трећи тип новца је налик Урошевом динару и означена је словима „S-V” на реверс.

#### Кнез Лазар
Кнез Лазар је испољавао претензије на наследство немањићког трона, по родбинској линији своје жене Милице. Ковао је више врста новца у Новом Брду, који је на аверсу носио натпис „Кнез Лазар”. Према иконографији, његово новчарство се може разврстати у пет основних група:
- вишередни натписи на аверсу („КНЕЗ ЛАЗАР”), а на реверсу Христ на престолу[154]
- цела фигура кнеза Лазара који држи жезло у рукама и натпис „КНЕЗ ЛАЗАР”, а на реверсу Христ на престолу[154]
- профил кнеза Лазара на аверсу, воловски рогови на реверсу, док са обе стране стоји натпис: „ГОСПОДИНА КНЕЗА ЛАЗАРА”[154]
- цела фигура кнеза Лазара са жезлом у рукама на аверсу и различитим варијантама латинских натписа „CONTE LASAR”, а на реверсу Христ у мандорли или на престолу.[154] Верује се да је овај новац кован након његове смрти. Било је сличних новчића са његовим именом и именом његовог сина Стефана и са италијанским натписом, с обзиром да су дубровачки трговци држали под својом финансијском влашћу Ново Брдо.[152]
- новац са латиничним натписима на аверсу, а на реверсу шлем са воловским роговима, грб Хребељановића.[154]

У његово време сви закупци ковница су били Дубровчани, одакле су вероватно доведени и резачи калупа. Иконографски предложак за представу бисте кнеза, вероватно потиче са дубровачких минца (фолара) које су се ковале од краја 13. века до 1436.
Просечна маса његовог новца је временом опадала. У првим емисијама она је била 0,83, а у последњим 0,54 грама. За његовог живота и након погибије, у оптицају је било и много фалсификата његовог новца, неки од њих били су тешко препознатљиви.

#### Вук Бранковић
Вук Бранковић, најмлађи син Душановог намесника из Охрида, севастократора Бранка Младеновића, је поседовао руднике сребра, олова, цинка, бакра, гвожђа и злата, а међу његовим највећим рудницима били су: Брсково, Глухавица, Трепча, Јањево и Ново Брдо. Имао је велики број различитих кованица.
У средњем веку су натписи обично писани ћирилицом на српском или латиницом на латинском. По правилу, на новцу се није означавао назив монете. У Србији је изузетак био новац који је исковао Вук Бранковић, јер је на његовом новцу јасно било исписано „ВЛКОВ ДИНАР”.
Ковао је 17 врста новца које се могу поделити у три основне групе:
- шлем са челенком, дашчицом, розетом, перјаницом и штитом са стране и вишередним натписом. Он се појављује као вазал кнеза Лазара. На једној верзији је шлем са челенком без штита, као скраћени натпис на реверсу. Такође постоји верзија са коњем једној страни, и ћириличним натписом на другој.[157]
- на аверсу је Христ на престолу, а на реверсу Свети Стефан, који стоји и држи палмову грану и јеванђељем у рукама,[158] што је новитет у односу на претходна ковања. Такође, постоје и верзија на којој је владар са скиптром, са копљем или са заставом, као и верзија на којој Христ седи на престолу.[157]
- динари са дворедни ћириличним натписом на реверсу, односно монограм. У исту групу спадају и динари, који на реверсу имају представу Светог Стефана,[157] који држи јеванђеље и кадионицу,[158] те представе са лавом и штитом. Овај новац је кован и у каснијем периоду и имао је мању тежину него у ранијим емисијама.[157]

Натписе је исписивао око шита, који се код његових динара јављају први пут у српском новчарству. Штит је подељен трима дијагоналним паралелним тракама.
У истом периоду било је и бројних ковања локалних феудалаца, патријарха и градова (Скопље и Призрен), која у свему подражавају новац Вука Бранковића, а највише у представи Христа на престолу и дворедим натписом који садржи само име властелина, односно града.

#### Градски новац Скопља
Градски новац из Скопља, кован је до 1392. године, када су град заузели Турци. Коване су две врсте новца. На првој врсти су мотиви Христа на престолу на аверсу и градског патрона Св. Стефана који држи кандило и јеванђеље, на реверсу, према динару Вука Бранковића, од којег се једино разликује по натпису са именом града изнад представе Светог Стефана. Ова врста је кована у малим количинама. Најбројније ковање града Скопља чини друга врста, са сликом Христа који седи на престолу и дворедим натписом имена града, а његова маса износи 0,59 грама.

#### Градски новац из Призрена
Градски новац из Призрена је израђиван у нешто већим серијама. Израђиван је у периоду од 1378. до 1396. када се налазио у рукама Вука Бранковића. Првом типу припада динар са представом Христа који седи на престолу са високим наслоном на аверсу и дворедним натписом са именом града „ПРИЗРЕNЬ”, на реверсу. Друга врста је варијанта прве, за коју се сматра да је главно ковање, с том разликом што је трон без високог наслона, а на трећој Христ стоји у мандорли. Средња маса друге врсте износи 0,44 грама, а треће 0,38 грама.

#### Краљевић Марко
Марко Мрњавчевић, син краља Вукашина је био обласни господар у западној Македонији. Ковао је више врсте новца:
- представа Христа на престолу и краља који јаше на коњу и држи скиптар са лабарумом. Маса јединог познатог примерка износи 1,10 грама.[165]
- на аверсу ћирилични натпис у пет редова „ВЬХА/БАБЛГОВ/ѢРНИКР/АЛЬМА/РКО — У Христа Бога благоверни краљ Марко”. На реверсу је Христ на престолу.[166]
- на аверсу ћирилични натпис у пет редова „ВЬХА/БАБЛГОВ/ѢРНИКР/АЛЬМА/РКО — У Христа Бога благоверни краљ Марко”. На реверсу је Христ у мандорли са звездицама около[166]
- на аверсу краћи текст „БЛГО/ВѢРНИ/КРАЛЬ/МАРКО — Благовјерни краљ Марко”. На реверсу је Христ у мандроли од звездица[166]
- динари са Христом који седи на престолу и краљем који стоји и држи скиптар са крстом представља јединствену појаву у овом раздобљу на простору Македоније и једна је од његових од последњих емисија. Маса јединог познатог примерка износи 0,87 грама[165]

#### Андријаш Мрњавчевић
Марков брат Андријаш Мрњавчевић је ковао 80-тих година 14. века веома сличан новац, као и Марко. Познате су две врсте, обе на аверсу имају краћи текст „БЛГО/ВѢРНИ/АНДРЕ/АШЬ — Благоверни Андреаш”, док је на реверсу Христ на престолу или у мандорли. На новцу се налазе словне ознаке, које нису разјашњене.

#### Ђурађ Балшић
Поред кнеза Лазара, најмоћнији и најугледнији великаш је био Ђурађ I Балшић. Након заузимања Призрена, који је у то време био врло значајан привредни центар на раскрсници путева, са већ уходаном ковницом, Ђурђе је започео са ковањем новца. Прва емисија новца је изашла средином 1372. године. Његово ковање може се поделити на више врста:
- динар тежине 1,04 грама и пречника 18 mm. На аверс има четвороредни ћирилични натпис са инвокацијама Исуса Христа, као доследна копија новца краља Вукашина. На реверсу је Христ седи на престолу са високим наслоном, слично једној подврсти Лазаревог динара[167]
- динар тежине 0,97 грама и пречника 18 mm. Аверс је исто као и прва врста, четвороредни ћирилични натписом, инвокације Исуса Христа, само са другачије стилизованим словима. реверсу је рашки грб, шлем са витлом и челенком у виду розета, по узору на Душанов новац.[168]
- динар тежине 1,0 — 1,1 грама и пречника 18–19 mm. На аверсу је такође четвороредни ћирилични натпис са инвокацијом Исуса Христа. На реверсу је вучја глава са исплаженим језиком, који се ослања на шлем западног типа, што представља удаљавање од рашког стила и учвршћивање суверенитета породице. Десно од шлема је стилизовано латинично слово „G”, у кога је укомпоновано ћирилично „Г”.[168]
- на аверсу је петоредни ћирилични натпис у коме се Ђурђе декларише као богомдани велики господин. На реверсу је хералдичка ознака, вукова глава са отвореним чељустима и исплаженим језиком, плаштом и шлемом западног типа. Ова врста је највероватније настала после 1374. године[168]
- динар пречника 18–19 mm. На аверсу је петоредни ћирилични натпис са инвокацијом Исуса Христа. На реверсу је вучја глава са исплаженим језиком у десну страну, а испод језика је шлем западног типа са новом стилизацијом. Испод шлема је видљиво слово „Н”. Једини сачувани примерак овог новца је једном трећином окрњен и чува се у Музеју Славоније у Осијеку.[168]
- динар тежине 0,7 грама и пречника 17 mm. На аверсу је петоредни ћирилични натпис, у коме се владар декларише као богомдани велики господин. На реверсу је вучја глава са широко разјапљеним чељустима и исплаженим језиком надесно. Испод шлема је велико слово „N”. На визиру шлема је латинично слово „G”, у кога је укомпоновано ћирилично „г”.[168]

#### Балша II Балшић
Балша II Балшић је после смрти свог брата преузео власт коју је усмерио према југу и Приморју — Берату и Валони. Својим територијама је 1385. припојио Драч, а затим погинуо у борби против Турака. Његов новац на аверсу има Светог Стефана, заштитника града Скадра, док је на реверсу грб са штитом са лављом главом на коме стоје шлем, круна и лавља глава. Од њега је у новчарству Балишћа ћирилични текст је замењен текстом на латинском, што је касније постала пракса.

#### Ђурађ II Страцимировић
Ђурађ II Страцимировић је после смрти Балше II стао на чело куће Балшића. Ковао је две врсте новца. Прву врсту са Светим Стефаном, заштитника Скадара на аверсу је ковао у Скадру, до 1391. године, када је Скадар пао у руке Константина Балшића. Ова врста је значена сиглама „P-L”. Средња маса овог новца је износила 1,16 грама.
Друга врста новца је са сликом Светог Лаврентија, патрона Балшића, на аверсу, највероватније је кована у Бару. Светитељ је приказан са нимбом, како стоји, фронтално окренут посматрачу, у бадемастој мандорли, одевен у далматику. У десној руци држи кадионицу, а у левој јеванђеље. Представу допуњује легенда SLAVRENCIVS M. На реверсу је грб Балшића, са легендом „M D GEORGI S—TRACIMIR”. Средња маса овог новца је износила 1,08 грама.

#### Балша III Балшић
Балша III Балшић је наставио ковање гроша по угледу на ковања свог претходника. Било је три врсте гроша, са представама Св. Лаврентија на аверсу и грбом на реверсу. Прва од врста је обележено сиглом „—м”, а једна од врсти је на аверсу имала део легенде исписан ћирилицом, за разлику од његовог претходника. Средња маса његовог новца је износила 1,05 и 1,04 грама. Његовог ковање играло је значајнију улогу од ковања његових претходника, јер је налажен далеко ван матичних области.
Пошто није имао мушких потомака, своје области је завештао деспоту Стефану Лазаревићу.

#### Константин Балшић
Константин Балшић је владао Скадром и његовом околином као вазал султана Бајазита. Ковао је у Скадру динаре на чијем реверсу је приказан владар на престолу и држи скиптар са крином и глоб са крстом. Натпис около гласи „Rex Constantinvs”. Његова ковања се типолошки разликује од осталих ковања куће Балшић. Средња маса његовог новца је износила 1,21 грам.

#### Дубровачки новац
Дубровник је са својим балканским залеђем вековима имао жив и плодан трговински промет. Под крај 13. века почео је да издаје сопствени новац, који је кован све до 1803. године, када је Дубровачка република престала да постоји.
Најстарији сачувани архивски списи о редовном раду дубровачке ковнице потичу из 1337. године. Алат и калупи које је израђивала дубровачка ковница, били су својеврсни извозни производ, који су куповале друге државе и градови.
Динар је био први дубровачки сребрни новац и имао је 47 варијанти. Његова средња маса у почетку ковања, 1337. године је износила 1,951 грама и био је чистоће 916,67/1000 сребра, а 1626. средња маса му је износила 0,642 грама и имао је чистоћу 800/1000 сребра.
Дубровачки сребрни динар је рађен по узору на млетачки дукат. На аверсу је иао представу Христа у мандорли.
Осим динара ковали су се полудинари (9 типова), динарићи (8 варијанти) и полудинарићи.
Дубровачки полудинар, ковао се од 1370. На аверсу је носио представу главе Христа са нимбом, окренуту лицем, а на реверсу представу главе Светога Влаха са подбискупском капицом.
Динарићи су се ковали од 1626. Њихова средња маса је износила 0,626 грама сребра, такође чистоће 800/1000.
Вредност динара као и динарића у односу на друге врсте новца у Дубровнику никада се није мењала: динар и динарић су имали увек вредност од 30 минца (фолара), односно, једна перпера је вредела 12 динара (динарића).

#### Динар у Босни
Након освајања Хума тридесетих година 14. века, бан Стефан II Котроманић је започео са експлоатацијом рудника у Босни и израдом домаћег новца. Сачуван је већи број емисија његових динара. Новац је ковао по угледу на новац венецијанске, српске и дубровачке емисије. Није користио хералдичке мотиве. На аверсу је најчешће лик бана који стоји или седи на престолу, а на реверсу лик Христа на престолу.
Као бан, Твртко I Котроманић је најпре ковао динаре по узору на свог стрица Стефана, а од 1365. је увео нове калупе који је добио из Дубровника, чију израду му је одобрило Дубровачко веће умољених (лат. Consilium Rogatorum). Калупи су са једне стране имали бана с мачем, а са друге Христа. Постигао је да свој новац изједначи, како стилски, тако и по тежини, а самим тим и по вредности с дубровачким динаром. Маса му је износила 0,64—1,85 грама и вредео је 6 солда или 30 минца.
Није познато да ли је Твртко након проглашења за краља 1377. наставио са ковањем свог новца, а након његове смрти 1391 је настао дужи прекид у ковању, највероватније због несређених прилика и честе смене владара.
Године 1436. краљ Твртко II Котроманић је почео да кује свој новац: грошеве, динаре и полудинаре. Новац је на аверсу имао шлем са круном, натпис Т (монограм краљевог имена) и „dni regis Bosne”. На реверсу се налазио заштитник Свети Григорије Богослов, заштитник Босне и крсне славе Котроманића. Тиме је напуштена стара пракса да се на новац с једне стране ставља лик владара, а са друге лик Христа.
Ковање сопственог новца у првој половини 15. века у Босни није у ишло прилог интересима Дубровачке републике. Свака нова емисија динара босанских краљева је изазивала бурне реакције, повлачење дубровачких трговаца или захтеви да се обустави ковање, настојећи да дубровачки динар буде једино платежно средство на тој територији.

#### Деспотовина
Расцепканост државног простора српске државе олакшало је продор османлија на централни део Балкана, који је уследио после погибије кнеза Лазара на Косовом Пољу 1389. године.
Висока цена сребра је поспешивала улагања и у мање исплативе руднике. Крајем 14. и почетком 15. највећи број рудника је отворен у регионима:
- Копаоник: Запланине (1400), Ливада (1405), Беласница (1423), Ковачи (1926), Бело Брдо (1438)
- Подриње: Црнча (1367), Зајача (1412), Бохорин и Крупањ (1415)
- Рудник: Селац и Рудиште код Београда

Главне ковнице у време деспотовине налазиле су се у близини рудника у Брескову, Руднику, Новом Брду, Трепчи, Копорићима, Плани, Сребрници и Рудиштима, као и у урбаним центрима Скопљу, Призрену, Звечану, Охриду, Приштини, Скадру, Бару, Смедереву и аутономним градовима Котору и Улцињу.
Отварањем нових рудника крајем 14. и у 15. веку, српски деспоти успели су да подигну монетарну слику Србије на виши ниво. Новац је поново почео да добија на тежини, квалитету и представама.
У време деспотовине новац је кован и у градовима који су били средишта привредног, културног и црквеног живота. Најстарија ковница у којој се ковао новац за потребе деспотовине се налазила у Руднику. Најважнија ковница деспотовине је било у Смедереву, која је подигнута око 1430, у време када је деспот Ђурађ Бранковић саградио тврђаву и двор. У њој се ковао новац са ћирилични натписом имена града, исписаним у скраћеном облику или у целости, у једном или више редова. У том периоду новац се ковао на Новом Брду и у Сребрници.
Закупци ковница у време деспотовини су били угледни Дубровчани, који су се често повезивали у заједничка трговачка удружења.
На територији Београда су веома чести налази новца Стефана Лазаревића и његовог наследника деспотског трона, Ђурђа Бранковића. Српски новац у време деспота има најмањи обим и тежину. Ова врста новца данас се зове обола, а у народу су познати као маљушници.
Ковао се велики број врста новца, са различитим комбинацијама иконографских предложака. У првом раздобљу доминирала је представа Христа у мандорли, по узору на дубровачки новац, а касније световне представе по узору на средњоевропски новац.
Маса новца у време деспотовине је варирала између 0,15 до 1,40 грама. Основни српски новац је био динар, а у оптицају су се налазили грошеви, цекини, перпери и млетачки дукати, а временом у све већој турски сребрни новац.

#### Стефан Лазаревић
Стефан Лазаревић (кнез 1389—1402, деспот 1402—1427) је деспотску титулу добио од византијскога цара у Цариграду. Годину дана касније, 1403/4. је престоницу своје државе преселио у Београд, који је добио на управу од угарског Жигмунда.
Новац који је ковао Стефан Лазаревић, може се поделити у три периода. Још док је био малолетан, кнегиња Милица је имала договор са градском управом Новог Брда о ковању новца на италијанском језику. На аверсу кованица је писало „conte Stefano”. У другом периоду, од почетка новог века и до помирења са Ђурађом Бранковићем, кован је најнеквалитетнији званични рашки новац. У трећем периоду, након стабилизације настао је леп и разноврстан новац.
Позната је само једна емисија његовог новца на аверсу кованице са представом Светог Стефана у стихару, са кадионицом и крстом, док је на реверсу новца амблем Лазаревића, шлем са два говеђа рога.
У кнежевском периоду маса његовог новца износила је од 0,73 до 0,42 грама. У том периоду, главне емисије су биле са представама Христа у мандорли и шлема са два говеђа рога, затим главе Христа и деспота који стоји и држи скиптар са лабарумом.
Након добијања титуле деспота је увео новчану реформу (између 1402. и 1407), која није одмах свуда била спроведена, а стопе његових динара су се кретале између 1,22 и 0,82 грама. Истом реформом су уведени и оболи, ситан новац за свакодневну употребу, средње тежине 0,42 до 0,29 грама, као и полудинари тежине око 0,51 грам. Главне емисије ковања у деспотском периоду су динари са вишередним натписима, као и представе владара који стоји и држи неку од инсигнија власти.
Новчарство Стефана Лазаревића се одликује великим бројем врста у скромним количинама. Од сва три периода до данас је сачуван мали број примерака. Због слабе контроле у првом и другом периоду ковања постоји велики број фалсификата његовог новца.
Поред ковница у Србији, држао је и Нађбањи (данас Баја Маре) у Угарској (данас Румунија), чији је ковничар Stephanus Remetei ковани новац обележавао сиглама „n-S”. Иста ковница је након његове смрти прешла у руке Ђурђа Бранковића.
Законом о рудницима донетом у двору у Некудиму 19. јануара 1412. је регулисао право ковања новца и казне за кривотворење новца. Закон се односио на рудник у Новом Брду, али је вековима наставио да се примењује. По том закону за фалсификаторе новца су предвиђене казне сакаћење и новчана глоба. Законом су, осим тога, регулисани социјално-правни положај рудара, стварно-правни односи рудара (концесије рудника и наслеђивање), рударски спорови, врсте судова, судија и судских поступака и органе власти у Новом Брду.

#### Ђурађ Бранковић
Ђурађ Бранковић је ковао новац током своје полувековне владавине, најпре као обласни господар (1403—1427) територијама које је наследио од свог оца Вука Бранковића, а након смрти деспота Стефана Лазаревића, пошто је склопио споразум са Угарском, као деспот (1427—1456). Био је један од најбогатијих владара свог периода, захваљујући монетарној реформи и богатим рудницима из којих се угаљ извозио у суседне земље. Ковао је новац мањег пречника често исписан вишередним натписом. Његов лик је врло реалистички рађен, као да је насликан, уместо безличне представе која је до тада преовлађивала.
Као обласни господар са кнезом Лазаром је ковао динаре са представом Христа на аверсу и вишередним натписом са њиховим именима на реверсу. Из истог периода је позната седам типова самосталних ковања, шест динарских, а једно издање оболе. Сва динарска издања на аверсу имају јединствену представу Христа у мандорли, док се на реверсима налазе:
- лав
- глава господара. То је уједно најлепши и једини реалистичан портрет владара, у српском средњовековном новчарству. Ђурђева глава је приказана у анфасу, уоквирена дугом косом која пада у спиралама, са брковима и густом брадом раздељеном по средини. Аверс је дугуљасто, са високим челом, наглашеним јагодицама, крупним очима, правилним носем и пуним уснама. Мајстор који је резао калуп за израду овог новца је највероватније био Дубровчанин, с обзиром да су у том периоду закупци царине и ковнице у Трепчи и Приштини, које су се налазили под Бранковића, били искључиво Дубровчани.[199]
- монограм[198]
- прва самостална представа крина, симбол Богородичине чистоте у српском новчарству.[200]

На издању оболе, на аверсу се налази Исусова глава, док је на реверсу вишередни натпис.
Након преузимања престола монетарна производња је значајно увећана. У периоду до новчане реформе (1427—1435) је имао једанаест емисија новца, са карактеристичном Христовом представом с једне стране и лавом, натписом и монограмом са друге стране.
Око 1435. је реформисао своје новчарство. Применом радикални мера државне монетарне политике, реорганизовао је и ковање. Ковао је мање и дебље плочице, уједначене тежине која је износила 1,10—0,77 грама за динаре и 0,35—0,20 грама за оболе и начином обележавања кованица, као и промена мотива. На реверсу се налази лав, док су раније представе Христа на аверс, замениле представе владара, вишередни натпис, монограм и штит.
Деспот је углавном представљен како седи на трону, држећи у рукама симболе власти. Исто као и на новцу који су ковали његови претходници, налази се и хералдички симбол Бранковића, лав у покрету, окренут на леву страну, са подигнутим репом и предњом левом шапом.
Последње емисије носиле су и имена места у којима се новац кова: Смедерево, Ново Брдо, Рудник и Рудишта.
Осим сопственог новца, ковао је новац и са другим владарима. Са босанским краљем Стефаном Томашом, ковао је новац који на једној страни има круну и латински натпис, а на другој лава и ћирилични натпис. Маса је износила 1,17 грама. Овај новац је настао као резултат договора о подели зараде ковнице у Сребрници, након што је босански краљ заузео Сребрницу 1446. и важио је до 1448.
Новац је ковао и са угарским краљевским намесником Јаношем Хуњадијем. Познате су две врсте:
- на аверс деспот седи или стоји поред престола, на другој страни је штит подељен на 4 квартира. 1. и 4. квартир су попуњене хоризонталним тракама, у 2. квартиру је двоструки крст, а у 3. гаврана,[204] симбол породице Хуњади.[185] Прама мађарским нумизматичарима ова врста је искована 1451. године, поводом веридбе Јелисавете Цељске, Ђурђеве унуке и Матије Корвина. Маса новца је износила 0,7 грама.[204]
- на аверсу владар који стоји, на реверс штит са 4 квартира. У 1. и 4. је лав, симбол породице Бранковића, а у 2. и 3. гавран. Емитована је поводом удаје Јелене Кантакузин и Матије Корвина. Маса новаца је износила 0,77 грама[204]

При крају своје владавине Ђурађ је ковао новац са сином Лазаром, а након Ђурђеве смрти (1456), мање серије су ковали самостално Лазар, по узору на очев новац и његов брат Стефан, са хералдичким симболима: шлемом, орлом на штиту и челенком бивољих рогова.

#### Лазар Бранковић
Лазар Бранковић, син Ђурђа Бранковића је последњи српски деспот који је у средњем веку ковао новац. Ковао га је по узору на свог оца. Познате су две врсте његовог новца: динар и обол. На реверсу динара је деспот на престолу без наслона, а на наличју ћирилична легенда и фигура лава који се креће налево. На аверсу обола је ћирилична легенда и круна од љиљана, а на реверсу лав који корача налево и ћирилична легенда. Разликује се од ранијих ковања по круни, која је стављена у средину новца, између натписа. Кована је у Смедереву. Средња маса његових динара се кретала у границама од 0,99 до 0,88 грама, а обола око 0,22 грама.

#### Иваниш Павловић
Војвода Иваниш Павловић, је био једини феудалац у српској деспотовини који је ковао свој новац у ковници у Рудишту. На аверсу се налази титула и име, а на реверсу име места ковања и представа лава који корача. Средња маса његовог новца је износила 0,88 грама.

#### Оставе средњовековног новца
Досад је познато око стотинак српског средњовековног новца. Најбројнија је Косовска остава у којој се налазило неколико хиљада примерака. У осталим оставама пронађено је од неколико, до неколико стотина комада. Укупна количина средњовековног новца износи између 40 и 50 хиљада комада, што говори о његовој реткости, с обзиром да се таква количина може пронаћи у само једној остави римског новца.
У току краљевског и царског периода ковања, оставе су нађене у Италији, Грчкој, Бугарској, односно Румунији и Мађарској, што говори о ширини циркулације новца.

### Новчанице
Током 18. века у већини европских држава из промета нестају злато и сребро, због чега се јавља потреба за папирним новцем. То представља разлог за појаву првог папирног новца и у Србији.
На територији данашње Србије, прва врста папирног новца, тачније новчане дознаке, појављује се 1848. године у Војводини, у Сремским Карловцима и Суботици. То су били асигнати, који су издавани на основу покрића националним добрима (непокретностима и сл.).

#### Књажевство Србија(штампане 1876, никад у оптицају)
Прве новчанице у Кнежевини Србији, штампане у Државној штампарији у Београду 1876. године, као новац Главне државне благајне, никада нису пуштене у оптицај.
Одлука о издавању српског државног папирног новца, без подлоге у племенитим металима, у номиналном износу од 24 милиона динара, колико је планиран зајам из иностранства, донета је почетком 1876, са жељом да се пронађу средства нужна за рат, јер се Србија, упркос противљењу европских сила, озбиљно припремала за рат са Турцима, након Херцеговачког устанка јула 1875. Међутим, како планирани зајам није остварен, новац се није ни нашао у оптицају.
Одштампан је пробни контингент новчаница са апоенима од једног, пет, десет, педесет и сто динара, у едицији од 1.500 примерака по сваком номиналу. Провераване су машине и технологије за неку будућу израду. Новчаница од 1 динара нема наличје. Верује се да је цртеже за апоене од 5 динара израдио српски песник и сликар Ђура Јакшић, а за 10 динара сликар Ђорђе Крстић. На аверсима свих новчаница се налазе: попрсје кнеза Милана Обреновића и грб Кнежевине Србије. Украшена су су богатом орнаментиком, док су на наличју попрсја кнеза Милоша Обреновића, кнегиње Љубице и њиховог сина Михаила Обреновића. Осим тога, коришћени су мотиви женске фигуре у народној ношњи са снопом жита и српом, у разним позама, као и фигура српског војника с пушком, такође у разним позама, док се на апоенима од сто динара налазе фигура кнеза Михаила с руком на књизи и симболични приказ Другог српског устанка — кнез Милош са заставом, окружен групом људи.
Све новчанице израђене су од беле хартије. Основна боја штампе је светлоплава. Сва слова су писана ћирилицом, осим имена гравера L. Duval, које је исписано латиницом. Новчанице носе датум 1. јул 1876, место Београд, а за државну благајну потписао је Ј. Живановић.
Ове новчанице су ретке и омиљене међу колекционарима.
| Слика | Слика     | Износ      | Величина | Опис | Опис                                                                               | Датум |
| Лице  | Наличје   | Износ      | Величина | Лице | Наличје                                                                            | Датум |
| ----- | --------- | ---------- | -------- | --- | ---------------------------------------------------------------------------------- | ----- |
|       | неизрађен | 1 динар    | 100x62   | горе Милан Обреновић, доле грб Кнежевине Србије                                                         |                                                                                    | 1876. |
|       |           | 5 динара   | 120x80   | горе Милан Обреновић, десно српски војник с пушком, доле грб Кнежевине Србије                           | чланови династије Обреновић                                                        | 1876. |
|       |           | 10 динара  | 131х96   | горе Милан Обреновић, лево жена у народној ношњи, са снопом жита и српом, десно српски војник, доле грб | чланови династије Обреновић                                                        | 1876. |
|       |           | 50 динара  | 188x126  | горе Милан Обреновић, десно српски војник, доле грб Кнежевине Србије                                    | чланови династије Обреновић                                                        | 1876. |
|       |           | 100 динара | 188х128  | горе Милан Обреновића, десно српски војник, доле грб Кнежевине Србије                                   | горе двоглави орао, лево кнез Михаило с руком на књизи, десно Други српски устанак | 1876. |

#### Краљевина Србија
Употреба страног новца у Србији задржала се све до оснивања Народне банке. Привилегована народна банка Краљевине Србије основана је 2. јула 1884. године, чиме су створени услови за издавање новчаница. Све до тада, у Србији се унутрашњи промет обављао искључиво кованим новцем, новчанице су видели само они који су одлазили у иностранство. Извршни одбор банке је одлучио да из иностранства доведе једног стручњака, који би помогао око организовања банкарске службе, с обзиром да у Србији у то време није било довољно стручњака из те области. У ту сврху упућена је молба Белгијској народној банци, која је важила за једну од најбоље организованих емисионих банака. Белгијска банка је послала свог шефа књиговодства Шарла Бошмана. Како је почетак рада Народне банке зависио од објављивања првих новчаница, Бошман се заузео код Белгијске банке да уступи Србији своју резервну банкноту од 100 франака. Тадашњи министар народне привреде је затражио од Стевана Каћанског, председника уметничког друштва у Београду, да уметници пошаљу предлоге за српске симболе који би се појавили уместо белгијских на новчаници од 100 динара. Управни одбор Народне банке је добио шест нацрта од истог друштва на увиђај и даљу употребу, али није познато ко су били аутори предлога, и чији је предлог на крају усвојен.
Исте године када је основана банка, емитована је и новчаница од 100 динара. Она је била прва динарска папирна новчаница наплатива у злату, а израђена је у Бриселу у Белгији.
Била је величине 185×108 mm, одштампана је на белој хартији у основној тамно маслинастој боји. На лицу новчанице, сав текст осим имена гравера је написан ћирилицом, док је текст на наличју на француском. Сматра се да се Краљевина Србија одлучила за оба писма с надом да ће тако стећи поверење, ради лакшег стицања права грађанства у иностранству.
Вредност новчаница од 100 динара била је идентична вредности новчанице од 100 француских, 100 швајцарских и 100 белгијских франака и за толико се мењала тада у тим европским државама. Њена вредност није много опала ни за време Првог светског рата, када се на тржишту новца мењала за 88 франака. Мада је издата само као привремена новчаница, коначно је застарела 5. фебруара 1921, а у пракси се задржала у оптицају до Првог светског рата. Укупно је пуштено у оптицај 50.000 комада. Није забележен ниједан њен фалсификат.
| Слика | Слика   | Износ      | Величина | Опис | Опис    | Датум        | Датум            |
| Лице  | Наличје | Износ      | Величина | Лице | Наличје | штампа       | важење           |
| ----- | ------- | ---------- | -------- | ---- | ------- | ------------ | ---------------- |
|       |         | 100 динара | 185x108  |      |         | 1. јул 1884. | 5. фебруар 1921. |

За новчаницу од 50 динара, расписан је конкурс којим су се тражили предлози у духу европских народних банака, са малим додацима из српског народног живота (нарочито радничког). Од 10 предложених цртежа, из Србије и иностранства, усвојен је предлог сликара Ђорђа Крстића. Клише за новчаницу од 50 динара је израђен у Бриселу. Такође је имала покриће у злату. Пуштена је у промет 8. фебруара 1885. Величина новчанице је била 157×95 mm и штампана је на белој хартији. Основна боја цртежа је маслинасто зелена. Текст на наличју, је исто као и код новчанице од 100 динара исписан на француском. Према подацима Народне банке пуштено је у промет 20.000 номиналне вредности 1 милион динара. Штампана је као привремена новчаница. Није познато да ли су сачувани примерци из ове емисије. Друга емисија ове новчанице је од 1. марта 1886. С обзиром да је била лошег квалитета израде, ради заштите од фалсификовања Народна банка је већ наредне године након емитовања почела да их повлачи и касније их је и поништавала, мада је званично престала да буде законско средство плаћања тек 11. децембра 1920. године.
| Слика | Слика   | Износ     | Величина | Опис               | Опис                           | Датум         | Датум              |
| Лице  | Наличје | Износ     | Величина | Лице               | Наличје                        | штампа        | важење             |
| ----- | ------- | --------- | -------- | ------------------ | ------------------------------ | ------------- | ------------------ |
|       |         | 50 динара | 157x95   | Десно мајка Србија | Десно мушкарац са косом и жена | 1. март 1886. | 11. децембар 1920. |

Међутим, банка је направила грешку издавањем великих апоена од 100 и 50 динара који су гласили на злато и која је кредитирала само спољну трговину, где су обављани искључиво крупни послови, док су домаћа привреда и тржиште захтевали мање новчанице, или пак монете са сребрном подлогом. Навикнут на метални новац, народ је ту новчаницу махом мењао за злато, што је исцрпљивало банкину подлогу. Новчанице су се пуштале у оптицај тако што их је Народна банка исплаћивала корисницима за одобрене кредите и зајмове, а дешавало се да се замена за злато изврши одмах, на лицу места, тако да новчанице нису ни напуштале банчину зграду.
До оскудице новца посебно је дошло због рата са Бугарском 1885, па је влада Милутина Гарашанина овластила банку да изда привремену новчаницу од 10 динара, са сребрном подлогом. Израђена је према клишеу за новчаницу од 10 динара из 1876, чији је аутор Ђорђе Крстић, мада није познато ко је извршио неопходне измене у тексту. За израду је коришћена хартија коју је Министарство финансија набавило за штампу државних новчаница из 1876. године. Новчаница носи датум 1. новембар 1885.
Штампање је обављено у Државној штампарији у Београду, а укупни тираж је био 800.000 комада.
Текстови на лицу новчанице од 10 динара су исписани ћирилицом и на српском језику, а наличју на француском. На средини горњег дела лица новчанице је цртеж попрсја краља Милана Обреновића, у средини доњег дела је грб Краљевине Србије испод кога је уоквирена цифра „10”. Са леве стране је цртеж жене у народној ношњи, са снопом жита и српом, а са десне стране је цртеж српског војника са пушком. Испод женске фигуре је овални оквир, у коме је исписан текст „Закон од 23. септембра 1885.”. Новчаница носи факсимил гувернера Филипа Христића и члана Управног одбора, број серије (двоцифрен број у првој серији и ћирилично слово испред двоцифреног броја у наредним серијама), као и редни број у серији. Додавање факсимила и серијског броја је извршено у самој банци.
На средини горњег дела наличја је цртеж попрсја кнеза Милоша Обреновића, а на средини доњег дела је цртеж попрсја кнегиње Љубице. Са леве стране је цртеж попрсја Михаила Обреновића, а са десне стране цртеж попрсја Милана Обреновића. Сви цртежи су уоквирени и повезани украсним мотивима. У доњем делу је номинална вредност.
Тек је новчаница од 10 динара издата 1885 године, платива у сребру, стекла поверење грађанства и била широко прихваћена у свакодневном оптицају, будући да се њоме могло трговати „на мало”. Народу се није журило да замени новчаницу за сребро. Новца је било довољно у оптицају и почео је да обавља функцију прометног средства. Новчаница је у народу одмах добила име „банка” и такав назив је се задржао за сваки новац од 10 динара, па чак и за метални новац исте вредности.
Њено повлачење из оптицаја је започело 1. марта 1894, а 29. јуна 1899. је престала да буде законско средство плаћања. Повучене новчанице су спаљене.
| Слика | Слика   | Износ     | Величина | Опис | Опис                        | Датум           | Датум               |
| Лице  | Наличје | Износ     | Величина | Лице | Наличје                     | штампа          | важење              |
| ----- | ------- | --------- | -------- | --- | --------------------------- | --------------- | ------------------- |
|       |         | 10 динара | 131x96   | горе Милан Обреновић, лево жена у народној ношњи, са снопом жита и српом, десно српски војник с пушком, доле грб Краљевине Србије | чланови Династије Обреновић | 1/13. 11. 1885. | 29. 6./11. 7. 1899. |

Одмах по пуштању у промет привремене новчанице од 10 динара из 1885, кренуло се са припремама за њено друго издање. Њени аутори су били Данијел Дупуи (фр. Daniel Dupuis), Жорж Дивал (фр. Georges Duval), а гравер Лух Ежен Мушон (фр. Louis Eugene Musson), а штампала ју је француска банка. Урађена је на жућкастом папиру плавом бојом у техници BdF, с обзиром да се показало да је отпорна на фалсификовање. То је прва српска новчаница за коју су јавно, у Српским новинама дати технички подаци и опис. Величине је 14x9,5 cm и има водени жиг женске главе грчког типа. На лицу, са леве стране, између два стуба је насликана жена са круном и краљевским плаштом која представља Србију. Она у рукама држи штит и мач. Са десне стране између 2 стуба насликано је четворо деце са алатима, који симболично представљају народну радиност, трговину, земљоделство и риболов. На наличју са леве и десне стране између стубова се налазе по један двоглави орао са краљевском круном и штитом. Новчаница носи потпис гувернера Филипа Христића и датум 14. јануар 1887. Повлачење ове новчанице је започето 1892, када се кренуло са израдом трећег издања. Након Првог светског рата је коришћена као привремена новчаница од 10 динара са две монете, динарима с једне и француским францима с друге стране и остала је као законско средство плаћања до 3. септембра 1921. Забележено је више озбиљних фалсификата ове новчанице из 1887.
| Слика | Слика   | Износ     | Величина | Опис | Опис | Датум  | Датум  |
| Лице  | Наличје | Износ     | Величина | Лице | Наличје | штампа | важење |
| ----- | ------- | --------- | -------- | --- | --- | ------ | ------ |
|       |         | 10 динара | 140х95   | Лево Мајка Србија, са круном и краљевским плаштом, држи штит и мач. Десно четворо деце са алатима: народна радиност, трговина, земљоделство и риболов. | Лево и десно између стубова по један двоглави орао са краљевском круном и штитом. Водени жиг женска глава грчког типа. | 1887.  | 1921.  |

Француска банка је штампала и најлепше, треће издање новчанице 10 динара из 1893. Исти су јој аутори као и другом издању. Штампана је као резервна и пуштена је у промет тек 15 година касније (1908). Израђена је на жућкастом папиру у плавој и загаситоцрвенкастој боји. Њена величина је 13,9x8,4 cm. Новчаница има богат ликовни садржај. На њој се први пут испољио снажан национални идентитет. На лицу новчанице је фигура девојке у народној ношњи са гуслама у рукама и дететом, које држи књигу на коленима. На средини су црвенкасте боје колутови у византијском стилу у којима главе српских владара из доба Немањића. На наличју, на левој страни је између два архитектонска стуба насликан манастир Студеница, а испод њега је водени жиг, портрет Милоша Обилића са шлемом. Наслоњен на стуб је српски сељак, који држи ручице плуга и свиралу. Поред плуга лежи крава са телетом. Десно од плуга су производи земљорадње, риболова, трговине и заната. На десној горњој страни налази се хералдички штит са двоглавим орлом, круном и маслиновом гранчицом. Новчаница носи датум 2. јануар 1893, а потписао је гувернер Ђорђе Вајферт. Занимљиво је да су је користиле и српске избеглице у Првом светском рату, које су је мењале у Паризу и Цириху за француске и швајцарске франке по стабилном курсу. Мада је одлука о повлачењу ове новчанице објављена још 19. јула 1928, она је коначно повучена тек 31. марта 1934. године. 
| Слика | Слика   | Износ     | Величина | Опис                                               | Опис                         | Датум  | Датум             | Датум  |
| Лице  | Наличје | Износ     | Величина | Лице                                               | Наличје                      | штампа | пуштена у оптицај | важење |
| ----- | ------- | --------- | -------- | -------------------------------------------------- | ---------------------------- | ------ | ----------------- | ------ |
|       |         | 10 динара | 139х84   | лево гусларка, иза слова чланови Династије Немањић | горе лево Манастир Студеница | 1893.  | 1908              | 1934.  |

Изменама и допунама Закона о Народној банци из 1893. створена је могућност штампања мањих новчаница плативих у злату. Од 1892. до 1905. су трајале припреме за израду новчанице од 20 динара, плативе у злату, која је поверена француској банци, по нацртима и упутствима за сада непознатих српских уметника. Њена израда је трајала до краја 1906. године. На новчаници стоји име цртача Жоржа Дивала, док је гравер био Огист Тевенен. Штампана је на белој хартији и на хартији пресвученој жутом мрежицом. Носи датум 5. јануар 1905. и има водени жиг женске главе са ловоровим венцем. Потписао је гувернер Тихомиљ Ј. Марковић. Новчаница никада није пуштена у целини своје емисије. По завршетку Првог светског рата у трезорима Народне банке је остало оваквих новчаница у вредности од 14,3 милиона, док се 4,3 милиона налазило у промету. Постепено је повлачена до 1934, када је застарела.
| Слика | Слика   | Износ     | Величина | Опис              | Опис    | Датум           | Датум  |
| Лице  | Наличје | Износ     | Величина | Лице              | Наличје | штампа          | важење |
| ----- | ------- | --------- | -------- | ----------------- | ------- | --------------- | ------ |
|       |         | 20 динара | 157х95   | лево Мајка Србија |         | 5. јануар 1905. | 1934.  |

Новчаница од 100 динара исплативе у сребру носи датум 5. јануар 1905. први пут је пуштена у промет 1907. године, а доштампавана је пре, за време и после Првог светског рата. Потписао је гувернер Тихомиљ Ј. Марковић, носи име цртача Жоржа Дивала. На воденом жигу је глава Меркура. На лицу новчанице је панорама Београда, гледана са Саве. Налазила се у оптицају до 22. јула 1938, када је застарела и после чега је могла да се замени.
| Слика | Слика   | Износ      | Величина | Опис                                               | Опис    | Датум           |
| Лице  | Наличје | Износ      | Величина | Лице                                               | Наличје | Датум           |
| ----- | ------- | ---------- | -------- | -------------------------------------------------- | ------- | --------------- |
|       |         | 100 динара | 170х100  | лево панорама Београда горе натпис БОГ ЧУВА СРБИЈУ |         | 5. јануар 1905. |

Иако ослабљена после Балканских ратова, Србија је, као једна од сиромашнијих држава у Европи, имала уравнотежену економију, са буџетским суфицитом и стабилном валутом. Још пре аустроугарског ултиматума 1914, министра финансија Лазар Пачу је предложио да се вредности Народне банке преселе на сигурно место. 10. јула 1914 је одлучено да се сребро, злато и новчанице из Београда преселе у Крушевац. Касније су преко Солуна, бродом пресељене у Марсеј, где се налазило седиште Народне банке за време рата. Пресељено злато је било у вредности од 57 милиона динара. То злато је послужило као гаранција за издавање новчаница током Првог светског рата, а Србима у избеглиштву је омогућено да уз одређену потврду, мењају динар, по курсу 100 динара за 88 франака.
Како је Народна банка Србије добром емисионом политиком успела да очува поверење у вредност динара, чак и током Првог светског рата, суочила се са проблемом недовољне количине новца у оптицају.
Нацрт за ратну новчаницу од 50 динара плативе у сребру, чија је прва партија издата 25. марта 1915. у Паризу, израдила је сликарка Бета Вукановић. Укупно је издато 1.025.000 примерака и није забележен ниједан фалсификат. Новчаница је величине 158×89 mm, тамно-љубичасте боје. Текст на лицу је исписан ћирилицом, а на наличју на француском. На новчаници је погрешно уписан Закон од 23. септембра 1885, уместо Закона од 31. марта 1904, који је био правни основ за издавање новчанице, као и погрешан параграф кривичног закона. Међутим, пошто је израђена на брзину, лошом бојом и имала је грешке у натпису, наишла је на велики отпор у народу, који јој је због лошег изгледа наденуло име „ратна новчаница” или „пегавац”, па је Народна банка одлучила да обустави њено даље пуштање у промет и већ исте године је повучена из оптицаја. Међутим, данас се ова новчаница сврстава међу нумизматички највредније српске новчанице.
| Слика | Слика   | Износ  | Величина  | Опис                                  | Опис    | Датум           |
| Лице  | Наличје | Износ  | Величина  | Лице                                  | Наличје | Датум           |
| ----- | ------- | ------ | --------- | ------------------------------------- | ------- | --------------- |
|       |         | 158x89 | 50 динара | лево српски војник с пушком на рамену |         | 1. август 1914. |

Последња новчаница коју је издала Народне банке Краљевине Србије је апоен од пет динара, платив у сребру, најмања номинала коју је издала Привилегована народна банка Србије, с ликом Милоша Обилића на левој страни наличја. Штампана је у француској штампарији Банке Француске од 1. септембра 1916. до 10. новембра 1917. Димензије новчанице су биле 124×77 mm, однсно 115 x 68 само цртеж. Штампање српских новчаница је имало већи приоритет од штампања за Француску. Новчанице су штампане по 25.000 комада сваки дан, чак и недељом и празницима, а на њима се појављује 436 различитих датума. Натписи су двојезични: на лицу је испис на српском, а на наличју на француском језику. Ушла је у оптицај тек након рата, а престала је да важи као законско средство плаћања 18. јула 1935. године.
| Слика | Слика   | Износ    | Величина | Опис                                                                          | Опис | Датум                                                             | Датум  |
| Лице  | Наличје | Износ    | Величина | Наличје                                                                       | Наличје | штампа                                                            | важење |
| ----- | ------- | -------- | -------- | ----------------------------------------------------------------------------- | --- | ----------------------------------------------------------------- | ------ |
|       |         | 5 динара | 124x77   | Лево лик Милоша Обилића, горе натпис БОГ ЧУВА СРБИЈУ. Водени жиг Милош Обилић | Десно грб Краљевине Србије, горе текст на француском, доле, лево воће, цвеће, винова лоза, грожђе и јабуке, десно сноп жита, коса и воће у корпи и около | 436 различитих датума од 1. септембра 1916. до 10. новембра 1917. | 1935.  |

Након што су здруженим снагама, Немачка, Аустроугарска и Бугарска напале Краљевину Србију октобра 1915. и у потпуности окупирале њену територију до краја исте године, Краљевина Србија је подељена између Аустроугарске и Бугарске, док је Немачка задржала право контроле пруге Смедерево—Ђевђелија и право на експлоатацију рудника у источној Србији. Уз Немачко посредовање, успостављена је граница између Аустроугарске и Бугарске, а последња спорна област на Косову је разрешена 1. априла 1916. Аустроугарска и Бугарска су успоставиле војне управе на окупираној територији. Део Краљевине Србије који је окупирала Аустроугарска организована је као јединствена Царску и краљевску војну генерална управа (гувернман) са седиштем у Београду, док је Бугарска свој део већи територије Краљевине Србије, поделила у две војно-инспекцијске области, Моравску, са седиштем у Нишу, и Македонску са седиштем у Скопљу.
Да би се спречило уношење нових банкнота, у окупираној Србији је у званичном оптицају био углавном новац окупатора: круне, марке, леви и печаћене динарске новчанице.
Аустроугарска је круну прогласила званичним средством плаћања. Курс аустроугарска круна: српска динар пре рата износио је 1: 1,08, али је окупатор наметнуо курс 1: 2 (1 круна за два динара). Овакав вештачки курс није био одржив, тако да су мењачнице у Београду у мају 1916. године мењале круне за динаре у односу 0,8: 1 (уместо 0,5: 1), а у унутрашњости, где је присила била слабија, курс је био 1: 1. Из тог разлога декретом од 22. јуна 1916. окупатор је вршио печаћење папирних динара у оптицају са роком до 31. јула 1916. Како би изазвале стварну инфлацију, аустроугарске власти су поред новчаница у оптицају печатиле и у оптицај пустиле и заостале поништене новчанице опљачкане из трезора Привилеговане народне банке Краљевине Србије, у апоенима од 10 динара са датумом 1893. и 100 динара са датумом 1905. Верификовање се вршило у свим седиштима округа који су били под аустроугарском окупацијом сем у Косовској Митровици, а на печатима се између осталог, налазило и име места у ком је печаћење извршено. Међутим мере које је окупатор предузео како би девалвирао динар нису уродиле плодом. И поред тога што је круна била наметнута као законски новац у Србији, становништво је чувало динаре због поверења у националну валуту. Динар је током рата незнатно изгубио од унутрашње вредности, јер је Народна банка доследно поштовала прописе о покрићу за његову емисију.
Краљевина Србија је била једна од ретких земаља која ја је упркос тешким разарањима и губицима које је имала у светском рату, уз огромне напоре успела да одржи вредност новца и дочека крај рата са његовом натпросечном покривеношћу. Србија је током рата своје кредитне обавезе исплаћивала је у здравој валути, чак и свом ратном противнику Немачкој. Покривеност новчаница златном подлогом је пред Први светски рат износила 115%, током рата је била 96%, а при крају 87%, док је аустроугарска круна била покривена са само 12% златном подлогом. Заслуга за то се приписује, гувернеру у ратним данима, Ђорђу Вајферту.

#### Краљевина СХС / Југославија
Након завршетка Првог светског рата и конституисања нове државе, Краљевине Срба, Хрвата и Словенаца, јавио се проблем валутног шаренила и потреба за уједначавањем новчаног система и нострификацијом новчаница.
У оптицају је било новаца из више држава, а највише их је било из области које су биле под аустроугарском влашћу. Извршено је нострификовање новца претходних и окупационих држава. Уследило је издавање динарско-крунских новчаница, на којима је исписана вредност у двема различитим новчаним јединицама. Овим новчаницама су замењиване само раније нострификоване. Повлачење динарско-крунских новчаница вршено је поступно, а последња из оптицаја је повучена 1934. године новчаница највише вредности, од 1000 динара—4000 круна.
Емитент нове заједничке валуте, динара, било је Министарство финансија Краљевине Срба, Хрвата и Словенаца, чиме је динар поново промовисан у националну монету.
Краљевина Србија у новонасталу државну заједницу утопила своју здраву монету, чија је плативост у племенитим металима одржавана у прописаном и допуштеном проценту. Одмах по уједињењу дошло је до инфлације, које у претходној држави није било, а потом су се једна за другом ређале девалвације 1931, 1935. и 1939. године. Новчанице су се штампале у све већим апоенима.
Привилегована Народна банка Краљевине Србије 1920. године прераста у Народну банку Краљевине Срба, Хрвата и Словенаца и она исте године издаје новчанице у апоенима од 10, 100 и 1000 динара.
Стварањем Краљевине Југославије 1929. године, Народна банка Краљевине Срба, Хрвата и Словенаца постаје Народна банка Краљевине Југославије и штампа три новчанице, и то у Заводу за израду новчаница — Топчидер. До почетка Другог светског рата, Народна банка врши своју основну функцију емитовања новца.
Избегличка влада Краљевине Југославије 1943. године штампала је серију новчаница, која није пуштена у оптицај.

#### За време немачке окупације 1941—1944.
После распарчавања Краљевине Југославије 1941. године, у свим крајевима растурене државе користиле су се друге монете, једино се у Србији задржао динар. На захтев окупационих снага, основана је влада Србије, чије се функције председника прихватио Милан Недић. Изнад владе Србије и њених институција стајала је немачка војна управа.
Од свих крајева растурене државе, динар као основна новчана јединица се задржао једино у Србији. Новац из времена окупације познат је и као „Недићев новац”. Монетарни ток је успостављен прештампавањем резервних емисија новчаница Краљевине Југославије, које су се у том тренутку затекле у трезорима банке.
Чланом 1 Одлуке Рајхсбанке, Народна банка Краљевине Југославије је стављена је у поступак ликвидације, а чланом 2, маја 1941. је основана Српска народна банка, која је прогласила нову валуту — српски динар. Српска народна банка није била замишљена као правна наследница Народне банке краљевине Југославије, већ као нов емисиони завод са делокругом деловања на територији смањене Србије. На себе је преузела поједине обавезе Народне банке краљевине Југославије само за рачун Министра финансија Србије.
Дванаест дана након окупације и „укинућа” Краљевине Југославије, односно 30. априла 1941, гувернер и немачки војни заповедник, правно још непостојеће Српске народне банке, су у циљу замене југословенских динара за српске динаре, донели одлуку о изради новчаница од 1.000, 100 и 10 динара. Разлози за такву одлуку били су то што су у Заводу за израду новчаница остале извесне залихе недовршених и довршених новчаница. У залихама је било највише потпуно израђених новчаница од 100 динара из 1929. године, које су потом добиле црни претисак. Прештампавањем је замењен назив емисионе установе, прекривени су првобитни датум издања, доштампани нови датум издања и нови потписи, прекривен је грб Краљевине Југославије и доштампан грб Србије. Предратна новчаница од 100 динара у Србије је повучена из оптицаја 1-10. јула 1941. Укупно је прештампано 20.200.000 новчаница од 100 динара Краљевине Југославије. На њима стоји датум 1. мај 1941. као дан када их је Народна банка Србије пустила у оптицај. Новчаницу су потписали Д. Узелац и гувернер Милан Радосављевић. Од укупне емисије ове новчанице, до 3. априла 1944, када је почело њено повлачење, замењено је свега 3.060.000 новчаница. Након рата новчаница није могла да се замени за динар ДФЈ.
Такође је било и резервних новчаница од 10 динара из 1939, чији је аутор био Паја Јовановић, које су имале потпуно израђено наличје, а лице од белог папира, тако да је наличје претиснуто црном, док је лице доста једноставног дизајна накнадно штампано оригиналном бојом.
За израду новчаница од 1.000 динара овако решење није могло да се примени, јер су залихе неиздатих новчаница од 1.000 динара од 1. децембра 1931, као и од 6. септембра 1935. већим делом спаљене у Требјешкој пећини (Требјеса), код Никшића у Црној Гори.
Новчаница од 1.000 динара (1941), је настала прештампавањем новчаница од 500 динара. Верује се да је извесна количина новчанице од 500 динара била израђена на квалитетном папиру, непосредно пред, а најраније месец дана пред сам почетак рата и није пуштена у оптицај. Аутор те предратне новчанице од 500 динара је Младен Јосић. Израђена је на висококвалитетном папиру и с висококвалитетном графиком, са великом симболиком, која асоцира на тежњу јединству кључних народа Југославије: Срба, Хрвата и Словенаца, са наглашеним монархистичким мотивима, државном заставом и грбовима. На лицу новчанице су насликана три идеализоване младе девојке: Српкиња, Хрватица и Словенка, које благонаклоно посматрају уметнички доста успешно изведен лик краља Петра II. На наличју су три Југословенке приказане, као вредне и радне жене, са плодовима природе и мајка која у наручју држи здраво и напредно дете.
Све новчанице Народне банке Краљевине Југославије (100, 500 и 1000 динара) које су биле овјерене печатима избегличких кампова и центара за исељенике, формираних у Србији, након успостављања Независне државе Хрватске могле су се заменити код Српске народне банке.
Новчаница од педесет динара, је такође била слична предратној новчаници.
| Слика | Слика  | Износ       | Величина | Опис                                      | Опис                                      | Датум        |
| Аверс | Реверс | Износ       | Величина | Аверс                                     | Реверс                                    | Датум        |
| ----- | ------ | ----------- | -------- | ----------------------------------------- | ----------------------------------------- | ------------ |
|       |        | 10 динара   | 115х60   | доштампана страна грб окупиране Србије    | прештампана страна из резервне емисије    | 1. мај 1941. |
|       |        | 100 динара  | 156х88   | прештампана новчаница из резервне емисије | прештампана новчаница из резервне емисије | 1. мај 1941. |
|       |        | 1000 динара | 170х100  | прештампана новчаница из резервне емисије | прештампана новчаница из резервне емисије | 1. мај 1941. |

Даље штампање предратних новчаница није настављено, највероватније зато што су њихове матрице склоњене или уништене пре доласка окупатора, исто као и папир, на коме су израђене предратне новчанице.
Као надокнада за недовољну количину новчаница од 1000 динара, хитно је израђена новчаница од 500 стотина српских динара, са датумом 1. новембар 1941. Дизајнирана је са неочекиваним колоритом за ратне године, а њен аутор је графички радник Вељко Андрејевић Кун.
Визуелно ове новчанице су остале сличне предратним, што је разумљиво, с обзиром да су њихови аутори углавном остали исти људи.
| Слика | Слика  | Износ      | Износ  | Величина | Опис           | Опис                                                           | Датум             |
| Аверс | Реверс | Износ      | Износ  | Величина | Аверс          | Реверс                                                         | Датум             |
| ----- | ------ | ---------- | ------ | -------- | -------------- | -------------------------------------------------------------- | ----------------- |
|       |        | 50 динара  | 134х78 |          | биста „Србија” | Филип Вишњић, детаљ са Споменика косовским јунацима у Крушевцу | 1. август 1941.   |
|       |        | 500 динара | 154х80 |          |                |                                                                | 1. новембар 1941. |

Окупационе власти су планирале да се редовна замена југословенског новца српским динаром обави до 21. новембра 1941. Замена је међутим стварно обављена од 4. јуна до 2. априла 1942. године. Одобравана је и накнадна размена током читаве окупације, првенствено српским и словеначким избеглицама, прогнаним са других окупираних територија, као и југословенским заробљеницима који су из логора слали новац или који су се враћали из заробљеништва. На тај начин се на српском окупационом подручју нашло 34,9% југословенских новчаница, које су пре окупације биле у оптицају на читавој територији Југославије.
Почетком 1942. организован је анонимни конкурс за израду скица за нове новчанице српских динара.
У иконографији нових новчаница тада су се појавила два нова паралелна концепта, којих на ранијим новчаницама није било:
- доминација пољопривредних мотива који нису повезани са чињеницом да је економија Србије средином 20. века била претежно ослоњена на пољопривреду, већ са извесном култом „домаћина” у Недићевој Србији, као пожељног лика, који обрађује своју њиву и не бави се високом политиком, нити размишља о борби против немачког окупатора;
- први пут су се појавили ликови историјских личности и то из домена културе и вере, а никако из ратне историје, као што су Вук Стефановић Караџић, Петар Петровић Његош, Свети Сава, у циљу покушаја подизања народне самосвести, у тренутку највећег могућег националног понижења, као што је окупација.

За новчаницу од 1.000 динара (1942) аутор Васа Поморишац је изабрао мотив мушкарца и жену у народној ношњи, окружи обиљем предмета симболичког значења.
Дизајн за новчаницу од 100 динара је израдио Матија Зламалик, који је за лице изабрао лик Светог Саве, а за наличје српског сељака поред запрегнутих волова на њиви.
За новчаницу од 50 српских динара који носи датум 1. мај 1942. није познат аутор њеног идејног решења. Штампана је на дебљој хартији, без воденог знака, у разним нијансама браон боје. На левој страни лица новчанице се налази Његошев лик, начињен на основу портрета који је израдио сликар Анастас Боцарић. Са десне стране је исписан текст „Српска народна банка плаћа доносиоцу педесет српских динара”. У угловима су ознаке вредности номинале. На наличју са леве стране се налази грб Србије, двоглави бели орао и друга знамења, а са десне стране је текст „Српска народна банка плаћа доносиоцу педесет српски динара”, док се у средини доле налази клаузула о кажњавању фалсификатора. Ознаке вредности номинале се налазе испод грба, у горњем и доњем десном углу. Новчаницу су потписали гувернер Милан Радослављевић и заменик гувернера Мирко Косић. Новчаница је емитована на основу одлуке гувернера и уз пуну сагласност немачких окупационих снага од 25. јула 1944. У оптицај је пуштена 28. јула 1944. у износу од 529.680.000. динара, и важила је до 30. априла 1945. 
Гравери ратних новчаница су били Танасије Крњајић и Вељко Андрејевић Кун.
| Слика | Слика  | Износ       | Величина | Опис                                                                          | Опис                                                                          | Датум           |
| Аверс | Реверс | Износ       | Величина | Аверс                                                                         | Реверс                                                                        | Датум           |
| ----- | ------ | ----------- | -------- | ----------------------------------------------------------------------------- | ----------------------------------------------------------------------------- | --------------- |
|       |        | 20 динара   | 115х60   | Вук Караџић                                                                   | Грб окупиране Србије                                                          | 1. мај 1941.    |
|       |        | 50 динара   | 135х65   | лик Његоша                                                                    | Грб окупиране Србије                                                          | 1. мај 1942.    |
|       |        | 100 динара  | 150х80   | лик Светог Саве                                                               | српски сељак поред упрегнутих волова на њиви                                  | 1. јануар 1943. |
|       |        | 500 динара  | 154х80   | сељак сеје жито                                                               | сељак коси жито                                                               | 1. мај 1942.    |
|       |        | 1000 динара | 170х95   | мушкарац и жена у народној ношњи, окружи обиљем предмета симболичког значења. | мушкарац и жена у народној ношњи, окружи обиљем предмета симболичког значења. | 1. мај 1942.    |

Упоредо са српским динаром, на српском монетарном подручју у оптицају се нашао и немачки окупацијски новац, који је емитовала Кредитна каса Рајха и који је од априла 1941. године, одмах по капитулацији Југославије, почео да циркулише као средство плаћања, према Наредби о законским средствима плаћања, једној од првих које су донеле окупационе власти. Важила је обавеза његовог примања, по курсу од 100 динара за 5 рајхсмарки, а сваки друго прерачунавање је било забрањено.
Кредитна каса Рајха, располагала је покретном штампаријом у специјалном затвореном камиону и штампала новац у неограниченим количинама, за потребе финансирања трошкова окупатора, које су морале да плате окупиране територије, у апоенима од 1, 2, 5, 20 и 50 окупационих рајхсмарки и на 0,50 окупационих рајхспфенига, без податка о месту издавања. Овај начин штампања новца на окупираним територијама, Трећи рајх је користио од окупације Пољске 1939. до краја 1943. Формално је окупациони новац вредео колико и рајхсмарка Нацистичке Немачке, али ради заштите домаће валуте Трећег рајха од обезвређивања, никада није могао да се замени за његову рајхсмарку, није могао да се користи на територији Трећег рајха, а ни рајсхмарка није могла да се користи ван територије Трећег рајха. Окупацијски новац је од 1. јула 1942. године, Српска народна банка била дужна да мења за српске динаре. До краја 1943. укупно је замењено окупацијског новца у вредности од 1.543.389.050 српских динара, што је увећало за 23% укупну количину динара у оптицају.
Мада је динар делимично обезвређен, имао је до краја рата релативно стабилну куповну моћ, за разлику од других окупацијских валута, чија је вредност на црном тржишту вишеструко пала до краја рата.
Српска народна банка је ликвидирана новембра 1944.

#### После Другог светског рата (до 2003)
Динар је остао новчана јединица и у новој држави. Непосредно након Другога светског рата, на територији тадашње Југославије налазило се мноштво разних валута, зависно од тога ко је био окупатор: хрватска куна, Недићев динар, бугарски лев, италијанска лира, мађарски пенге, немачка марка, албански франак и лек. На неминовност замене свих тих валута за новац нове државе, рачунало се и пре краја рата, припремањем нових новчаница.
По завршетку Другог светског рата, нова власт је увела валутну реформу и издала је серију новчаница Демократске Федеративне Југославије. Цртеже за ове новчанице израдио је Ђорђе Андрејевић Кун. Њихов главни мотив на лицу је биста партизана из полупрофила са пушком о левом рамену, за коју је позирао првоборац Миливој Радић. Графичко решење за осам номинала, од 1, 5, 10, 20, 50, 100, 500 и 1000 динара, се разликовало само по боји и величини новчаница. Цртежи су припремани на острву Вис, а након што их је одобрио Јосип Броз Тито, пренети су у државни завод за израду новчаница у Москви, где су штампане прве количине. Непосредно након рата клишеи су пренети у Југославију, где је штампање настављено. Новчанице су званично ушле у 20. априла 1945 године и као средство плаћања су опстале до 1956. године.
Процес замене није био као онај који се одвијао након Првог светског рата. Мада су одређени курсеви по којима ће замена бити вршена, они нису имали потпору у реалној подлози. Људи који су поседовали окупацијски новац добијали су противвредност у висини до 5.000 динара ДФЈ, док им је остали износ исплаћиван касније, те се од њега одбијало 5-70% у зависности од висине износа, као и од тога ко су били власници потврда.
Прва послератна серија, коју је издала Народна банка ФНРЈ има датум издавања 1. мај 1946. Пракса издавања нових емисија новчаница са првим мајем, као датумом је настављена и наредних деценија. 
Вредност валуте је одређивала сама држава уз сагласност Међународног монетарног фонда, а изражавана је у маси злата за један динар, односно у доларима САД све до 1971. године, после чега је укинута фиксна цена злата, па се вредност динара одређивала у односу на тржишну цену злата до 1973. године, Након тога се прешло на систем флуктуирајућих девизних курсева, према једној или више конвертибилних валута. Међутим, за динар се у слободној продаји није могла купити валута неке од западних држава. Бројна усклађивања вредности динара у односу на злато или неку од конвертибилних валута доводила су до пада његове вредности, а самим тим и штампања новца са све више нула, те појава све већег броја новчаница. Да би се избегла бројна штампања прибегавало се деноминацији динара. Прва деноминација извршена је 1. августа 1965. године, када су „скинуте” две нуле, тако да је 100 старих динара замењено је за (према закону) 1 нови динар. Следећа доминација је извршена 1. јануара 1990. године, када је 10.000 динара замењено за 1 нови, конвертибилни. Међутим, конвертибилност је била само унутрашња, односно постојала је могућност да се у домаћим банкама за динаре купују стране валуте и трајала је само док су то дозвољавале девизне резерве земље, док међународни монетарни фактори социјалистички динар никада нису признали за конвертибилну валуту.
У периоду од 1945. до 1992. године у Југославији је емитовано укупно 12 серија новчаница са 67 различитих апоена. Велики број апоена дугује се деноминацијама, као и променама назива државе.
Савезна Република Југославија је конституисана 27. априла 1992. године. У новоствореној држави су остале само Србија и Црна Гора. Ратовања, сецесије бивших република, затим губитак тржишта, прекид свих веза са страним тржиштима, увођење тоталне економске блокаде од стране Савета безбедности Уједињених нација су довели до хиперинфлације динара.
Уследила је нова деноминација динара 1. јула 1992. године, када је избрисана још једна нула, тако да је десет динара СФРЈ замењено једним динаром СРЈ, а 1. октобра 1993. обрисано је још шест нула, тако да је 1 динар по новој номиналној вредности вредео као милион дотадашњих динара.
Током периода хиперинфлације, 1993. године, СРЈ је издала серију новчаница са енормним номиналним вредностима (5.000.000.000, 50.000.000.000 и 500.000.000.000 динара). Папирни новац је издаван без натписа државе која га је издавала и није носио државна обележја. Пред крај хиперинфлаторног периода динар више није био валута у практичној примени. У оптицају су биле банкноте и кованице разних западноевропских држава.
Новчаница од 500 милијарди динара, са ликом Јована Јовановића Змаја на лицу и зградом Народне библиотеке Србије на наличју, издата 23. децембра 1993. је постигла рекорд у броју нула на динарској банкноти и представља симбол једне од највећих хиперинфлација забележених на свету.
Седам дана касније, обављена је следећа деноминација 1. јануара 1994. године, када је 1 динар номинално вредео као 1 милијарда старих. Укупно умањење номиналне вредности динара само у СРЈ било је 10 билиона пута, односно заједно са деноминацијама у време СФРЈ 10 трилиона. Укупно су избрисане 22 нуле.
Пошто је 24. јануара 1994. донет Програм монетарне реконструкције и економског опоравка Југославије, уведена је нова валута, под називом нови динар. Његова вредност је утврђена према немачкој марки у односу 1:1, и приступило се замени по курсу 1 нови динар : 13 милиона старих динара. Просечне плате у СРЈ биле су ниске, износиле су око 100 динара.
До новчане реформе и извесне стабилизације курса, у СРЈ је за 21 месец (1992—1994) издато 33 врста новчаница. На папирним новчаницама се појавило 12 историјских личности. На новчаницама новог динара се поново нашао назив државе, тада СРЈ, као и државни грб.
Половином децембра 2000, нова власт је издала нову серију новчаница од 20, 50 и 100 динара. Тада је валута поново добила назив динар, уместо новог динара. Ради лакшег оптицаја, али и због инфлације, касније су издате и новчанице од 10, 200, 1000 и 5000.
Народна банка је све до 2002. године издавала југословенски динар и поред тога што се налазила у државној заједници са Црном Гором, у којој динар није био платежно средство још од 2001. године. Влада Црне Горе је новембра 1999. увела немачку марку, која се у почетку користила упоредо са динаром. Сагласност за увођење марке у Црној Гори, својим непротивљењем, дала је Немачка. Основана је Народна банка Црне Горе. Мада је јануара 2000. Уставни суд СРЈ прогласио неуставном одлуку о увођењу немачке марке у Црној Гори, црногорска влада је наставила да је примењује. Од 2001. марка је била једино платежно средство у Црној Гори, све до јуна 2002. када је тамо уведен евро.

### Кованице
Од 15. века до краја седме деценије 19. века Србија није имала свој новац. Већина мањих насеља формирана око рудника у средњем веку, уништена су током турске најезде, а она која су преостала су временом ишчезла и пала у заборав. О њиховој некадашњој моћи сведоче писани извори, остаци насеља. Од старих локалних путева који су повезивали рударске и привредне центре, остали су само путеви који никуда не воде.
Услед губитка самосталности српске државе, све до половине 19. века у употреби је био велики број различитих монета страних држава. У периоду турске превласти, на територији данашње Србије радило је неколико ковница турског новца — Ново Брдо, Кучајна и Београд.
Турски новац је био исписан неразговетном арапском калиграфијом. Основна јединица у Османском царству је била пара (од арапске речи бара, што значи сребро). Прву монету са називом пара, од сребра су исковали Турци 1623. године. Њена вредност је износила 3 сребрне акче или аспре. Касније је најзначајнија монета била пјастер или куруш, који је у народу био познатији као грош, а његова вредност је износила 40 пара. Назив пара је присутан и данас, као назив за стоти део динара, и као назив за средство плаћања.
У 19. веку, у време владавине Карађорђа и кнеза Милоша, у Србији је у оптицају био велики број различитих монета, од турских до западноевропских. Током тог периода, све до 1869. користиле су се 43 врсте страног новца, и то 10 златних, 28 сребрних и 5 бакарних. Kурс, односно теченије је одређиван два пута годишње, на Ђурђевдан и на Митровдан. Званична обрачунска монета је био грош. Постојали су „чаршијски грош”, који је служио за обрачун приликом куповине робе и „порески грош”, за обрачунавање пореза држави и владару, који је вредео дупло више од чаршијског.
Хатишерифом из 1830. и његовом допуном из 1833. године, којим је Србија добила статус кнежевине под турском влашћу, са одређеним унутрашњим аутономијама, није било предвиђено право Србије да има сопствени новац, али није било ни изричито забрањено.
Упоредо са успешним политичким ослобађањем од турске зависности, начињени су први кораци ка успостављању сопственог монетарног система, да би се, најзад, након више од четири столећа од ковања последњег српског средњовековног новца, у обновљеној Србији поново почело са његовим ковањем.

#### Кнежевина Србија
Крајем седме деценије 19. века, са статусом кнежевине под турском влашћу и одређеном унутрашњом аутономијом, Србија је обухватала Смедеревски санџак и околних 6 нахија санџака.
Након предаје градова од стране Турака 1867. године књаз Михаило, за време своје друге владавине (1860—1868), је предузео све законске радње за увођење и ковање првих српских новаца.
Суочен са проблемима које је изазивала употреба бројних врста новца у Кнежевини Србији, кнез Михаило је крајем јануара 1868. послао тадашњег министра финансија Косту Цукића у Беч на преговоре о ковању прве серије новца у обновљеној Србији. По обављеном задатку, министар иностраних дела Милан Петронијевић, који је замењивао министра финансија је поднео Државном савету ванредно, у његово име, 11/23. марта исте године детаљан извештај, не само о техничкој страни ковања новца са предрачуном трошкова, већ и о добити од будуће операције замене страног бакарног новца српским. Истовремено је предложио доношење формалне одлуке о ковању српског бакарног новца, мада је начелна одлука о томе донета још раније, тако да је 14/26. марта 1868. године, Државни савет донео решење којим је министар финансија овлашћен да приступи ковању српског бакарног новца. Решењем су одређене врсте апоена, метални састав, тежине, величине и опис новца, као и одредба да тај новац вреди у пореском течају по својој номинали, а у чаршијском течају двоструко више. Одређен је и начин њиховог истискивања, односно замене страног новца. Против овог решења је Турска безуспешно протестовала, сматрајући да њен вазал нема право на валутни суверенитет.
Од посебног значаја је увод решења, у коме је изражена намера да се у Србији заведе новчани систем франака по Конвенцији у Паризу, у складу са новчаним системом франка, склопљеној у Паризу 25/13. децембра 1865, коју су потписале Француска, Белгија, Италија и Швајцарска. Конвенција је била основа за стварање Латинске ковничке уније, која је трајала све до 1926, с циљем стандардизовања вредности сребрног новца, те ограничавањем његове понуде.
Решење је значило увођење десетног система у новчани систем Србије. Такође је одређена и укупна маса од 120.000 килограма, односно у номиналној вредности од 120 милиона пара пореских, тако да свака пара буде тежине један грам, мада није утврђена количина сваког апоена, али је у предлогу министра финансија од 11/23. марта 1868. године изражена намера да се од сваког апоена искује по 7,5 милиона комада. Већ 15. марта, кнез је ово решење одобрио и тако је у Крагујевцу, 15/27. марта 1868. донесено највише решење о ковању српске монете. Вест о Цукићевом повратку из Беча с повољним резултатима преговора и о почетку ковања новца је објављена је у Новинама србским" од 6/18. априла 1868.
Прва серија новца је израђена у Царској и краљевској ковници у Бечу, у апоенима од 1, 5 и 10 пара (пореских), од металних плочица које су израдиле фабрике   (око 10 тона) и   (око 63,5 тона).
Новац је из Беча стигао у Београд тек фебруара 1869, тако да их кнез Михаило није угледао, пошто је убијен у атентату у Кошутњаку 29. маја/10. јуна 1868. Кованице су обликовали тадашњи чувени гравери Антон Шарф и Фридрих Лајшек. На кованицама доминира лик кнеза Михаила Обреновића, у левом профилу. Около је натпис: ОБРЕНОВИЋ III. — КЊАЗ СРПСКИ. На полеђини новца исписана је вредност и година издања 1868. Краке венца на врху спаја кнежевска круна, са крстом на врху.
Ковани новац у апоенима од 1, 5, и 10 пара; масе 1, 5 и 10 грама; пречника 15; 25 и 30 милиметара је израђен од легуре бакра у саставу 95% бакар, 4% калај и 1% цинк. Гравер матрица за апоене од 1 и 10 пара је био Антон Шарф, а за апоене од 5 пара Фридрих Лејзек. На аверсу кованице стајао је леви профил кнеза Михаила, са кружним натписом исписаним великим словима: „ОБРЕНОВИЋ III КЊАЗ СРБСКИ”, а испод профила је уписана сигнатура гравера „А. С.”. На реверсу је исписана вредност, назив новчане јединице „пара” и године издавања 1868. Све то је окружено отвореним венцем од ловоровог и храстовог лишћа, на чијем је врху је кнежевска круна. Познате су две верзије ових овог новца. У првој, најчешћој варијанти, реверс се налазило под истим углом као и аверс (симетрична), док је у другој, аверс окренуто за 180 степени (асиметрична). Обод новчића је гладак, без рецки.
Према подацима кованице из Беча, укупно је исковано 3.999.500 комада од 1 паре, 4.031.076 комада од 5 пара, као и 4.930.962 комада од 10 пара. С обзиром да је у Београд стигао након смрти кнеза Михаила, Бечка ковница је након овог догађаја застала са испоруком, сачекавши сагласност Намесништва малолетног Милана Обреновића. Намесништво је у име малолетног кнеза Милана, а на предлог министра финансија Панте Јовановића, донео је 24. јануара 1869. године ново „највише решење”, којим је смањена укупна количина новца за ковање, на номиналну вредност од 70 милиона пара, пошто се увидело да би укупна предвиђена количина ситног новца била превелика за обрт.
Већ током припремама за ковање новца из 1868. године одлучено је да се после његове емисије, из Србије искључи из оптицаја стари аустријски бакарни новац од 30, 15 и 3 крајцаре, с обзиром да је његова вредност у Србији била већа од вредности метала од кога је тај новац био израђен. У том смислу фебруара 1869. је донет Закон о забрани увоза старих аустријских бакарних монета, а октобра 1870. и закон о његовом избацивању из курса.
- 1 пара из 1868.
1g 15 mm
95% Cu 4% Sn 1% Zn
- 5 пара из 1868.
5g 25 mm
95% Cu 4% Sn 1% Zn
- 10 пара из 1868.
10g 30 mm
95% Cu 4% Sn 1% Zn

Овај новац је 1898. повучен из оптицаја, према Закону о замени бакарног новца сребрницима новог кова, донесеном још 1890. године.
Динар, као основна новчана јединица, уместо дуката, је званично уведен у Србији 30. новембра / 12. децембра 1873. године, по Новчаној конвенцији у Паризу 1865.
Припреме за доношење закона су кренуле када је министар финансија Чедомиљ Мијатовић, овлашћен по кнежевом указу, поднео предлог Пројекта закона о ковању нових српских монета, на заседању Народне скупштине. На почетку се полемисало о називу, било је више предлога: србљак стопарац, стопар, пет-грошић, франак или динар, али је на крају усвојен назив динар, по угледу на српски средњовековни новац. Донесен је Закон о ковању српске сребрне монете сребрњака од пет, два, један и пола динара. Законом је предвиђена израда укупно 6 милиона динара, али је од тога остварено свега 3,6 милиона.
Истовремено се по први пут размишљало и о оснивању српског емисионог завода, али се од тога одустало услед непостојања политичких, материјалних и техничких средстава. Осим недостатака средстава, велики отпор су пружили и београдски зеленаши, којима није одговарало оснивање централног новчаног завода, са циљем могућности издавања кредита под повољним условима.
Нова новчана јединица, динар, искована је у сребру 1875. године. Она је носила лик кнеза Милана и натпис „МИЛАН М. ОБРЕНОВИЋ IV КЊАЗ СРПСКИ”, с предње стране, а на реверсу је номинална вредност, венац од ловоровог и храстовог лишћа са круном на врху. Израђени су апоени од 50 пара, 1 и 2 динара, у Царско-краљевској ковници Бечу, који спадају у најлепши и најређи српски ковани новац. Њихова финоћа, маса и димензије биле су исте као франка у државама Латинске монетарне уније. Сребрни апоен од 50 пара био је тежине 2,5 грама, пречника 18 mm, апоен од 1 динара је био тежине 5 грама и пречника 23 mm, а апоен од 2 динара је имао тежину 10 грама и пречник 27 mm. Састав сребра сва три апоена је износио 835/1000, док је остатак био бакар, који се додавао ради чврстине. Гравер кованица од 50 пара и 2 динара је био Антон Шарф, а аутор кованица од 1 динара је Фридрих Лејзек. Налазили су се званично у оптицају наредних 30 година, до 1904. године, али је новац претопљен и пре званичног повлачења.
- 50 пара из 1875.
2,5g 18 mm
83,5% Ag 16,5% Cu
- 1 динар из 1875.
5g 23 mm
83,5% Ag 16,5% Cu
- 2 динара 1875
10g 27 mm
83,5% Ag 16,5% Cu

Исте године, пошто што је Србија, после вишевековне потчињености Турској, стекла 1878. године независност на Берлинском конгресу, призната као 25. светска држава, је донесен Закон о српском народном новцу од 10. децембра 1878. исковано је 10 милиона динара. Исте године вредност динара је изједначена са француским франком. Латинска унија је одредила да динар треба да садржи 0,835 делова сребра и да буде масе 5 грама.
Мада је Србија своју националну монету уобличила по усвојеним стандардима Латинске новчане уније, чије су строге одредбе прописивале степен финоће метала за израду кованог новца и ковничке стопе, као ни многе друге европске земље, никада није и формално постала члан Латинске новчане уније. Било је три покушаја приступања: први 1874. усвајањем Закона о ковању српске сребрне монете, други пут 1879, када је затражено да се златници од 20 динара и сребрњаци од 5 динара искују у париској ковници и када је француска влада, због реновирања ковнице пристала да искује само мању количину златника од 20 динара, у вредности од 1 милион динара, односно 50.000 комада. Формалан захтев за чланство 1890, Француска влада је одбила са образложењем да не може да гарантује за новац који није искован у париској ковници.
Прва серија кованог новца признате и самосталне Кнежевине Србије емитована је 1879. године у апоенима:
- 5 пара, тежине 5 грама, пречника 25 mm, састава 935/1000 бакар, 50/1000 калај, 15/1000 цинк
- 10 пара, тежине 10 грама, пречника 30 mm, састава 935/1000 бакар, 50/1000 калај, 15/1000 цинк
- 50 пара, тежине 2,5 грама, пречника 18 mm и састава 835/1000 сребра
- 1 динар, тежине 5 грама, пречника 23 mm и састава 835/1000 сребра
- 2 динара, тежине 10 грама, пречника 27 mm и састава 835/1000 сребра
- 5 динара, тежине 25 грама, пречника 37 mm и састава 900/1000 сребра
- 20 динара, тежине 6,45161 грама, пречника 21 mm и састава 900/1000 злата[284]

Сребрни новац из ове серије у потпуности је искован у Царској краљевској главној ковници у Бечу и у оптицају је био 52 године, а бакарни новац је кован у Бирмингему и у оптицају је био 19 година.
Аутор кованица је био Erneste Paulino Tasset. Кованице на аверс имају портрет кнеза Милана, с натписом „МИЛАН М. ОБРЕНОВИЋ IV. КЊАЗ СРПСКИ”. На реверсу је номинална вредност, година издања 1879. и венац од ловоровог и храстовог лишћа са круном на врху. Све кованице, осим златника од 20 динара, иако носе годину издања 1879. су израђени 1880.
Најмањи апоен од 5 пара је искован у 6 милиона примерака, налазио се у оптицају од 3. априла 1880. до 30. априла 1898.
Новчић од 10 пара је искован у 9 милиона примерака. Представља највећи број кованица искованих у доба Обреновића. Налазио се у оптицају до 30. априла 1898. године.
Новчић од 50 пара из 1879. године је искован у 600.000 примерака. Налазио се у оптицају од 1880. до 1904.
Динар из 1879. године је искован у 800.000 примерака, новчић од 2 динара је искован у 750.000 примерака, а новчић од 5 динара је искован у 200.000 примерака и представља најкрупнији примерак оптицајног сребрног новца у српској нумизматици. Код њега се први пут среће рељефни ободни натпис. Познате су две варијанте „БОГ ЧУВА СРБИЈУ” и „БОГ СРБИЈУ ЧУВА”. Сва три апоена (1, 2 и 5 динара) су се налазила у оптицају од 1880. до 1904. године.
Апоени у номиналној вредности од 20 динара, исковани 1879. године су били први златни новац у Србији. На аверсу кованице је десни профил кнеза Милана, унаоколо стоји натпис: „МИЛАН М. ОБРЕНОВИЋ IV. КЊАЗ СРПСКИ”. Испод лика је презиме гравера Tasset, исписано латиницом. Реверс садржи бројчану вредност новца арапским бројевима, назив кованице и годину 1879. Све је окружено венцем лево од ловорових, а десна од храстових гранчица. Гранчице су доле повезане траком, а горе између гранчица је круна. Испод траке је знак ковнице у којој је новац израђен. Обод је гладак са испупченим натписом „БОГ ЧУВА СРБИЈУ”. Ови златници од 20 динара су важили као законско средство плаћања до 28. јуна 1931. године.
- 5 пара 1879.
5g 25 mm
93,5% Cu 5% Sn 1,5% Zn
- 10 пара 1879.
10g 30 mm
93,5% Cu 5% Sn 1,5% Zn
- 50 пара 1879.
2,5g 18 mm
83,5% Ag 16,5% Cu

- 1 динар 1879.
5g 23 mm
83,5% Ag 16,5% Cu
- 2 динара 1879.
10g 27 mm
83,5% Ag 16,5% Cu
- 5 динара 1879.
25g 37 mm
90% Ag 10% Cu
- 20 динара 1879.
6,45161g 21 mm
90% Au 10% Cu

#### Краљевина Србија
Поводом проглашења кнеза Милана за краља Србије 22. фебруара / 6. марта 1882. године искован је златни новац од 10 и 20 динара, популарно назван „миландор” (јез. фра. Milan d'or), где је један „миландор” од 20 динара вредео исто колико и француски „наполеон” од 20 франака. На аверсу оба златника је десни профил краља Милана, а наоколо пише: „МИЛАН I КРАЉ СРБИЈЕ”. Испод лика је име гравера Антон Шарф. На реверсу је ознака вредности арапским бројевима, назив новчане јединице и година. Све је окружено венцем, с леве стране ловоровим а са десне храстовим гранчицама. У горњем делу налази се круна, а гранчице су доле повезане траком. Испод траке је ознака ковнице. Обод златника од 10 динара је назубљен, а код 20 динара је гладак са испупченим натписом „БОГ ЧУВА СРБИЈУ”. Ковање је обављено у Царско-краљевској главној ковници у Бечу. Профил краља Милана је израдио Антон Шарф, уз помоћ Фридриха Лејзека, на основу нацрта из Београда, док је нацрт за реверс урадио Андреас Нојдек (Neudeck) (1849—1914), који је кованице и гравирао.
- 10 динара, тежине 3,2258 грама, пречника 19 mm, састава 900/1000 злата
- 20 динара, маса 6,45161 грама, пречника 21 mm, састава 900/1000 злата.[290]

Тај српски новац био је један од најстабилнијих у свету. Пуштен је у оптицај 2. децембра 1882. и коришћен је као званично средство плаћања до 28. јуна 1931. године, мада су се знатне количине из платног промета изгубиле много раније.
- 10 динара 1882.
3,2258g 19 mm
90% Au 10% Cu
- 20 динара 1882.
6,45161g 21 mm
90% Au 10% Cu

Године 1883. је емитована серија никленог новца, који спада међу најдуговечније серије новца на Балкану. Мењајући јој само годину на реверсу, иста серија је имала, осим 1883. у Бечу и серије 1884. (Бирминген), 1904. (Беч/Кремница), 1912. (Беч) и 1917. (САД). Њен аутор је специјалиста за израду реверса кованица, Андреас Нојдек. Осим што је аутор нацртао, он је гравирао реверс. Нојдека је Србија 1901. одликовала Орденом Светог Саве трећег реда.
- 5 пара из 1883.
3g 17 mm
75% Cu 25% Ni
- 10 пара 1883.
4g 20 mm
75% Cu 25% Ni
- 20 пара из 1883.
6g 22 mm
75% Cu 25% Ni

- 5 пара из 1884.
3g 17 mm
75% Cu 25% Ni
- 10 пара 1884.
4g 20 mm
75% Cu 25% Ni
- 20 пара из 1884.
6g 22 mm
75% Cu 25% Ni

У каснијем периоду емитовано је још неколико врста кованог новца.
Последња емисија новца са ликом владара из династије Обреновић потиче из 1897. године, када је у сребру искован новац од 1 и 2 динара са ликом краља Александра I Обреновића. Ове сребрне кованице су се појавиле у оптицају 7 година након доношења Закона о замени банкарског новца сребрњацима новог кова (1890). Образложење за доношење овог закона је то да је било потребно повући бакарни новац, кога је у оптицају било више него што је било потребно, али је главни разлог вероватно била потреба да се покрије део мањка у државном буџету. Није познат тачан разлог због кога је протекло 7 година од доношења закона до издавања новца, али се зна да:
- су се посланици у скупштини противили овом закону, јер је у оптицају већ било довољно сребрног новца
- није било средстава за набавку сребра којим би се новац исковао

Када је министар финансија Михаило Вујић одлучио да коначно приступи ковању новца, Србија се није налазила у повољним привредним приликама, тражња за кредитима је била велика, а Народна банка је могла да држи у оптицају само ону количину новца, која је била одређена законом. Стога се министар финансија обратио Народној банци нудећи јој да новоисковани новац купи својим златним новцем и на тај начин подмири трошкове његове израде. Народна банка се није слагала са владом да се кује овај новац. И мада му је она објаснила да ће 6 милиона динара новог сребрног новца бити вишак, одлучено је да она преузме за рачун Владе новоисковани сребрни новац, те да за то изда из сопствених средстава око 3 милиона динара у злату и да отприлике у истом износу смањи пласман новчаница у сребру у нове кредите и зајмове.
Године 1897. је издата серија од два апоена: 1 динар, у тиражу од 4 милиона комада и 2 динара, са тиражом од 2 милиона комада. Обе кованице су имале 835% сребра. Кованица од 1 динара је била масе 5 грама и пречника 23 милиметра, а кованица од 2 динара имала је масу 10 грама, са пречником од 27 милиметара. Оба новчића су искована у Царској ковници у Бечу. На њиховом аверсу се налазио лик Александра Обреновића, окружен натписом: „Александар I краљ Србије”. Испод његовог лика је исписано име гравера Антон Шарф (Scharf). Лик Александра Обреновића израђен је са великим умећем, због чега је ова серија остала запажена по својој лепоти. На реверсу, испод ознаке вредности, исписана је реч „динар”, односно „динара”, као и година ковања — 1897. Све је окружено отвореним венцем од ловоровог и храстовог лишћа, док је на врху круна, а ободи обе кованице су назубљени. Карактеристично за ову серију је било то да је био прекршен Закон о српском народном новцу, те да је реверс окренуто за 180° у односу на аверс. Ови динари су били законско средство плаћања до 1931. године, мада су постепено повлачени из оптицаја. Већ месец дана након пуштања у оптицај се појавио и њихов лажни двојник.
- 1 динар из 1897.
5g 23 mm
83,5% Ag 16,5% Cu
- 2 динара из 1897.
10g 27 mm
83,5% Ag 16,5% Cu

Династичка смена на престолу 1903. године донела је извесне промене у области издавања новца. Новим законом предвиђено је ковање металног новца са ликом новог владара, Петра I Карађорђевића. Петар I Карађорђевић, је 26. фебруара 1904. године потписао Закон о замени сребрног новца емитованог на основу Закона од 30. новембра 1873. године. Новим законом омогућено је ковање новца од 50 пара, 1, 2 и 5 динара у сребру, 5 пара од никла и 2 паре од бронзе. Разлози који су Народну скупштину мотивисали да се донесе овај закон су били:
- обележавање стогодишњице Првог српског устанка
- смена династије Обреновића династијом Карађорђевић
- очекивање да ће ковање ситног новца остварити добит за попуну државне касе

На основу расписаног конкурса, за посредника између Министарства финансија и ковнице новца је номинована Привилегована народна банка Краљевине Србије, заједно са својим кореспондентом Мађарском комерцијалном банком из Пеште, а за израду су изабране Главна царска ковница у Бечу и Мађарска краљевска ковница у Кремници. Сребрни новац је израђена према закону о српском народном новцу из 1878. године и у складу са одредбама Париске новчане конвенције из 1883. године. Планирано је да се будући сребрни новац израђује од прикупљеног повученог новца из 1875, али пошто је прикупљање ишло споро, за њихову израду је докупљено ново сребро.
Апоени:
- 5 динара, масе 25 грама, пречника 37 mm, састава 900/1000 сребро
- 2 динара, масе 10 грама, пречника 27 mm, састава 835/1000 сребро
- 1 динар, масе 5 грама, пречника 23 mm, састава 835/1000 сребро
- 50 пара, маса 2,5 грама, пречника 18 mm, састава 835/1000 сребро

Јубиларни сребрни новац од 5 динара, познат под називом „двоглавац”, је искован поводом стогодишњице Првог српског устанка. На аверсу кованице од пет динара су два десна профила: Петра I Карађорђевића (као предњи лик) и Карађорђа иза. Ликови су окружени натписом: Петар I Карађорђу. Испод ликова је исписано име гравера „Schwatz” — Стефана Шварца, професора вајарства из Уметничке школе у Бечу. На реверсу је грб Србије са круном на врху. С леве стране круне је 1804. година као обележје Првог српског устанка под Карађорђем, а с десне 1904. година поводом стогодишњице устанка. Испод грба је ознака вредности: 5 динара. По ивици новчића је низ тачкица. Обод је гладак са испупченим ћириличним натписом: „БОГ ЧУВА СРБИЈУ”, мада је било и примерака на којима пише „БОГ СРБИЈУ ЧУВА”. Исковано је и неколико примерака овог новца од злата, највероватније за потребе двора.
Кованице од 50 пара, 1 и 2 динара на аверсу имају десни профил Петра I Карађорђевића, окружен ћириличним натписом „ПЕТАР КРАЉ СРБИЈЕ”. Испод је име гравера „Schwatz”. На реверсу се налази арапска ознака вредности: 50, 1 и 2, назив кованице (пара или динар) и година ковања 1904. Уоквирени су венцем од ловоровог и храстовог лишћа. У горњем отвору венца је круна. Обод је назубљен.
У оптицај је најпре 1. септембра 1904. пуштен сребрњак од 5 динара, који је искован у Царској ковници у Бечу. Исковани су у планираној количини, док су остали, сребрници од 50 пара, 1 и 2 динара исковани у Краљевској мађарској ковници и претпоставља се да су исковани у мањим количинама од предвиђених.
Сребрни новац из 1904. се налазио у оптицају до 28. јуна 1931. године, мада не у целокупној емитованој количини. Јубиларна 5-динарка се често користила за прављење накита бушењем (као привезак на ланцу или наруквици). Народна банка Краљевине Југославије их је након престанка њихове важности откупљивала, по и до три пута већој цени од његове номиналне вредности.
- 2 паре 1904.
2g 20 mm
 95% Cu 4% Sn 1% Zn
- 5 пара 1904.
3g 17 mm
75% Cu 25% Ni
- 50 пара 1904.
2,5g 18 mm
83,5% Ag 16,5% Cu
- 1 динар 1904.
5g 23 mm
83,5% Ag 16,5% Cu
- 2 динара 1904.
10g 27 mm
83,5% Ag 16,5% Cu
- 5 динара 1904.
25g 37 mm
90% Ag 10% Cu

Након што је министар финансија Лазар Пачу на седници Народне скупштине образложио потребу за ковањем новог новог новца, проширењем граница Србије, одношењем дела новца у Бугарску, ради исхране српске војске код Једрена и чињеницом да становништво из незнања и неповерења радије прима и чува сребрни новац, од папирног, Министарски савет је 23. фебруара 1913. овластио Пачуа да пусти у оптицај 5 милиона кованица од 1 динара, а овај је два дана касније овластио гувернера Привилеговане народне банке Краљевине Србије, Ђорђа Вајферта да закључи уговор о ковању новца са ковницом у Бечу. Након тога је 12. марта закључен уговор, по коме се бечка ковница обавезала да ће заједно са Краљевској мађарској ковници Кремницу исковати 3 милиона кованица од 1 динара, а Народна банка је у марту и априлу закључила још два додатна уговора на по милион комада од 1 динара. Указом краља Петра I Карађорђевића од 20. марта 1913. године министар финансија Лазар Пачу је Народној скупштини поднео Предлог закона којим је министру финансија одобрено ковање и издавање даље количине сребрног новца од 50 пара, 1 и 2 динара, те никленог новца од 5, 10 и 20 пара у вредности од 2,4 милиона динара. Закон је ступио на снагу 2. априла 1913. године. Посредством Народне банке закључен је уговор са Царско-краљевском главном ковницом у Бечу, где је и искована највећа количина новца, док је у Краљевској мађарској ковници исковано 1,5 милиона комада сребрног новца од 1 динара.
Сребрни новац стизао је у Београд у 10 транши, од средине марта до јула 1913, док је никлени новац имао 19 пошиљки, које су стизале од 13. јуна до 30. септембра исте године. Новац је допреман железницом или бродом. Сребрни новац је коришћен као законско средство плаћања до 28. јуна, а никлени до 30. новембра 1931. године.
Овај новац носи годину 1912. као успомену на историјску годину у којој је отпочео заветни рат за ослобођење Старе Србије. Сребрни новац на аверсу има десни профил Петра I Карађорђевића, испод кога је урезано име гравера „Schwartz”. На реверсу је арапска ознака номиналне вредности, назив новчанице (пара или динар), година 1912, а све је оивичено венцем ловоровог и храстовог лишћа. Обод кованице је назубљен. Њихов састав је 835% сребро и 165% бакар, а димензије су:
- 50 пара, тежина 2,5 грама и пречник 18 mm
- 1 динар, тежина 5 грама и пречник 22 mm
- 2 динара, тежина 10 грама и пречник 27 mm

- 50 пара 1912.
2,5g 18 mm
83,5% Ag 16,5% Cu
- 1 динар из 1912.
5g 22 mm
83,5% Ag 16,5% Cu
- 2 динара 1912.
10g 27 mm
83,5% Ag 16,5% Cu

Новац од никла на аверсу има грб Србије, а на реверсу је на средини арапска ознака номиналне вредности, испод је назив новчанице — пара, док је около натпис Краљевина Србија 1912. Њихов састав је 25% никл и 75% бакар, а димензије су:
- 5 пара, тежина 3 грама и пречник 17 mm
- 10 пара, тежина 4 грама и пречник 20 mm
- 20 пара, тежина 6 грама и пречник 22 mm

- 5 пара 1912.
3g 17 mm
75% Cu 25% Ni
- 10 пара 1912.
4g 20 mm
75% Cu 25% Ni
- 20 пара 1912.
6g 22 mm
75% Cu 25% Ni

Избијањем рата прекинута је свака веза са ковницом у Бечу.
Осим што се у крајевима који су припојени Србији након Балканских ратова 1912—1913. године становништво са неповерењем односило према папирним новчаницама Народне банке, а штедело у сребрњацима, такав однос и дискриминација једног у односу на друго средство плаћања настали су са почетком рата и у целој Србији, те је народ пожурио да своје новчанице промени у ковани сребрни новац. У ратном затишју, крајем 1914. српска влада је затражила од Народне скупштине овлашћење за ковање сребрног ситног новца у укупном номиналном износу од 15 милиона динара. Министарство финансија Србије је крајем 1914. упутило у Париз главног секретара Народне банке Душана Шаиновића са матрицама и жиговима српског сребрног новца из емисије 1912. године да их уручи Француској ковници. Након доношења Закона о ковању сребрног новца у Народној скупштини, донесеном 20. децембра 1914, Народна банка је 1. јануара 1915. године овластила српског посланика у Паризу да одобри ковање новог српског новца у Париској ковници по понуђеним ценама, а Банку Француске да за њен рачун купује сребро по цени од 88 франака за 1 килограм финог сребра. У сврху куповине сребра Народна банка је обезбедила 3 милиона франака или 120.000 фунти стерлинга, које је положила на чек у Банци Енглеске. Средином јануара 1915. купљена је прва количина од 20.000 килограма сребра а средином фебруара Париска ковница је примила новац потребан за израду једног динара у 700.000 комада, полудинара у 600.000 комада и за потребну амбалажу. Прве количине кованица су садржале: 7 милиона комада од 50 пара, 6,5 милиона комада од 1 динара и 2,5 милиона комада од 2 динара. Кованице су пристизале у Србију од марта до августа 1915. године. Пошиљке су стизале преко Марсеља у Солун, ратним и поштанским бродовима. Пуштане су у оптицај одмах.
Пошто у ратним условима ова емитована количина сребрњака из 1915. у вредности од 15 милиона динара није задовољила тражњу, Министарски савет је без правног основа донео одлуку о ковању нових 15 милиона динара. Краљевско посланство Србије у Паризу тражило је од Шаиновића да ступи у контакт са француском банком и ковницом, тражећи да се купи потребно сребро за нову емисију сребрњака, тако да она буде по техничким особинама и изгледу иста као и претходна емисија, али без ознака гравера. Почетком новембра 1915. Банка Француске је од Министарства финансија Србије добила аванс од 3 милиона франака за куповину сребра, али није могла да почне са куповином сребра пре одобрења француске владе, пошто је Париска ковница била заузета ковањем француских сребрњака. Припреме за ковање нове емисије сребрњака су прекинуте пошто су врховна команда, војска и становништво почели да се повлаче на југ, преко Албаније, да би се јануара 1916. године, уз помоћ савезника пребацили на Крф, док су се представници Народне банке, који су са собом носили новац, остале хартије од вредности и пословне књиге, за то време најпре повукли у Крушевац, одакле су возом, кренули 1. октобра 1915. у Солун, а одатле француским ратним бродом почетком децембра кренули у избеглиштво за Марсеј. Влада на Крфу је 18. септембра 1916. усвојила на Народној скупштини Закон о ванредним кредитима од 200 милиона динара и о ковању сребрног и никленог новца, што је нешто касније потврдио регент Александар у Солуну. Француска влада је уважила молбу Србије да се у Париској ковници искује 15 милиона сребрног новца. Прве пошиљке новца, су преко Бриндизија стизале у Скадар и Драч. Овај новац носи ознаку 1915. године, али нема ознаку гравера. Према подацима Народне банке, од укупне количине ових искованих сребрњака у оптицај је ушло од 1,5 до 2 милиона динара.
На аверсу кованица је десни профил Петра I Карађорђевића, са натписом „Петар I краљ Србије”. Испод првог (слова „П”) налази се рог изобиља, ознака Париске ковнице, а испод последњег слова натписа (слово „Е”) је бакља, као ознака главног гравера („Henry Patey”). Испод лика краља у првој емисији из 1915. је ознака гравера „Schwartz”. По средини реверса, једно испод другог се налазе ознаке вредности арапским бројем (50, 1 или 2) и ћирилични назив — „пара” или „динар(а)” и година 1915. Све је оивичено венцем од храстовог и ловоровог лишћа са круном на врху. Обод кованица је назубљен. Обе серије са ознаком 1915. године су биле важеће средство плаћања све до 28. јуна 1931. године.
- 50 пара из 1915.
2,5g 18 mm
83,5% Ag 16,5% Cu
- 1 динар из 1915.
5g 22 mm
83,5% Ag 16,5% Cu
- 2 динара из 1915.
10g 27 mm
83,5% Ag 16,5% Cu

- 5 пара из 1917.
3g 17 mm
75% Cu 25% Ni
- 10 пара из 1917.
4g 20 mm
75% Cu 25% Ni
- 20 пара из 1917.
6g 22 mm
75% Cu 25% Ni

Новац са годином ковања 1917, израђен у САД (компанија Горам енгл. Gorham у Провиденсу), са двоглавим орлом на реверсу, је последњи новац који је ковала Краљевина Србија.

#### Црна Гора
У 19. веку Црна Гора није имала свој новац, на њеној територији циркулисао је већином страни новац. У другој половини 19. века доминантан је био аустроугарски папирни и метални новац, односно фиорин и форинта. Док су у Србији обрачински новац били грошеви, у Црној Гори је обрачун вршен према аустријском новцу, талирима и фиоринима, а касније само у фиоринима.
Иако је од Берлинског конгреса 1878. године Књажевина Црна Гора била независна, она и даље није имала сопствени новац. Јануара 1901. Министарство финансије је издало наредбу да се од 1. маја те године у Црној Гори уведе круна, као новчана јединица, при чему су две круне вределе као један фиорин. Ова измена је заправо представљала усклађивање са променама које су настале у аустроугарском новчаном систему.
Оваква ситуација у Црној Гори је имала штетне последице на њену привреду, због чега се све више се изражавала тежња за сопственим новцем и еманципацијом од аустријског новца. Такве тежње су у прво време наилазиле на разне тешкоће, посебно од стране Аустрије.
Први црногорски ковани новац издат је на основу указа књаза Николе 1906. године, и то од бронзе у номинали од 1 и 2 паре, а од никла у номинали од 10 и 20 пара. Искован је у аустријској ковници у Бечу, чији је директор у то време био Мита Петровић, Србин пореклом из Панчева, који је помогао да се цео посао обави успешно. Тиме је Црна Гора добила сопствени обрачунски новац.
Овај новац је изједначен са аустроугарским новцем, по легури и по дељивост (100 хелера вредело је колико и 100 пара), што је омогућило циркулацију перпера по аустроугарској територији. 
Сребрни новац је у Црној Гори почео да се кује 1909. године, у номинали од 1 и 5 перпера. Искован је у француској ковници, а кредитирање овог посла је преузела на себе Српска народна банка. Пуштен је у оптицај јуна те године.
С ковањем новца од 2 перпера у сребру започело се 1910. године у бечкој ковници. Први црногорски златници носе годину ковања 1910. и односе се на номиналу од 10, 20 и 100 перпера, које су пуштене у оптицај марта те године. Исте године поводом педесетогодишњице владавине кнеза Николе, у оптицај је пуштен и јубиларни златан новац истих апоена. Због ковања у емисијама малог обима, представљају ретке и вредне нумизматичке примерке.
Законом о новцу, донетим 1910. године, а услед упућености Црне Горе према Аустрији озваничено је везивање црногорске новчане валуте, перпера, за „крунски течај”, што значи да црногорски новац није кован по правилима Латинске уније. Из истих разлога Црна Гора је свој новац ковала у бечкој ковници и према аустријским узорима. Године 1911. потписана је конвенција, по којој је, на бази реципроцитета, у одређеним случајевима црногорски новац приман као платежно средство у Аустроугарској и обрнуто, што је у великој мери олакшало међусобни платни промет.
С почетком Балканских и Првог светског рата започело се са издавањем благајничких упутница, записа и бонова, односно папирног новца у прометном смислу.
Мада је 1906. године основана Црногорска банка, она није имала емисиону функцију, сав новац у Црној Гори је издавало Министарство финансија. На основу члана 10. Устава Краљевине Црне Горе, краљ господар је имао је ексклузивно право на ковање новца. Скупштина је била надлежна да његов предлог прихвати, а Министарство финансија се на основу Закона о новцу старало и подносило рачун о искованом новцу и трошковима за његово ковање.

#### Краљевина Југославија
По завршетку Првог светског рата, на територији новостворене Краљевине Срба, Хрвата и Словенаца у оптицају су се затекле разне врсте кованог новца. Тај новац је постепено замењиван и већ 1920. године емитован је ковани новац нове државе, када је прихваћено да национална новчана јединица буде динар, који се дели на 100 пара. Емитовани су апоени од 5, 10 и 25 пара.
Краљ Александар I Карађорђевић је 1925. године емитовао златни новац чија је вредност била 20 динара. Краљевина Срба, Хрвата и Словенаца 1929. године постаје Краљевина Југославија, па се приступило емитовању новца са новим називом државе. Такође је емитован ковани новац од 10 и 20 динара, затим апоен од 50 динара у сребру. У периоду 1931—1934 емитована је и прва емисија југословенских златника.
У периоду до 1941. године емитован је ковани новац различитих номинала и састава метала, а израђиван је углавном у Бечу. Са последњом емисијом кованог новца Краљевине Југославије, насталом 1938. године, када је краљ Петар II Карађорђевић емитовао сребрне апоене од 20 и 50 динара, новац је почео да се израђује у земљи, у Државној ковници у Топчидеру.
На реверсу свих апоена који је издавала Краљевина Југославија налазио се амблем двоглавог орла, са грбом династије Карађорђевић.

#### За време немачке окупације 1941—1944.
Након распарчавања Краљевине Југославије 1941, под немачком окупацијом је кован новац у апоенима од 50 пара, 1 и 2 динара (1942), и 10 динара (1943) од 98% цинка. На њиховом аверсу се налази представа двоглавог орла без круне, са крстом са оцилима на штиту. Кованице су израђене у Будимпешти. Апоени од 1 и 2, динара су без декорације на ободу и раван обод са стране, док апоен од 10 динара има уздигнут обод, тачкасти круг око обода на аверсу и реверсу и зупчасти обод са стране.
- 50 пара 1942.
2,00 g, 18 mm
Zn
- 1 динар из 1942.
3,00 g, 20 mm
Zn
- 2 динара 1942.
4,00 g, 22 mm
Zn

Законито средство плаћања био је и немачки ковани новац у вредности од 1 и 2 фенинга, као и од 1, 2, 5 и 10 рајхсфенинга.

#### После Другог светског рата
После Другог светског рата, први ковани новац Југославије емитован је 1945. године. Од тада до 1992. је остварено 156 врста кованог новца, са временом у напреднијим техникама израде, као и бољег квалитета легура од којих је израђиван. Одговарајућим елементима као што су грб и назив државе емитента регистроване су све промене у државном уређењу које су се дешавале током протеклог периода.
У последњем инфлаторном периоду динара ковање ситнијих апоена вршено је готово унифицирано, на једној страни је номинална ознака, а на другој државни грб.
Од конституисања СРЈ 27. априла 1992. до 24. јануара 1994, када је усвојен Програм монетарне реконструкције и економског опоравка Југославије, издато је 12 нових комада кованица. Пошто је курс стабилизован, указала се потреба за ситнијим кованицама, па се 1994. први пут после 1868 године, поново појавила и кованица од 1 паре.
На кованом новцу државни грб СРЈ се први пут појавио 1996. године.
Половином децембра 2000, након промене власти издата је серија кованица од 50 пара, 1, 2 и 5 динара, а валута је поново добила назив динар, уместо новог динара. Тада је прекинута традиција ковања динара социјалистичке Југославије. На кованицама су се први пут од Другог светског рата нашле ликовне представе.

#### Пригодни ковани новац
Поред редовних емисија кованог новца, издаје се и пригодни или јубиларни ковани новац, са наменом обележавања различитих манифестација, културних, спортских, историјских или неких других догађаја, од значаја за земљу или од ширег, међународног значаја, такође поводом важних јубилеја који су у вези са одређеном личношћу, институцијом или догађајем. Пригодни новаци није и не мора бити оптицајни.
Особеност таквих издања јесте у томе што се за израду новца користе претежно племенити метали, али и легуре. За разлику од редовних издања, за пригодни ковани новац најчешће се примењује специјална техника израде, која обезбеђује бољи квалитет и већу изражајност приказаних мотива. За овакву врсту новца, посебно скупље апоене, најчешће су заинтересовани колекционари, док су јефтинији апоени или серије предмет интересовања колекционара почетника, туриста и других. Најскупље колекције често се додељују као пригодни, државнички поклон. Веома су ретке, широј јавности често недоступне, а понекад и потпуно непознате.
Први јубиларни новац је крунидбени динар цара Душана издат поводом његовог крунисања у Скопљу 16. априла 1346.
Поводом 100. година Првог српског устанка, краљ Петар I Карађорђевић је издао апоен од 5 динара у сребру, који је имао две варијанте. Истом приликом су израђена и четири примерка у злату.
Током 1931. године остварена је емисија од 1 и 4 дуката, који иначе није представљао редован новац. На златницима од 1 дуката било је попрсје краља Александра, а на четвородукатима, поред лика краља Александра, и лик краљице Марије.
Године 1968. је издата прва серија пригодног кованог новца у послератној Југославији и до 1992. је израђено 80 врста пригодног металног новца.
Поводом 200. годишњице Првог српског устанка, јуна 2004. су издата два златника финоће 900/1000 и номиналних вредности 5.000 и 10.000 динара. Аутор дизајна је медаљар и академски вајар Митар Петковић. На њиховом аверсу је лик Карађорђа Петровића, натпис „ЂОРЂЕ ПЕТРОВИЋ — КАРАЂОРЂЕ”, године рођења и смрти 1752—1817, док је на реверсу двоглави орао са четири оцила и круном, година 2004. лево и 1804. десно од круне, као и полукружно исписан ћирилични натпис Република Србија. Обод је оивичен рецкама.
Поводом 120. годишњице постојања Народне банке Србије, издат је јубиларни златник чистоће 900/1000, номиналне вредности 1 динар, тежине 8,645 грама и пречника 25 mm. Аутор дизајна је Митар Петковић. На аверсу овог златника је приказ зграде Народне банке Србије, испод које су исписане године јубилеја 1884—2004. Десно је исписана номинална вредност, испод које је ћирилично и латинично име номинале. На реверсу је приказ средњовековних динара Стефана Уроша II (по узору на матапан — владар прима заставу) и крунидбеног динара цара Душана, изнад којих су амблем и текст „НАРОДНА БАНКА СРБИЈЕ”.
Први пригодни новац самостална Република Србија је издала истог месеца (јуна 2006) када је Црна Гора иступила из државне заједнице. На аверсу кованице се грб Републике Србије око кога је кружно исписан текст „Република Србија” (ћирилица и латиница) и скраћеница институције која их је издала „НБС” (ћирилица и латиница). У доњем делу је номинална вредност кованице. На реверсу је портрет Николе Тесле, лево од њега година његовог рођења (1856) и година издавања (2006), а изнад ћирилични полукружни натпис „НИКОЛА ТЕСЛА”. Кованице су издате поводом 150. годишњице рођења Николе Тесле. Аутор дизајна је Митар Петровић. У продају су 10. јула 2006. пуштени апоени од:
- 10.000 динара, тежине 8,640 грама, пречника 25 mm и садржаја 900/1000 злата, у емисији 1.000 комада
- 5.000 динара, тежине 3,455 грама, пречника 20 mm и садржаја 900/1000 злата, у емисији 2.000 комада
- 1.000 динара, тежине 13.000 грама, пречника 30 mm и садржаја 925/1000 сребро, у емисији од 2.000 комада

Истим поводом, 30. јуна је издата и пригодна оптицајна кованица од 20 динара у емисији од милион комада.
Поводом доласка 200-годишњице Доситеја Обрадовића у Србију, године 2007. издат је пригодни ковани новац:
- златник номиналне вредност од 5.000 динара, чистоће 900/1000, тежине 3,455 грама, пречника 20 mm, у емисији 500 комада
- сребрњак номиналне вредности 1.000 динара, чистоће 925/1000, тежине 13 грама, пречника 30 mm, у емисији 1.000 комада

На аверсу се налази лик Доситеја Обрадовића, исписани су његово име, пригодан натпис „ИДУЋ УЧИ У ВЕКОВЕ ГЛЕДА”, године његовог рођења и смрти 1739—1811 и година ковања — 2007. На реверсу је грб Републике Србије, око кога је полукружно, ћирилицом и латиницом исписан текст „РЕПУБЛИКА СРБИЈА”, док је испод њега ознака номиналне вредности, као и текст „НБС” исписан ћирилицом и латиницом. Кованице су израђене у специјалној („пруф”) техници, са високосјајним равним површинама и матираним рељефним детаљима. Аутор дизајна је Митар Петковић.
- 5.000 динара (2007)
3,455 g 20 mm
90% Au
- 1.000 динара (2007)
13 g 30 mm
92,5% Ag

| Са сајта : | AUD CAD CHF CNY EUR GBP HKD JPY USD |
| Са сајта : | AUD CAD CHF CNY EUR GBP HKD JPY USD |
| Са сајта : | AUD CAD CHF CNY EUR GBP HKD JPY USD |
| Са сајта : | AUD CAD CHF CNY EUR GBP HKD JPY USD |